# 기묘한 이야기 (일본의 드라마)의 에피소드 목록
《기묘한 이야기》(世にも奇妙な物語)는 일본 후지 TV가 제작한 드라마, 영화이다. 

1990년 1시리즈, 1991년 2시리즈, 1992년 3시리즈가 방송됐으며, 2000년엔 극장판도 나왔다. 

현재는 매년 봄, 가을에 2시간 분량의 《봄 특별편》,《가을 특별편》형식으로 방송 중이다.

## 1990년
| 날짜                       | 제목                                   | 주연 주조연                                                 | 그 외 출연자                                                                                  | 그 외 출연자                                                                                  | 제작사 제작진                                                        | 원작·원안                        |
| 4월 19일 (목) 시청률 14.3% | 공포의 손에 닿는 감촉 恐怖の手触り     | 나카야마 미호 조지 오쿠라                                   | 이노우에 유키코 사타카 쇼이치로 우치다 타츠야                                                 | 이노우에 유키코 사타카 쇼이치로 우치다 타츠야                                                 | 교도 TV 타케가미 준키 (각) 츠치야 토키오 (각) 스즈키 마사유키 (연)   |                                  |
| 4월 19일 (목) 시청률 14.3% | 소문의 마키오 噂のマキオ               | 사카가미 카오리                                             | 야마다 히사코 치노 사치에 코다마 라이신 타다노 앗코                                           | 야마다 히사코 치노 사치에 코다마 라이신 타다노 앗코                                           | 교도 TV 토다야마 마사시 (각) 호시 마모루 (연)                        |                                  |
| 4월 19일 (목) 시청률 14.3% | 양귀비의 쌍륙 楊貴妃の双六             | 노부라 히로노부 나카무라 아즈사 이마후쿠 마사오             | 스마 카즈야 카케이 토시오 카츠마타 쿠니카즈 오토 타카야스                                     | 와카오 요시아키 가세 히데오 이노우에 야스오 사카이 준코                                       | 교도 TV 츠치야 토키오 (각) 하야시 마코토 (각) 오구라 히사오 (연)     |                                  |
| 5월 3일 (목) 시청률 11.6%  | 록커 ロッカー                          | 오다 유지 단타 야스노리                                     | 스가타 슌 오가타 유지 사이토 사토루                                                           | 오쿠보 료 아라카와 오사무 타쿠미 츠네아키                                                     | KANOX 하시모토 이조 (각) 츠치야 토키오 (각) 타키가와 치스이 (연)     |                                  |
| 5월 3일 (목) 시청률 11.6%  | 어둠의 정령들 闇の精霊たち             | 키시다 쿄코 다케다 타카토시 오자와 히토시 오카모토 나츠키   | 고다이 산페이 오기하라 오사무 아유카와 쇼헤이 나카다이 메구미                                 | 히로세 레오나 다카하시 치요미 무라노 타다마사                                                 | KANOX 오기자와 노부오 (각) 오가와 사다타카 (연)                      |                                  |
| 5월 3일 (목) 시청률 11.6%  | 마이 홈 マイホーム                     | 하야미 유 오리모토 준키치 나카지마 히사유키                 | 시게타 치호코 미즈키 카오루 타치바나 유키코                                                   | 이시구로 마사오 오카와 세이지                                                                 | KANOX 히비노 미노루 (각) 쿠니모토 마사히로 (연)                      |                                  |
| 5월 17일 (목) 시청률 17.1% | 시체냄새 死体くさい                    | 세키네 츠토무 타카키 미오                                   | 루 오시바 고슈 야마나카 이치로                                                                | 기무라 미도리 카이 미호                                                                       | PDS 오노자와 미아키 (각) 츠자키 도시키 (연)                          |                                  |
| 5월 17일 (목) 시청률 17.1% | 쓰레기 못 버리겠다 ゴミが捨てられない  | 사쿠라다 준코 아라이 야스히로                               | 키타시로 마키코 코바야시 히사요 후카야 타카시                                                 | 하네다 요이치 야마구치 사치코 아즈마 다이스케                                                 | PDS 오노자와 미아키 (각) 쿠노 코헤이 (연)                            |                                  |
| 5월 17일 (목) 시청률 17.1% | 숨막히는 식탁 息づまる食卓             | 마스오카 토오루 사사키 잇세이                               | 사와다 리사                                                                                   | 사와다 리사                                                                                   | PDS 오노자와 미아키 (각) 요시다 케이치로 (연)                        |                                  |
| 6월 7일 (목) 시청률 14.1%  | 선물 プレゼント                        | 코쿠쇼 사유리 나가세 마사토시 사와무카이 요지 카라사와 지로 | 엔도 마키 와쿠이 시호 나카가와 요시히로                                                       | 세키구치 노부히코 오기하라 히토시                                                             | 센트럴 아트 시마다 미치루 (각) 이마제키 아키요시 (감)                | 혼마 유스케 (음악)               |
| 6월 7일 (목) 시청률 14.1%  | 살인자는 후회한다 殺人者は後悔する     | 아토 카이 오바 쿠미코 나카니시 료타                         | 이에토미 요지 사카가미 카즈코                                                                 | 이에토미 요지 사카가미 카즈코                                                                 | 센트럴 아트 노부모토 케이코 (각) 다나카 히데오 (감)                  | 혼마 유스케 (음악)               |
| 6월 7일 (목) 시청률 14.1%  | 지나치게 친절한 가족 親切すぎる家族    | 후루오야 마사토 오키 나오미 카자미 아키코                   | 오가사와라 아리사 시미즈 마리 고노우에 츠토무 쇼코 토시에                                     | 오가사와라 아리사 시미즈 마리 고노우에 츠토무 쇼코 토시에                                     | 센트럴 아트 우라사와 요시오 (각) 사카모토 타로 (감)                  | 혼마 유스케 (음악)               |
| 6월 28일 (목) 시청률 13.1% | 원숭이 손 님 猿の手様                  | 후세 히로시 시미즈 미치코                                   | 아야타 토시키 사와다 히데토시 니시모토 다케시 노무라 치코                                     | 아즈마 요시토모 다구치 타카시 다카스기 텟페이                                                 | 교도 TV 츠치야 토키오 (각) 스즈키 마사유키 (연)                      |                                  |
| 6월 28일 (목) 시청률 13.1% | 악마의 게임 소프트 悪魔のゲームソフト  | 다카야마 료 하세가와 아유무                                 | 오쿠라 준켄 니헤이 코이치 미나가와 슈 미카와 유조                                             | 타케우치 신이치로 마츠다 마사노부 이와노 신지                                                 | 교도 TV 후카야 진이치 (각) 오구라 히사오 (연)                        |                                  |
| 6월 28일 (목) 시청률 13.1% | 사후의 노고 死後の苦労                 | 유유 스즈키 세이준 소노만마 히가시 무라카미 리카코          | 마이클 토미오카 히코마로 아베 유미코                                                          | 아즈마 신지시바야 히데오 아마노 유코                                                          | 교도 TV 츠치야 토키오 (각) 호시다 요시코 (연)                        |                                  |
| 7월 12일 (목) 시청률 11.0% | 반 半分こ                              | 카지와바라 요시에 코사카 미유키                             | 후지와라 쿄헤이 이하라 토시마사                                                               | 후지와라 쿄헤이 이하라 토시마사                                                               | 닛카쓰촬영소 무라카미 오사무 (각) 모로사와 카즈유키 (연)             |                                  |
| 7월 12일 (목) 시청률 11.0% | 버릇 くせ                              | 키쿠치 모모코 미야카와 이치로                               | 헌트 타카시 아즈마 토시아키 요시다 코타로                                                     | 헌트 타카시 아즈마 토시아키 요시다 코타로                                                     | 닛카쓰촬영소 모로사와 카즈유키 (각) 카나자와 카츠지 (연)             |                                  |
| 7월 12일 (목) 시청률 11.0% | 죽을만큼 좋아해 死ぬほど好き           | 츠노다 에이스케 이시다 히카리 사쿠라 킨조                   | 후루모토 신노스케 사쿠마 테츠 모치즈키 타로 미즈노 아야                                       | 후루모토 신노스케 사쿠마 테츠 모치즈키 타로 미즈노 아야                                       | 닛카쓰촬영소 노지마 신지 (각) 카와사키 요시히로 (연)                 |                                  |
| 7월 26일 (목) 시청률 16.7% | 상복입은 소녀 喪服の少女               | 카자마 토오루 히로코 그레이스                               | 스이타 아스카 데라모토 타니아 유키 츠야코                                                     | 스이타 아스카 데라모토 타니아 유키 츠야코                                                     | 후지 TV 타케가미 준키 (각) 코바야시 아츠오 (연)                      |                                  |
| 7월 26일 (목) 시청률 16.7% | 금지된 장난 禁じられた遊び             | 이시노 마코 이시마루 켄지로                                 | 카네코 마사키 오노 아야카 코노 치세이 카세 코이치                                             | 카네코 마사키 오노 아야카 코노 치세이 카세 코이치                                             | 후지 TV 세키즈미 카즈키 (각) 나가야마 코조 (연)                      |                                  |
| 7월 26일 (목) 시청률 16.7% | 시간 없는 호텔 時のないホテル          | 마에다 코요 와타나베 마리나 이누즈카 히로시                 | 요시미츠 료타 타케노 이사오 아베 로쿠로 야마자키 미츠루 사토 햣키 기무라 미도리 이토 마사히로 | 토자와 유스케 아카시 료 미네타 토모요 니시카와 히로미 고바야시 유리 야나가와 케이코           | 후지 TV 노부모토 케이코 (각) 나가야마 코조 (연)                      |                                  |
| 8월 9일 (목) 시청률 15.7%  | 쫓아간 남자 追いかけた男               | 카타오카 츠루타로 마츠자와 카즈유키                         | 코타로 이시구로 마사오 마츠미 사카에 나카가미 치카                                            | 코타로 이시구로 마사오 마츠미 사카에 나카가미 치카                                            | 교도 TV 카사하라 쿠니아키 (각) 오구라 히사오 (연)                    |                                  |
| 8월 9일 (목) 시청률 15.7%  | 초.능.력! 超・能・力!                  | 나카야 노보루 사노 시로 요코스카 요시미                     | 타테이시 료코 야마세 히데오 시미즈 마사히코                                                   | 핫토리 겐고 나카무라 덴신 켄 위튼                                                             | 교도 TV 토다야마 마사시 (각) 호시 마모루 (연)                        | 요시자와 케이스케 《予知能力》   |
| 8월 9일 (목) 시청률 15.7%  | 너무 늦은 연인 遅すぎた恋人            | 미나미노 요코 호사카 나오키 유에 타케유키                   | 마에다 카나코 미타 후미요 모치키 준코                                                         | 마에다 카나코 미타 후미요 모치키 준코                                                         | 교도 TV 카나야 유코 (각) 스즈키 노부유키 (연)                        |                                  |
| 8월 23일 (목) 시청률 17.4% | 옥상풍경 屋上風景                      | 츠루미 신고 카와사키 케이조                                 | 츠무라 타카시 후쿠다 켄지 사토 햣키                                                           | 츠무라 타카시 후쿠다 켄지 사토 햣키                                                           | 도에이 TV 코나카 치아키 (각) 도이 시게루 (연)                        | 아토다 타카시 《屋上風景》       |
| 8월 23일 (목) 시청률 17.4% | 비탈길의 여자 坂道の女                 | 쿄모토 마사키 오카모토 후지타                               | 츠시마 레이코 에자키 히로코                                                                   | 츠시마 레이코 에자키 히로코                                                                   | 도에이 TV 오하라 유타카 (각) 도이 시게루 (연)                        | 아토다 타카시 《坂道の女》       |
| 8월 23일 (목) 시청률 17.4% | 누군가를 닮은 사람 だれかに似た人      | 사이토 케이코 오이카와 히로오                               | 마츠나가 히로시 와다 슈 마나베 빈 츠츠이 유미코                                               | 카이 미호 스즈키 요시히로 이토 마사히로 노노무라 기진                                         | 도에이 TV 시오타 치구사 (각) 도이 시게루 (연)                        | 아토다 타카시 《だれかに似た人》 |
| 8월 30일 (목) 시청률 18.0% | 싱싱한 게 生き蟹                       | 오카다 나나 고다이 타카유키 사이키 시게루 히다리 토키에     | 히라타 테츠야 미즈모리 코타 모리오카 타카미 소메타니 사야코                                   | 히라타 테츠야 미즈모리 코타 모리오카 타카미 소메타니 사야코                                   | 도호 세키즈미 카즈키 (각) 오타 마사하루 (연)                         |                                  |
| 8월 30일 (목) 시청률 18.0% | 게임센터의 기적 ゲームセンターの奇跡   | 타니 케이 이와부치 타케시                                   | 하라다 치에코 노무라 신지 우에하라 요시에 와타나베 카즈시게                                   | 하라다 치에코 노무라 신지 우에하라 요시에 와타나베 카즈시게                                   | 도호 스기야마 오로 (각) 이와데라 히데히로 (연)                       |                                  |
| 8월 30일 (목) 시청률 18.0% | 카운트다운 カウントダウン              | 시시도 카이 카자미 아키코                                   | 반 나오야 타니 노부하루 나카타 죠지                                                           | 반 나오야 타니 노부하루 나카타 죠지                                                           | 도호 타케가미 준키 (각) 카라키 아키히로 (연)                         |                                  |
| 9월 6일 (목) 시청률 19.4%  | 성형수술 整形手術                      | 타카기 사야 무라카미 후유키                                 | 신페이 이시이 요스케 타지마 모토키치 엔젤                                                     | 타지마 쿠미카 후지토 카츠히로 진보 료 미야나베 카츠히코                                       | 오피스 투원 아카시 노리코 (각) 스케타 스구루 (연)                    |                                  |
| 9월 6일 (목) 시청률 19.4%  | 주목받는 남자 大注目の男               | 야나기사와 신고                                             | 쿠도 토시조 토야마 토시야 雨宮洋子 히라이 다케시                                              | 다나카 토시히로 스기나카 아야 이시자카 시게지                                                 | 오피스 투원 타카노 노부유키 (각) 스케타 스구루 (연)                  |                                  |
| 9월 6일 (목) 시청률 19.4%  | 우러러보니 존귀하구나 仰げば尊し       | 야마다 고이치 하마무라 준                                   | 기무라 겐 류 노리코                                                                           | 기무라 겐 류 노리코                                                                           | 오피스 투원 스에타니 마스미 (각) 스케타 스구루 (연)                  |                                  |
| 9월 13일 (목) 시청률 17.6% | 성묘 お墓参り                          | 하기와라 나가레 사이토 요스케 토카시키 카츠오               | 카토리 요코 이다 테루코 콘도 미에코 카토 사야카 야마시타 마사히로 모리오카 사토시             | 忍真叶一 쿠라치 유헤이 야마구치 토시미 에비나 하지메 이마이 유카리                            | 텔레팩 요시무라 카즈히사 (각) 아와노 켄 (연)                         |                                  |
| 9월 13일 (목) 시청률 17.6% | 배달되지 않는 편지 配達されない手紙    | 야마구치 카린                                               | 이토 사치코 에가미 신고 다카하시 사토루 나츠카와 카나코                                       | 이시다 준코 미마타 아유미 모치즈키 타로 하라 쿄코                                             | 텔레팩 에가시라 미치루 (각) 이와데라 히데히로 (연)                   |                                  |
| 9월 13일 (목) 시청률 17.6% | 인면초 人面草                          | 하마다 마하 시모조 마사미                                   | 츠유하라 치구사 미즈모리 코타 아오키 카즈요                                                   | 츠유하라 치구사 미즈모리 코타 아오키 카즈요                                                   | 텔레팩 요시무라 카즈히사 (각) 오무로 하지메 (연)                     |                                  |
| 9월 20일 (목) 시청률 21.3% | 통근열차 通勤電車                      | 미키 료스케 무카이 아키                                     | 요시미츠 료타 타케다 미츠히로 카메이 사부로 스기사키 아키히코 오쿠라 준켄                     | 야노 아키히토 야마나카 히로시 시바타 린타로 오카모토 쿠세                                     | 彩の会 하마다 카네히로 (각) 히나코 마사히코 (연)                     |                                  |
| 9월 20일 (목) 시청률 21.3% | 자동납부 自動振込                      | 카가 마리코 하라다 다이지로                                 | 아사누마 신페이 타하라 아루노 오바야시 류스케 카와다 시노부 토쿠나가 아오이 하세가와 리카     | 이시자와 타카코 오가와 리에코 후쿠다 레이코 미도리카와 마코토 아오치 이즈미 이노우에 후미히코 | 彩の会 하마다 카네히로 (각) 고바야시 슌이치 (감·연) 도이 히로키 (연) |                                  |
| 9월 20일 (목) 시청률 21.3% | 할아버지의 연애편지 おじいちゃんの恋文 | 오타키 히데지                                               | 마부치 히데아키 사카이 준코 타다노 앗코                                                       | 요코지마 와타루 카미조 아즈사                                                                 | 彩の会 코바야시 타츠오 (각) 아오이 마사오 (연)                       |                                  |

## 1991년
| 날짜           | 제목                                               | 주연 주조연                                                         | 그 외 출연자 | 그 외 출연자 | 제작사 제작진                                                                   | 원작·원안                                          |
| 1월 10일 (목)  | 눈 속으로 瞳の中へ                                 | 후지타 토모코 사와무카이 요지 츠무라 다카시                         | 야마자키 미츠루 엔도 마키 아츠미 히로시 와타나베 모토코 무라세 에미                                                                                               | 야마자키 미츠루 엔도 마키 아츠미 히로시 와타나베 모토코 무라세 에미                                                                                               | 후지 TV 노부모토 게이코 (각) 마스다 아키히로 (연)                               |                                                    |
| 1월 10일 (목)  | 한번만 더 もういちど                               | 나카이 키이치 와시오 이사코                                         | 미야모토 마츠오 스나가 케이 니시무라 준지 스기사키 코이치 | 미야모토 마츠오 스나가 케이 니시무라 준지 스기사키 코이치 | 후지 TV 카케가미 준키 (각) 코바야시 아츠오 (연)                                 |                                                    |
| 1월 10일 (목)  | 도청 리시버의 괴 盗聴レシーバーの怪                | 마키 쿠로도 이자와 히로시                                           | 후지하라 코헤이 타무라 모토하루 이소무라 치카코 | 시오야 코조 우에무라 노리코 난바 치에코 | 후지 TV 타카다 카츠히로 (각) 나카노 마사히로 (연)                               |                                                    |
| 1월 17일 (목)  | 시간아 멈춰라 時間よ止まれ                         | 야마모토 준이치 이시쿠라 사부로 히가시 이즈미                       | 덴덴 마츠카와 카나코 사에지마 나오 | 와타나베 유키코 아라카와 오사무 와타라이 슈 | KANOX 츠치야 토키오 (각) 치바 유키토시 (연)                                     |                                                    |
| 1월 17일 (목)  | 그날로 돌아가고 싶다 あの日に帰りたい              | 마츠오 다카시 무라카미 리카코 고다이 타카유키                       | 타테카와 단슌 쿠보 아키라 미야지마 츠토무 요네자와 시오리 | 미야지마 리나 오누마 다카나 나가사와 유키 루이케 다이치 | KANOX 츠치야 토키오 (각) 오가와 사다타카 (연)                                   |                                                    |
| 1월 17일 (목)  | 시선의 마을 視線の町                               | 하야시 류조 하야시 미호 미즈키 카오루                               | 오키나 카에이 이케가미 쇼고 이나 유미코 카나마루 요시히사 요시다 마이코                                                                                           | 오카자키 미키 이치노세 아키라 이노 키요미 오노 케이타 | KANOX 키시다 사토시 (각) 쿠제 테루히코 (연)                                     | 아야바 카즈키 《시선의 마을》                      |
| 1월 24일 (목)  | 잊어버린 메스 忘れられたメス                       | 히라타 미츠루 우에다 코이치                                         | 타키가와 마코토 오고 마이코 가오 오사무 | 야마모토 후지코 스가와라 마사요 오타 요코 | 닛카츠촬영소 키타가와 에리코 (각) 카나자와 카츠지 (연)                          |                                                    |
| 1월 24일 (목)  | 부재중 전화 留守番電話                             | 센도 노부코 사이토 류지                                             | 토다 켄이치로 야자와 미키 | 사사키 마코토 네모토 다카히로 하세가와 호마레 | 닛카츠촬영소 유메노 사오리 (각) 무라카미 오사무 (연)                            |                                                    |
| 1월 24일 (목)  | 자시키와라시 座敷童子                              | 나가시마 토시유키                                                   | 사와다 카즈미 쿠리타 요코 츠지 이마리 | 미츠이시 켄 나카야마 류지 | 닛카츠촬영소 노요리 미유키 (각) 이토 마사하루 (연)                              | 요시다 아키미 《ざしきわらし》                     |
| 1월 31일 (목)  | UFO                                                | 다카하시 히토미 하세가와 테츠오                                     | 하야시 아키오 이시구로 마사오 스즈키 요시오 | 나카노 히데오 야마시타 치카게 카미야 히데스미 | 교도 TV 후지모토 노부유키 (각) 코노 케이타 (연)                                 |                                                    |
| 1월 31일 (목)  | 공중전화카드 テレフォンカード                      | 나가사쿠 히로미 마츠노 아리미 사토 아이코                           | 히라노 나오미 이시카와 유지 테라다 치나츠 시미즈 마유 | 히라노 나오미 이시카와 유지 테라다 치나츠 시미즈 마유 | 교도 TV 도다야마 마사시 (각) 마츠다 히데토모 (연)                               |                                                    |
| 1월 31일 (목)  | 프리즈너 プリズナー                                | 다카하시 카즈야 타케나카 나오토 카미다 토시노리                     | 히노 요진 코토 마사토 나가타 켄지 리차드 멋슨 | 히노 요진 코토 마사토 나가타 켄지 리차드 멋슨 | 교도 TV 도다야마 마사시 (각) 호시 마모루 (연)                                   |                                                    |
| 2월 7일 (목)   | 바보들만 있다! バカばっかりだ!                     | 사노 시로 야나기야 고산                                             | 벵갈 오토나시 마키코 카토 마모루 칸자키 마츠루 와타나베 미에 와타나베 타츠나 시모지마 유지 스즈키 에리코 코바야시 미키야 시미즈 리카 토도로키 지로                | 이나가키 아이 카와카미 에이 카토 미키 사와다 코지 고노우에 츠토무 기무라 오사무 마츠조에 호토쿠 이치카와 히로시 무라타 야스노리 다카하시 초시야스 스기야마 케이코 | 센트럴 아트 노부모토 게이코 (각) 오구라 히사오 (연)                             | 오시마 유미코 《真夜中の獏》                       |
| 2월 7일 (목)   | 목각인형 골짜기 こけし谷                           | 시마다 규사쿠 이시다 유리코                                         | 아키즈키 히사에 에자키 레나 데시가와라 타케시 모치마루 마사키 | 키요마츠 노부토시 하시모토 야스노리 카마타 이사오 이소자키 준코                                                                                                   | 센트럴 아트 다케가미 준키 (각) 고나카 하지메 (연)                               |                                                    |
| 2월 7일 (목)   | 안녕, 구라마치 키네마 さよなら蔵町キネマ           | 타무라 타카히로 토가와 쿄코 이데 카오루 조 반호                     | | | 센트럴 아트 아이자토 슈 (각) 나가이시 타카오 (연)                               |                                                    |
| 2월 14일 (목)  | 흑마술 黒魔術                                      | 타카시마 마사노부 마스다 미아 리주 고 카츠라기 아야                 | 모로 모로오카 간베 히로시 타무라 아야 야마구치 시후미 츠카모토 유코                                                                                               | 도가키 에리코 쿠도 아유미 히구치 나오후미 히구치 키쿠에 사즈카 마키                                                                                               | 다이에이 TV 무네스에 진 (각) 이치세 다카시게 (연)                               |                                                    |
| 2월 14일 (목)  | 폐교의 일곱번째 불가사의 廃校七番目の不思議        | 코바야시 아키지 노무라 요시오 키타즈메 유키                         | 타야마 마미코 미노와 유키 소노베 치아키 | 코메타니 카즈히코 네기시 요시타카 데라다 키미 | 다이에이 TV 안조 후미오 (각) 카와사키 미노루 (연)                               |                                                    |
| 2월 14일 (목)  | 고갯길 카페 峠の茶屋                               | 이토 카즈에 다구치 토모로 하야미 노리코                             | 돈 간타로 야나기바시 린 츠무라 가즈유키 | 돈 간타로 야나기바시 린 츠무라 가즈유키 | 다이에이 TV 무네스에 진 (각) 우에오카 요시하루 (연)                             |                                                    |
| 2월 21일 (목)  | 컬렉터 コレクター                                  | 다나카 리츠코 시오미 산세이 난바라 코지                             | 히라오 요시키 미야모토 가코 나카이 미호 치다 유이치 | 히라오 요시키 미야모토 가코 나카이 미호 치다 유이치 | 세키즈미 카즈키]] (각) 마스다 아키히로 (연)                                     |                                                    |
| 2월 21일 (목)  | 극락조화 極楽鳥花                                  | 타쿠마 신 타카자와 준코 유키 나에                                   | 쿠지라오카 쇼 사와다 히데토시 오치아이 마미 | 쿠지라오카 쇼 사와다 히데토시 오치아이 마미 | 후지 TV 시오타 치구사 (각) 사사모토 이즈미 (연)                                 |                                                    |
| 2월 21일 (목)  | 운명의 붉은 실 運命の赤い糸                        | 나카무라 시게유키 나가야마 요코 다카하시 유미코                     | 나카무라 노부토시 타무라 모토하루 오야마 카츠히로 | 후지와라 쿄헤이 야마모토 치카코 | 후지 TV 세키즈미 가즈키 (각) 나카노 마사히로 (연)                               |                                                    |
| 2월 28일 (목)  | 내가 아냐 私じゃない                               | 나카지마 토모코 사카키바라 토시히코                                 | 다나카 마사코 나카마루 신쇼 카와이 사토미 칸다 루무 | 오카 치나츠 오사다 켄지 키타가와 준지 | 교도 TV 노요리 미유키 (각) 호시다 요코 (연)                                     |                                                    |
| 2월 28일 (목)  | 가족의 초상 家族の肖像                             | 토쿠라 유키 혼다 히로타로 유리 치카코                               | 토바야마 분세이 다카토 사치코 마루오카 쇼지 쿠보조노 준이치 아이다 미치루                                                                                         | 나카야마 류지 요시카와 쿄코 타마이 사토시 미나미 에이지 노무라 쇼지                                                                                               | 교도 TV 하야세 마코토 (각) 스즈키 마사유키 (연)                                 |                                                    |
| 2월 28일 (목)  | 모르모트 モルモット                                | 코사카이 카즈키 무라카미 후유키 오시마 요코                         | 나카무라 호류 하나하라 테루코 시무라 미도리 야마구치 니나코 야마구치 준페이 카와하라다 야스노리 타케카와 신스케 세키 아츠시                                       | 도지 타카오 미타 케이코 시노헤 케이코 다카하시 사토루 나카타 유코 아베 타이조 세토 카츠히로                                                                       | 교도 TV 기미즈카 료이치 (연) 코야마 쿄코 (연) 오치아이 마사유키 (연)            |                                                    |
| 3월 7일 (목)   | 셀프빨래방 コインランドリー                        | 사가라 하루코 타케우치 리키                                         | 오사다 에미코 | 오사다 에미코 | 오피스 투원 스에타니 마스미 (각) 마츠무라 세이지 (연)                           |                                                    |
| 3월 7일 (목)   | 수험생 受験生                                      | 쿠도 마사키 타지마 레이코                                           | 츠루타 시노부 니시무라 준지 나카마루 신쇼 카가야 준이치 | 토요카와 에이시 요시자와 리에 사카이리 히로코 | 오피스 투원 나카조노 켄지 (각) 다카하시 나오키 (연)                             |                                                    |
| 3월 7일 (목)   | 이시다 부장대리의 재난 石田部長代理の災難          | 이토 시로                                                           | 이소베 히로시 타치하라 미호 다나카 겐조 이마이 마사유키 토마 사유리                                                                                               | 나카지마 겐 무라카미 미키오 사카이 마리코 우치다 미치요 | 오피스 투원 코바야시 타츠오 (각) 도미타 카츠노리 (연)                           |                                                    |
| 3월 14일 (목)  | 걷는 시체 歩く死体                                 | 와타나베 히로유키 고미야 타카야스                                   | 타카오 유미 니시무라 준지 이시다 준코 마나베 토시히로 | 타카오 유미 니시무라 준지 이시다 준코 마나베 토시히로 | PDS 오노자와 미아키 (각) 히사노 코헤이 (연)                                     |                                                    |
| 3월 14일 (목)  | 헤어지지 않습니다 離れません                       | 츠미키 미호 아마미야 료                                             | 나카무라 히토미 니시나 후키 나가오카 미유키 | 나카무라 히토미 니시나 후키 나가오카 미유키 | PDS 오노자와 미아키 (각) 츠자키 도시키 (감)                                     | 사이토 나오토 (원안)                               |
| 3월 14일 (목)  | 8시50분 8時50分                                    | 사쿠라다 준코 키시다 쿄코                                           | 덴덴 후나토 켄코 무라카미 하루미 | 덴덴 후나토 켄코 무라카미 하루미 | PDS 오노자와 미아키 (각) 신무라 료지 (감)                                       |                                                    |
| 3월 21일 (목)  | 한밤중 真夜中                                      | 우에쿠사 카츠히데 폴 마키                                           | 아다치 유미 나카무라 모토노리 슌부테이 하쿠시 아사네보노 라쿠 사이토 아키라 이시이 마사토                                                                         | 오시베 레나 카게가이 리사 미즈오카 신노스케 다지마 유스케 오이즈미 츠바사                                                                                         | KANOX 반 가즈히코 (각) 히루카와 유지 (연)                                       |                                                    |
| 3월 21일 (목)  | 거울 鏡                                            | 카자미 신고 도리고에 마리                                           | 아이카와 에리 타구치 카즈마사 아사쿠라 사토미 데라다 치나츠 | 아이카와 에리 타구치 카즈마사 아사쿠라 사토미 데라다 치나츠 | KANOX 반 가즈히코 (각) 이노하라 타츠조 (연)                                     |                                                    |
| 3월 21일 (목)  | 잊음 ど忘れ                                        | 사카가미 카오리 타지마 레이코                                       | 아소 레이리 미야자와 미호 타가미 히로시 | 돈 간타로 사토 코이치 | KANOX 반 가즈히코 (각) 미와 켄이치 (연)                                         |                                                    |
| 4월 11일 (목)  | 저주의 종이인형 呪いの紙人形                       | 키쿠치 모모코 벳쇼 테츠야 시미즈 쇼고                               | 타카바야시 유키코 에노모토 유키 이치카와 이사무 야마구치 신지 | 요시야마 유 이토 마사히로 다카야나기 요코 | 후지 TV 다케가미 준키 (각) 미츠노 미치오 (연)                                   |                                                    |
| 4월 11일 (목)  | 아들,돌아오다 息子帰る                             | 후세 히로시 와타나베 마리나 나가츠카 쿄조 야스오카 리키야           | 나카니시 료타 사츠키 하루코 코이케 에이코 | 코바야시 타카시 미사코 마사히로 나카지마 신지 | 후지 TV 미타니 코키 (각) 마스다 아키히로 (연)                                   |                                                    |
| 4월 11일 (목)  | 점(占)세트 占いセット                              | 다나카 미사코 나카오 미에                                           | 타오카 미야코 나츠카와 가나코 사토 유키오 다카하타 유스케 | 타오카 미야코 나츠카와 가나코 사토 유키오 다카하타 유스케 | 후지 TV 나리카와 후유키 (각) 마스다 아키히로 (연)                               |                                                    |
| 4월 18일 (목)  | 애마이야기 愛車物語                                | 사토 히로유키 이토 미키                                             | 나카무라 사츠키 | 나카무라 사츠키 | 닛카츠촬영소 모로사와 카즈유키 (각) 이토 마사하루 (감)                          |                                                    |
| 4월 18일 (목)  | 라이벌 ライバル                                    | 사토 코이치 타카오카 켄지                                           | 이시다 준코 나카노 치에코 사다오카 테츠히사 | 나카지마 마사카즈 후쿠스나 슌지 오카모토 카즈야 | 닛카츠촬영소 노요리 미유키 (각) 카와사키 요시히로 (감)                          |                                                    |
| 4월 18일 (목)  | 즌도코베론초 ズンドコベロンチョ                    | 쿠사카리 마사오                                                     | 타야마 료세이 야마자키 미츠루 마루오카 조지 이시이 요스케 하다 마코토 칸노 레이코 코바야시 코즈에                                                                 | 호소카와 준코 타케나카 아미 이시구로 마사오 카게야마 히데토시 요코스카 시오야 히로세 마나미 누마타 시토미                                                         | 닛카츠촬영소 키기타가와 에리코 (각) 카나자와 카츠지 (감)                        |                                                    |
| 날짜           | 제목                                               | 주연 주조연                                                         | 그 외 출연자 | 그 외 출연자 | 제작사 제작진                                                                   | 원작·원안                                          |
| 5월 2일 (목)   | 말잘듣는 아이 言う事を聞く子                       | 하야미 유 미네무라 야스히라                                         | 이와마츠 료 이소자키 레이코 마츠모토 아사오 이토 고 사토미 마리코                                                                                                 | 타마이 사토시 아카이 유키코 타케다 요시타카 이와오 요시아키 | 도호 코야마 마사히토 (각) 사이토 이쿠히로 (연)                                  |                                                    |
| 5월 2일 (목)   | 불면증 不眠症                                      | 러셀 이시이 사이토 요스케                                           | 아코 이치야마 키쇼 하이치 준 미즈무라 타이조 타나베 토시아키 니시자카 야스오                                                                                      | 스기사키 코지 하라다 카즈야 오카다 마사노리 마스기 에이코 아츠미 히로시                                                                                           | 도호 나카조노 겐지 (각) 나리타 유스케 (연)                                      |                                                    |
| 5월 2일 (목)   | 알람시계 目覚まし時計                              | 미나미 카호 토요하라 코스케 오쿠무라 코엔                           | 야마구치 치에 카사하라 시즈카 와타리 히로유키 타무라 토오루 | 야마구치 치에 카사하라 시즈카 와타리 히로유키 타무라 토오루 | 도호 시오타니 미호코 (각) 이츠키다 료이치 (연)                                  |                                                    |
| 5월 9일 (목)   | 목격자 目撃者                                      | 후카와 토시카즈 무사카 나오마사                                     | 아오조라 큐이치 마츠우라 타카시 이시자와 아키라 이다 쿠니히코 안도 케이치                                                                                         | 코바야시 카츠히코 야마세 히데오 야마무라 유미코 히가키 하루미 | 교도 TV 하마다 가네히로 (각) 스즈키 마사유키 (연)                               |                                                    |
| 5월 9일 (목)   | 전언판 伝言板                                      | 아리모리 나리미 미즈타니 아츠시                                     | 나카가미 치카 후지시마 아야 미야비 마사히코 츠카모토 히데토 미야자키 츠요시                                                                                       | 키타다 키리코 아유하라 미호 시바사키 토모미 카토 미나코 | 교도 TV 츠키시마 미즈키 (각) 코노 케이타 (연)                                   |                                                    |
| 5월 9일 (목)   | 여배우 女優                                        | 주디 웡 나가츠카 쿄조 오타카 히로오                                 | 야마구치 쇼타 요시다 노리유키 후쿠다 켄지 타무라 모토하루 | 우치야마 모리히코 미야타 사나에 오카모토 노리히코 다케네 나츠미                                                                                                   | 교도 TV 노요리 미유키 (각) 호시 마모루 (연)                                     |                                                    |
| 5월 16일 (목)  | 룸메이트 ルームメイト                              | 하타다 리에 마츠시타 카즈야                                         | 후지나미 하루야스 하시모토 케이코 타바타 카즈시 야마시타 코지 | 후지나미 하루야스 하시모토 케이코 타바타 카즈시 야마시타 코지 | 텔레팩 에가시라 미치루 (각) 오무로 하지메 (감)                                  |                                                    |
| 5월 16일 (목)  | 기적의 아이 奇跡の子供                             | 미타 히로코 마츠가네 요네코                                         | 모리타 코스케 야마모토 키요시 오가타 히사코 카라키 치에미 | 오이즈미 츠바사 고바츠바라 타케시 고바야시 카즈히로 고바야시 마이코                                                                                               | 텔레팩 스가야 아츠오 (각) 타치 하루카 (감)                                      |                                                    |
| 5월 16일 (목)  | 옷 갈아입히는 인형 着せ替え人形                    | 쇼후쿠테이 츠루베 하세가와 하츠노리                                 | 이시다 준코 유아사 케이코 겐모츠 후사코 타카기 아야 | 키시모토 카즈토 토요시마 마사미 토키히로 노리코 | 텔레팩 요시무라 카즈히사 (각) 타케우치 마사오 (감)                              |                                                    |
| 5월 30일 (목)  | 3명 죽다 三人死ぬ                                  | 츠유구치 시게루 유키오 야마토 오카모토 하치로                       | 카메야마 스케키요 돈 칸타로 요코야마 아키오 츠카모토 오사무 | 마츠무라 히코지로 타니모토 카오루코 고토 쿄코 | 다이에이 TV 무네스에 진 (각) 야마다 히로키 (감)                                 |                                                    |
| 5월 30일 (목)  | 복면 覆面                                          | 주신 선더 라이거 니하시 스스무 무츠미 고로                          | 히다카 미키히로 니카모토 타츠미 마츠오카 에이지 쿠라카케 긴야 야마구치 유스케 다나카 히데카즈 야마모토 타카시                                                     | 카네모토 코지 야마모토 히로요시 나카무라 다이키 니헤이 코이치 이시하라 타츠미 덴 키미오 츠카모토 유코                                                             | 다이에이 TV 무네스에 진 (각) 니야마 테츠 (각) 카와사키 미노루 (감)              | 후지와라 구니히코 (원안)                           |
| 5월 30일 (목)  | 할복도시~하라키리 시티~ 切腹都市～ハラキリシティ～ | 켄트 길버트 타케나카 나오토 츠루타 마유 리주고                      | 카토 켄소 사즈카 마키 아이딘 야만널 | 타비나 시노부 류 스기하라 미와코 | 다이에이 TV 무네스에 진 (각) 이치세 다카시게 (감)                               | 짓소지 아키오 (제목)                               |
| 6월 6일 (목)   | 신데렐라 シンデレラ                                | 나카지마 쇼코 모타이 마사코                                         | 나카가미 치카 이노우에 히로미 유리카 야마다 히사시 | 후지오카 다로 마츠모토 아키코 로버트 산타나 | 키티 필름 스즈키 타카코 (각) 와타나베 타카요시 (감)                             |                                                    |
| 6월 6일 (목)   | 꿈 夢                                              | 세라 마사노리 고다 호즈미                                           | 야나기 유코 사카니시 료타 오무라 나미히코 후타미 타다오 | 야나기 유코 사카니시 료타 오무라 나미히코 후타미 타다오 | 키티 필름 스즈키 다카코 (각) 쿠로사와 나오스케 (감)                             |                                                    |
| 6월 6일 (목)   | 비밀의 화원 秘密の花園                             | 츠루미 신고 오니시 유카                                             | 야시오 마사토 미야지마 이쿠미 요시야 아이미 | 야시오 마사토 미야지마 이쿠미 요시야 아이미 | 키티 필름 스즈키 다카코 (각) 다카하시 사다히코 (감)                             |                                                    |
| 6월 13일 (목)  | 친구 ともだち                                      | 니시키오리 카즈키요 카가와 테루유키 나나세 나츠미                   | 이토 요자부로 코지마 나오미 마사무라 에이시 | 타쿠미 후지오 노하라 준 도키노스 쇼 | KANOX 이시하라 후류 (각) 다키가와 치스이 (연)                                   |                                                    |
| 6월 13일 (목)  | 심령사진 心霊写真                                  | 센도 아키호 마츠다 요지                                             | 미즈사와 호타루 츠다 다쿠야 | 미즈사와 호타루 츠다 다쿠야 | KANOX 츠치야 도키오 (각) 이노하라 타츠조 (연)                                   |                                                    |
| 6월 13일 (목)  | 베이비시터 ベビーシッター                          | 아사카 유이 시마다 큐사쿠 쿠보 쿄코                                 | 나카마루 신쇼 나카무라 세이치 나카무라 고지 아베 유미코 | 나카마루 신쇼 나카무라 세이치 나카무라 고지 아베 유미코 | KANOX 츠치야 도키오 (각) 쿠니모토 마사히로 (연)                                 |                                                    |
| 6월 20일 (목)  | 저승으로의 전언서비스 あの世への伝言サービス       | 요시무라 아키히로 스기우라 미유키                                   | 타구치 히로마사 이케다 키조쿠 오토와 쿠메코 | 카마타 신이치 도바리 히로유키 | 애즈 버드 오노자와 미아키 (각) 하야시 타카아키 (연)                             |                                                    |
| 6월 20일 (목)  | 웃는 여자 笑う女                                   | 에노키 타카아키 신교지 키미에                                       | 아라이 카즈오 타케카와 신스케 사사키 마코토 카리야 루리코 스가누마 타카유키                                                                                       | 아이다 루리 카와다 미호 타이라 미카 마키노 미나미 | 애즈 버드 마에다 마사키 (각) 토다야마 마사시 (각) 츠카다 테츠야] (연)           |                                                    |
| 6월 20일 (목)  | 유리코짱 ユリコちゃん                              | 카와라사키 조이치로 이와모토 마스요                                 | 카시마 칸나 카토 모리히로 | 카시마 칸나 카토 모리히로 | 애즈 버드 토다야마 마사시 (각) 오다기리 나루아키 (연)                           | 츠츠이 야스타카 《ユリコちゃん》                   |
| 7월 4일 (목)   | 100엔짜리 뇌수 百円の脳みそ                        | 카츠마타 쿠니카즈 쿠사나기 코지로                                   | 하세 아리히로 스미타 타카시 카메야마 스케키요 야마자키 미츠루 이토 마사히로                                                                                       | 이노우에 야스오 타키카와 켄 기무라 미도리 간 메구미 나카무라 토모코                                                                                               | 후지 TV 아야세 무기히코 (각) 사사모토 이즈미 (연)                               |                                                    |
| 7월 4일 (목)   | 타임스쿠터 タイム・スクーター                      | 타카시마 마사노부 이시다 유리코 키시베 시로                         | 쇼지 에이켄 이시이 요스케 카라키 치에미 사토 마이코 | 야마오카 아키라 요시다 마사코 요시다 메구미 | 후지 TV 미즈하시 후미에 (각) 기무라 타츠아키 (연)                               | 사이간 료헤이 《タイム・スクーター》               |
| 7월 4일 (목)   | 우리 집은 어디야 我が家はどこだ                    | 에모토 아키라 아라이 야스히로 키타로 호타루 유키 지로 아즈마 테루미 | 시나 시게루 시라카와 쿄코 오노 아야카 | 시나 시게루 시라카와 쿄코 오노 아야카 | 후지 TV 세키즈미 가즈키 (각) 마스다 아키히로 (연)                               |                                                    |
| 7월 25일 (목)  | 잔상 残像                                          | 미야카와 이치로타 시미즈 다이케이 코모리 아이                       | 니시무라 준지 미즈키 준 덴조 신조 나가타 켄지 | 와타라이 류 츠카모토 히데토 타마이 사토시 아카이시 다카유키 미타 후미요                                                                                           | 교도 TV 토다야마 마사시 (각) 호시 마모루 (연)                                   | 다카야마 나오야 (원안)                             |
| 7월 25일 (목)  | 거짓말 채소가게 嘘八百屋                           | 니시무라 토모미 이마후쿠 마사오                                     | 오타니 료스케 미즈모리 코타 사토 햣키 후나토 타테유키 | 카카하타 요스케 이시바시 켄도 토비타 마호 | 교도 TV 유메노 사리 (각) 코노 케이타 (연)                                       | 요시 마사코 《嘘八百屋》                           |
| 7월 25일 (목)  | 리플레인 リフレイン                                | 마츠자키 시게루 하야미 노리코                                       | 우메즈 사카에 고스다 야스토 사토이 켄타 마츠오 후민도 후세기 마사유키 덴겐지 류 사와다 세이지                                                                     | 마츠다 마모루 야마무라 유리코 아사노 준이치로 카미야마 류 마츠모토 마사히코 아베 미츠토시 안도 소요                                                               | 교도 TV 다고 아키히로 (각) 오치아이 마사유키 (연)                               |                                                    |
| 8월 1일 (목)   | 나에 대한 소문 おれに関する噂                      | 하기와라 나가레 다이키 유 이시이 켄이치                             | 가오 오사무 사와타리 미노루 야마모토 후지코 나가이 미츠오 이치노세 리츠코 세토 요이치로 타시로 아츠로                                                             | 오누마 미와코 쿠보다 유즈 오자와 에츠코 야마자키 마사미 하다 마코토 세키 토키오                                                                                   | 닛카츠촬영소 스가야 아츠오 (각) 카와사키 요시히로 (연)                          | 츠츠이 야스타카 《おれに関する噂》                 |
| 8월 1일 (목)   | 버튼 ボタン                                        | 이부 마사토                                                         | 사이토 겐타 우에다 마사시 마카도 도시오 무카이 가오루 가와마타 시노부 하마노 마사유키 도야마 도시야 고마쓰 마사카즈 히라사와 사토시 와타나베 스기에 아다치 가요코 | 이시하라 시게아키 이시바시 슈타로 다치 쇼타 노부사와 히로타카 이나다 고지 가토 다다시 아오키 지하루 개럴드 마치 오비카네 노부유키                                 | 닛카츠촬영소 노요리 미유키 (각) 쿠도 마사노리 (연)                              |                                                    |
| 8월 1일 (목)   | 재미없는 남자 つまらない男                         | 나카야마 진 아오키 아키미 에토 간                                   | 키타하라 코이치 타치바나 유키코 호지마 노부오 니시모토 타케시 야마자키 미츠루 도리야마 케이코                                                                     | 니시무라 키요코 와가이 유미 미하라 리카 이구치 미호 히메지마 리나                                                                                                 | 닛카츠촬영소 기타사와 에리코 (각) 카네자와 카츠지 (연)                          |                                                    |
| 8월 8일 (목)   | 이 감정을 전해 この気持ち伝えて                    | 다카오카 사키 나미 에츠코                                           | 오카야스 다이주 츠노다 에이스케 아시자와 타카코 미우라 야스코 | 오카야스 다이주 츠노다 에이스케 아시자와 타카코 미우라 야스코 | 후지 TV 아야세 무기히코 (각) 스기야마 노보루 (연)                               |                                                    |
| 8월 8일 (목)   | 19XX                                               | 카지와라 마리코 이시하라 요시즈미 나카노 히데오                     | 토쿠이 유 타무라 모토하루 마츠미 사카에 아사쿠라 가오리 | 카와시마 미나미 모리시타 마유미 테라오카 히로유키 나가히사 켄지                                                                                                   | 후지 TV 미즈하시 후미에 (각) 혼마 오히코 (연)                                   |                                                    |
| 8월 8일 (목)   | 기억의 늪 記憶の沼                                 | 와타무라 마유미                                                     | 스즈키 유코 미즈키 카오루 나카야마 류지 | 쿠도 야스노리 오기노 준이치 센다이 에리 | 후지 TV 다케가미 준키 (각) 마스다 아키히로 (연)                                 |                                                    |
| 8월 22일 (목)  | 너덜너덜 ボロボロ                                  | 미타무라 쿠니히코 오시마 요코                                       | 츠루오카 오사무 츠시마 레이코 마츠모토 아사오 미즈모리 코타 나미카타 키요시 요시나카 로쿠                                                                         | 토리야마 요시코 마츠시타 타케시 쿠보조노 준이치 쿠로타키 준지 쇼 마루오 사이토 타카유키                                                                           | 교도 TV 사이토 타케시 (각) 코노 케이타 (연)                                     | 니시 유지 (원안)                                   |
| 8월 22일 (목)  | 마늘 大蒜(にんにく)                                | 사카키바라 이쿠에                                                   | 타네 라쿠코 후쿠다 켄지 사에키 레이코 야마시타 치카게 야스다 요코 키다 미치오                                                                                     | 이나요시 야스시 카리야 노부유키 신조 아키라 이마이 타이스케 이케다 키조쿠                                                                                         | 교도 TV 츠키시마 미즈키 (각) 호시 마모루 (연)                                   |                                                    |
| 8월 22일 (목)  | 책 柵                                              | 코바야시 카츠야 사노 시로 하자마 칸페이                             | 오바야시 타케시 야마노 히로미 히노 요진 카와카미 에이 | 伝田敦司 하야미 케이 아유하라 미호 아이다 미치루 모리 렌 | 교도 TV 오야마 쿄코 (각) 오치아이 마사유키 (연)                                 |                                                    |
| 8월 29일 (목)  | 깜빡임 ま・ば・た・き                              | 아베 히로시 요코야마 메구미                                         | 야마다 유키노부 마츠이 히로시 시노하라 다이사쿠 후카야 미사오 | 야마다 유키노부 마츠이 히로시 시노하라 다이사쿠 후카야 미사오 | 오피스 투원 스에타니 마스미 (각) 아라이 사부로 (연)                             |                                                    |
| 8월 29일 (목)  | 고백파티 告白パーティ                              | 나카야마 시노부 카와이 미치코                                       | 시라시마 야스요 스즈키 쇼코 | 시라시마 야스요 스즈키 쇼코 | 오피스 투원 오이카와 아타루 (각) 마츠무라 세이지 (연)                           |                                                    |
| 8월 29일 (목)  | 아빠는 범죄자 パパは犯罪者                         | 오구라 히사히로                                                     | 이마무라 아케미 오츠카 츠유나 모로 모로오카 콘고우지 미키 시미즈 켄신                                                                                             | 아카호리 츠기히데 세오 토모미 카세 타츠히코 토가에리 신 호난구미                                                                                                  | 오피스 투원 카시다 쇼고 (각) 스케타 스구루 (연)                                 |                                                    |
| 날짜           | 제목                                               | 주연 주조연                                                         | 그 외 출연자 | 그 외 출연자 | 제작사 제작진                                                                   | 원작·원안                                          |
| 9월 5일 (목)   | 대역 替え玉                                        | 기무라 카즈미 미야지마 이쿠미 하세가와 하츠노리                     | 마루야마 히데미 야자와 미키 이시이 켄이치 스도 요시오 | 후지야마 켄고 모치즈키 토모코 코다마 나호미 요시다 아유미 | 센트럴 아트 하야시 마코토 (각) 카시마 츠토무 (감)                               |                                                    |
| 9월 5일 (목)   | 인격개조 드링크 人格改造ドリンク                   | 카니에 켄조 히라구리 아츠미                                         | 타다노 앗코 카나스기 타로 스기모토 메구미 무네치카 하루미 이즈미 시로 오구라 유조                                                                                 | 야오하라 히사코 니시다 히로미 시라토리 유카 쿠로다 미키 마츠카와 에이코                                                                                           | 센트럴 아트 미즈하시 후미에 (각) 테라다 토키오 (감)                             |                                                    |
| 9월 5일 (목)   | 선인 仙人                                          | 카나야마 카즈히코 한 분자쿠                                         | 이데미츠 겐 쿠보 아키라 이와타니 카오루 나카가와 료 오와다 야스시                                                                                                 | 오가와 츠요시 다카하시 류지 나카가와 코지 오바타 히데아키 | 센트럴 아트 미야모토 케이코 (각) 코나카 하지메 (감)                             | 아쿠타가와 류노스케 《仙人》                       |
| 9월 19일 (목)  | 정리벽 整理癖                                      | 와타나베 히로유키 오치 시즈카                                       | 야마자키 다이스케 쇼지 에이켄 모리카와 미사오 아사쿠라 사유미 | 야마무라 아야노 마루야마 히데키 미나미 에이지 | 도호 엔도 유이치로 (각) 후지모토 카즈히코 (감·연)                               |                                                    |
| 9월 19일 (목)  | 비디오드럭 ビデオドラッグ                          | 후무라 히로 이토 마미 혼다 리사 쿠루마 단치키                       | 이츠모리 다이스케 카토 오사무 기무라 미도리 나카가와 아키라 나카무라 쿠미코                                                                                       | 이리에 노리마사 이지마 마사카즈 마츠모토 타카코 시노 켄지 후지모리 유키나                                                                                         | 도호 나카조노 켄지 (각) 오타 마사하루 (감·연)                                   |                                                    |
| 9월 19일 (목)  | 비용절감 冗費節減                                  | 시마 다이스케 와타나베 노리코 에도 야마구치 키타무라 소이치로       | 이시이 켄이치 코다마 켄지 야마자키 미츠루 후지와라 신 미즈키 히데아키 세오 토모미 사토 유우키                                                                     | 시오타니 토모코 마루야마 유코 이와나가 신고 오사키 세이지 야마시타 타카오 스미요시 리에 히라마츠 레이코                                                           | 도호 세키즈미 카즈키 (각) 나카야마 슈이치 (감·연)                               |                                                    |
| 9월 26일 (목)  | 긴 하루 長い一日                                   | 네즈 진파치 히라이즈미 세이                                         | 이시하라 마이코 후지와라 쿄헤이 맨조트 | 이구치 미호 네모토 타쿠야 | 뉴텔레스 히구치 토오루 (각) 나카노 마사히로 (감·연)                             |                                                    |
| 9월 26일 (목)  | 노래방 カラオケBOX                                 | 스기야마 아야코 이노우에 아야나                                     | 야마지 카즈히로 사와이 카나코 야마구치 준페이 엔도 마키 | 미히라 리카 무라세 에미 츠치다 히로시 다카하시 마사시 | 뉴텔레스 타카다 카츠히로 (각) 나카야마 노리코 (각) 스기야마 노보루 (감·연)      |                                                    |
| 9월 26일 (목)  | 이제 술 끊을래! もう酒ヤ・メ・タ!                  | 미야케 유지                                                         | 타케노 이사오 야마다 요시노부 잇폰기 신고 노부시 코헤이 코지마 나오미 에구치 미카 카츠라기 타카요                                                                 | 쿠보 아키라 하야시 아키오 츠츠미 카츠미 아카호리 키요히데 아츠미 히로시 토요타 노부유키                                                                           | 뉴텔레스 세키즈미 카즈키 (각) 시모무라 마사루 (감·연)                           |                                                    |
| 10월 17일 (목) | 붉은 구름 赤い雲                                   | 쿠도 유키 마에다 코요 이하라 츠요시                                 | 사토 요스케 사카모토 아키라 이시다 준코 | 사토 요스케 사카모토 아키라 이시다 준코 | 후지 TV 타케가미 준키 (각) 마스다 아키히로 (연)                                 | 사이간 료헤이 《赤い雲》                           |
| 10월 17일 (목) | 귀울림 耳鳴り                                      | 와쿠이 에미 츠루미 신고                                             | 키타시로 마키코 카가야 준이치 나카히라 요시오 미즈노 유코 사이토 키요코 오카자키 요시코                                                                           | 이토 토시히토 코니시 미호 나카야마 류지 와타나베 준 우치다 소키치                                                                                                 | 후지 TV 아야세 무기히코 (각) 히구치 토오루 (연)                                 |                                                    |
| 10월 17일 (목) | 한밤중의 DJ 真夜中のディスクジョッキー             | 니시다 히카루 이시마루 켄지로                                       | 고다 호즈미 오노 타카시 하마지마 미치오 | 고다 호즈미 오노 타카시 하마지마 미치오 | 후지 TV 아야세 무기히코 (각) 마스다 아키히로 (연)                               |                                                    |
| 10월 24일 (목) | 들린다 聞こえる                                    | 이시구로 켄                                                         | 아라이 야스히로 오모리 히로시 후시미 테츠오 나구모 유키코 츠치다 요시오                                                                                           | 미야테 타케오 이토 신타로 고토 유지 나카마 야스토 사토무라 마사카즈                                                                                               | 오피스 투원 오이카와 아타루 (각) 토미타 카츠노리 (연)                           |                                                    |
| 10월 24일 (목) | 죽고싶지 않아 死にたくない                         | 이시다 히카리 이소노 요코                                           | 카타기리 하이리 야마시타 치카게 나카가와 마사요 | 나카가와 아키라 타마키 유미코 | 오피스 투원 카시다 쇼고 (각) 아라이 사부로 (연)                                 |                                                    |
| 10월 24일 (목) | 내가 좋아하는 선생님 ボクの好きな先生              | 코바야시 넨지 스즈키 히로미츠                                       | 사토키 사부로 카와카미 타케시 코바야시 마사키 | 아소 하지메 나카지마 하지메 아카바네 마유미 | 오피스 투원 스에타니 마스미 (각) 다카하시 나오키 (연)                           |                                                    |
| 10월 31일 (목) | 우회도로의 밤 バイパスの夜                         | 테라다 미노리 아토 카이                                             | | | 애즈버드 토모자와 코이치 (각) 오다기리 나루아키 (연)                            | 테즈카 오사무 《バイパスの夜》                     |
| 10월 31일 (목) | STILL                                              | 오사와 켄                                                           | 카오 오사무 후지와라 텟페이 사이토 미도리 모리카와 미사오 시미즈 타케루 오노 료                                                                                   | 노노 마유미 요네야마 마리 키타다 야스히코 사와메 유지 하시모토 타케시                                                                                             | 애즈버드 토다야마 마사시 (각) 하야시 타카아키 (연)                              |                                                    |
| 10월 31일 (목) | 사신 死神                                          | 소노만마 히가시 모리야마 유코                                       | 후타미 타다오 와타베 타케시 이즈미 요시코 | 후타미 타다오 와타베 타케시 이즈미 요시코 | 애즈버드 모리사키 아즈미 (각) 츠카다 테츠야 (연)                                | 《시니가미》 (라쿠고)                              |
| 11월 7일 (목)  | 미래의 추억 未来の思い出                           | 하야시야 코부헤이 이시다 유리코                                     | 미나미카와 히로시 테라다 키미 미츠이 유리 타카사키 류지 | 미나미카와 히로시 테라다 키미 미츠이 유리 타카사키 류지 | 도호쿠신샤 키타가와 에리코 (각) 사키타 켄이치 (연)                              | 오카자키 지로 《未来の想い出》                     |
| 11월 7일 (목)  | 볼펜 ボールペン                                    | 사쿠라이 사치코 나카가미 마사미                                     | 후지시게 마나미 미노와 유키 오쿠보 료 우메가키 요시아키 츠지 이마리                                                                                               | 후지시게 마나미 미노와 유키 오쿠보 료 우메가키 요시아키 츠지 이마리                                                                                               | 도호쿠신샤 후쿠다 타쿠로 (각) 호소야마 토모아키 (연)                            |                                                    |
| 11월 7일 (목)  | 초록색 종이 みどり紙                               | 야쿠마루 히로히데 하라다 키와코 야스다 신                           | 다나카 히로코 마키노 료 고토 아키라 사토 야스하루 | 타카오카 시게토시 와타나베 코이치 츠츠이 사야카 | 도호쿠신샤 테라다 토시오 (각) 사토 타카히로 (연)                                |                                                    |
| 11월 14일 (목) | 무인함대 無人艦隊                                  | 나가시마 토시유키 이토 타츠히로                                     | 아베 유지 마치다 신이치 시라이시 타카츠나 나가사와 타카시 | 카와이 타케시 칸다 로무 마츠우라 타카시 | 다이에이 TV 무네스에 진 (각) 이노우에 요시오 (연)                               |                                                    |
| 11월 14일 (목) | 수상한 거울 あやしい鏡                             | 미나미노 요코 센바 조타로                                           | 이와사키 미사코 미야노 에리 타무라 아야 무라카미 미키오 | 이와사키 미사코 미야노 에리 타무라 아야 무라카미 미키오 | 다이에이 TV 무네스에 진 (각) 이마제키 아키요시 (연)                             | 아토다 타카시 《あやしい鏡》                       |
| 11월 14일 (목) | 경이의 강령술 驚異の降霊術                         | 시바 토시오 타마가와 료이치                                         | 조 미치루 이시이 토모코 반 다이스케 | 하루이 유카코 사사키 히데시 | 다이에이 TV 안조 후미오 (각) 카와사키 미노루 (연)                               | 시미즈 요시노리 《シャーロック・ホームズの口寄せ》 |
| 11월 21일 (목) | 전생의 공포 前世の恐怖                             | 콘도 마사오미 스가타 하루카                                         | 사카이 아야코 오츠카 츠유나 미즈무라 나오코 히라이 나츠코 | 사카마키 사치코 오카다 마사루 나가타 히로미 시노다 타카노부 | 텔레팩 나카야마 노리코 (각) 아와노 켄 (연)                                      |                                                    |
| 11월 21일 (목) | 3일간만의 에이스 三日間だけのエース                | 모리 카츠유키 마츠오카 마사히로 다카하시 카오리                     | 사이토 사토루 우에다 히로시 츠유키 유지 요시다 준노스케 | 사이토 사토루 우에다 히로시 츠유키 유지 요시다 준노스케 | 텔레팩 키타가와 에리코 (각) 모리 카즈히로 (연)                                  |                                                    |
| 11월 21일 (목) | 거기선 조용히 そこではお静かに                     | 후지 마리코 미타니 노보루                                           | 카토 요시히로 티카무라 토토 아리조노 요시키 미츠이시 켄 | 카토 요시히로 티카무라 토토 아리조노 요시키 미츠이시 켄 | 텔레팩 코바야시 마사히로 (각) 오무로 하지메 (연)                                |                                                    |
| 11월 28일 (목) | 담배폭탄! シガレット・ボム!                        | 호사카 나오키 와타나베 유키 사와무카이 요지                         | 미우라 켄지 주겐 진 타테이시 아카시 카오다 카오히코 이세 시마 | 우에무라 유코 이시카와 마이 코카 카렌 | 드라마틱 컴퍼니 카와카미 히데유키 (각) 아사카와 준 (연)                         |                                                    |
| 11월 28일 (목) | 비명 悲鳴                                          | 사토 코이치 시라시마 야스요                                         | 츠지야 하지메 | 츠지야 하지메 | 드라마틱 컴퍼니 카와카미 히데유키 (각) 스즈키 타쿠히코 (연)                     |                                                    |
| 11월 28일 (목) | 행렬 行列                                          | 세라 마사노리 사사이 에이스케 마츠오 스즈키                         | 고토 에츠코 콘도 리에 아오시마 칸게츠 아라이 카츠코 콘도 미카 | 유미이에 야스노리 야스노 칸지 누쿠미즈 요이치 츠유라아 치구사 후나바 보탄                                                                                         | 드라마틱 컴퍼니 쿠리야마 요이치로 (각) 이노마타 토시로 (연)                     |                                                    |
| 12월 5일 (목)  | 채널링 チャネリング                                | 사토 B사쿠 오키 나오미 무사카이 나오마사 이마이 켄지                | 카와마타 시노부 야마모토 후지코 이치세 리츠코 | 노미 타츠야 우에다 마사시 하마나카 타케시 | KANOX 츠치야 토키오 (각) 타카노 마사오 (연)                                     |                                                    |
| 12월 5일 (목)  | 모피가 벗겨지지 않는다 毛皮が脱げない              | 하타다 리에 긴분초                                                  | 나카지마 히로미 아리후쿠 마사시 나미카타 키요시 토쿠나가 히로미                                                                                                   | 마츠우라 타카시 사이토 마리 아오야마 마키 | KANOX 츠치야 토키오 (각) 오가와 사다타카 (연)                                   |                                                    |
| 12월 5일 (목)  | 바다거북 수프 海亀のスープ                         | 이카리야 초스케 키우치 미도리 아마모토 히데요                       | 요츠야 시몬 아쿠타 마사히코 사카이 유미코 이마이 타이스케 | 요츠야 시몬 아쿠타 마사히코 사카이 유미코 이마이 타이스케 | KANOX 츠치야 토키오 (각) 쿠제 테루히코 (연)                                     | 카게야마 타미오 (원안)                             |
| 12월 12일 (목) | 홈드라마 ホーム・ドラマ                            | 마츠바라 치아키 타야마 료세이                                       | 타키구치 히데츠구 나가타 아야코 무라타 모리 아사노 켄타 | 타키구치 히데츠구 나가타 아야코 무라타 모리 아사노 켄타 | 닛카츠촬영소 에가시라 미치루 (각) 츠지노 마사토 (감)                            |                                                    |
| 12월 12일 (목) | 사랑은 아직 시작되지 않았다 まだ恋は始まらない     | 오타키 히데지 카자미 아키코                                         | 세노오 세이코 이치카와 히로시 오사와 유 사토 유타 카츠라기 히사코 하규 마유미 야지마 아유미 고바야시 세츠코                                                       | 토가시 마나미 야마구치 나기사 토미오카 유타 쿠사카 무네유키 온다 에미코 마츠오카 미유키 후지이 카요코 시모사와 메구미                                             | 닛카츠촬영소 요시다 노리코 (각) 무라카미 오사무 (감)                            |                                                    |
| 12월 12일 (목) | 사토,바라다 佐藤・求む                             | 히라타 미츠루 아이다 스미오                                         | 사토 유키오 미나가와 슈 카와하라 카즈히사 야나기야 칸 카이토 요시노리 오노 마사카즈 시게마츠 오사무                                                               | 사이토 사토루 야마자키 미츠루 아사다 루이 히로세 마나미 아라이 카즈오 이야마 히로아키                                                                             | 닛카츠촬영소 키타가와 에리코 (각) 모로사와 카즈유키 (각) 카와사키 요시히로 (감) |                                                    |
| 12월 19일 (목) | 신 神様                                            | 폴 마키 나카무라 유지                                               | 와타나베 테츠 시미즈 히로시 스즈키 요시오 사이토 아키라 사토 야스하루                                                                                             | 이케다 키이 야마구치 켄조 켄모츠 후사코 이시카와 벤 코마키 카야노                                                                                                 | 키티 필름 스즈키 타카코 (각) 코쿠보 토시키 (연)                                 |                                                    |
| 12월 19일 (목) | 허니문 ハネムーン                                  | 타카기 미호 노기와 요코                                             | 야마구치 히토시 | 야마구치 히토시 | 키티 필름 스즈키 타카코 (각) 카토 히토시 (연)                                   |                                                    |
| 12월 19일 (목) | 이제 한명 もうひとり                               | 카자마 모리오 사쿠라 킨조                                           | 쿠리타 요코 고다이 슌스케 카네오야 야스오 세키 토키오 | 이토 코우 미나미가와 준코 타케모토 리에 츠지와키 치에 | 키티 필름 야마시타 미츠시 (각) 나카야마 히로유키 (연)                           |                                                    |

## 1992년
| 날짜                 | 제목                                 | 주연 주조연                                     | 그 외 출연자                                                              | 그 외 출연자                                                              | 제작사 제작진                                                            | 원작·원안                                  |
| 4월 16일 (목)        | 안개남 けむり男                      | 야쿠마루 히로히데 카와이 미치코                 | 와타나베 코우 사쿠마 테츠 이소자키 요스케 카와시마 토모코 아시자와 이치도 | 와타나베 코우 사쿠마 테츠 이소자키 요스케 카와시마 토모코 아시자와 이치도 | 오피스 투원 스에타니 마스미 (각) 스케타 스구루 (연)                      |                                            |
| 4월 16일 (목)        | 덴데라 들판 デンデラ野               | 미야시타 나오키                                 | 하마다 토라히코 카와카미 나츠요                                           | 하마다 토라히코 카와카미 나츠요                                           | 오피스 투원 오이카와 아타루 (각) 다카하시 나오키 (연)                    |                                            |
| 4월 16일 (목)        | 피도 눈물도 없이 血も涙もない        | 마츠바라 치에코 아토 카이                       | 카지하라 젠 오카다 마사노리 칸다 토키에 이시구로 마사오 시노하라 다이사쿠 | 하루노베 토모야 야마나시 하나 이토 코지 야마시타 마사히로 타카노 아츠코   | 오피스 투원 사이토 히로시 (각) 스케타 스구루 (연)                        |                                            |
| 4월 30일 (목)        | 상식 술집 常識酒場                   | 이마이 마사유키 토네사쿠 토시히데               | 콘도 요시마사                                                             | 콘도 요시마사                                                             | 어스 프로듀스 이다 조지 (각·감)                                          |                                            |
| 4월 30일 (목)        | 극진한 간호 至れり尽くせり           | 하야미 유 히로타 레오나                         | 니시카와 타다시                                                           | 니시카와 타다시                                                           | 어스 프로듀스 카사이 타케오 (각) 아베 유이치 (감)                        |                                            |
| 4월 30일 (목)        | 정신력 精神力                        | 류 라이타 오카모토 레이                         | 나카가미 마사미                                                           | 나카가미 마사미                                                           | 어스 프로듀스 혼마 히데유키 (각) 사이토 이쿠히로 (감)                    |                                            |
| 5월 7일 (목)         | 깜빡임 瞬                            | 카츠무라 마사노부                               | 히와타시 신지 이토 코우 타이가 노보루                                     | 히와타시 신지 이토 코우 타이가 노보루                                     | 쇼치쿠 오카다 요시카즈 (각) 몬나 카츠오 (감)                             |                                            |
| 5월 7일 (목)         | 멋진 휴일 すてきな休日               | 타카기 미호 오타카 히로오                       | 와타나베 잇케이 카이즈 요시타카 키노시타 호카                             | 와타나베 잇케이 카이즈 요시타카 키노시타 호카                             | 쇼치쿠 요시다 히로미 (각) 야노 코세이 (감)                               |                                            |
| 5월 7일 (목)         | 얼굴 顔                              | 키타로 이시이 켄이치                            | 키우리 미라이 타쿠치 토모오 오스기 렌 토쿠이 유                           | 키우리 미라이 타쿠치 토모오 오스기 렌 토쿠이 유                           | 쇼치쿠 미키 사토시 (각) 히라야마 히데유키 (감)                           |                                            |
| 5월 14일 (목)        | 너무 먹은 남자 食べ過ぎた男          | 쿠사카리 마사오 타카시마 레이코                 | 나카하라 준 센바 카즈유키 마에다 마사아키                                 | 나카하라 준 센바 카즈유키 마에다 마사아키                                 | 교도 TV 우에타케 히데츠쿠 (각) 오치아이 마사유키 (연)                    |                                            |
| 5월 14일 (목)        | 역탐지 逆探知                        | 하시즈메 이사오 요 키미코                       | 미나미 요시에 시레이 마사아키 노무라 쇼지 우에스기 요이치                 | 미나미 요시에 시레이 마사아키 노무라 쇼지 우에스기 요이치                 | 교도 TV 카사하라 쿠니아키 (각) 야마시로 사쿠라코 (각) 호시다 요시코 (연) |                                            |
| 5월 14일 (목)        | 파랑새 青い鳥                        | 후지이 토모코 카와하라 사부                     | 오가와 마이코 이다 쿠니히코 토리이 노리히코                               | 오가와 마이코 이다 쿠니히코 토리이 노리히코                               | 교도 TV 정의신 (각) 카와카미 카즈오 (연)                                 |                                            |
| 5월 21일 (목)        | 타카타카 섬 タガタガの島             | 이토 카즈에 츠유키 유미                         | 이토 미키                                                                 | 이토 미키                                                                 | 도에이 TV 무네스에 진 (각) 카츠타 아키오 (연)                            |                                            |
| 5월 21일 (목)        | 목소리가 들린다 声が聞こえる         | 쿠로다 아서 호타루 유키지로                     |                                                                           |                                                                           | 도에이 TV 무네스에 진 (각) 나카야마 히로유키 (연)                        | 샤쿠 에이쇼 《声が聞こえる…》              |
| 5월 21일 (목)        | 누락 경로 계장 もれパス係長          | 오노데라 아키라                                 | 히라타 준이치                                                             | 히라타 준이치                                                             | 도에이 TV 오스기야마 류지로 (각) 카와사키 미노루 (연)                    | 시미즈 요시노리 《もれパス係長》           |
| 6월 4일 (목)         | 리플렉션 リフレクション              | 후지 마리코 니나가와 유키                       | 코미야마 준코 다카하시 리에코 모토이 스미코                               | 코미야마 준코 다카하시 리에코 모토이 스미코                               | 애즈버드 야자키 키미히코 (각) 오다기리 마사아키 (연)                     |                                            |
| 6월 4일 (목)         | 인형 人形                            | 스기모토 텟타 사쿠라 킨조                       | 카타기리 류지 니헤이 코이치 나가야 코지                                   | 카타기리 류지 니헤이 코이치 나가야 코지                                   | 애즈버드 카와미치 마사아키 (각) 오타 마사하루 (연)                       | 호시 신이치 《ノックの音が「人形》         |
| 6월 4일 (목)         | 네 잘못이야! お前が悪い!             | 이시바시 타모츠 사하라 켄지                     | 키타미 토시유키 아리가 타이조 스즈키 신지                                 | 키타미 토시유키 아리가 타이조 스즈키 신지                                 | 애즈버드 토모자와 아키라 (각) 하야시 타카아키 (연)                       | 히우라 코우 《お前が悪い!》                |
| 6월 11일 (목)        | 불 켜는 유령 電気じかけの幽霊        | 키타지마 마이 사카가미 시노부                   |                                                                           |                                                                           | 센트럴 아트 오기자와 노부오 (각) 아메미야 케이타 (감)                    | 시노라 사토시 《AC100V》                   |
| 6월 11일 (목)        | High Noon ハイ・ヌーン               | 타마키 코지 벵갈                                | 츠노가에 카즈에 무사카 나오마사 이에토미 요지                             | 츠노가에 카즈에 무사카 나오마사 이에토미 요지                             | 센트럴 아트 고도 카즈히코 (각) 사카모토 타로 (감)                        | 에구치 히사시 《史上最大の生中継!》        |
| 6월 11일 (목)        | 그만 좀 해 いいかげん                | 시노다 사부로                                   |                                                                           |                                                                           | 센트럴 아트 타케가미 준키 (각) 코나카 하지메 (감)                        | 카지모토 에미 (원안)                       |
| 6월 25일 (목)        | 38′25″                               | 카츠마타 쿠니카즈 나카무라 아야                 | 사토 켄타                                                                 | 사토 켄타                                                                 | 교도 TV 토다야마 마사시 (각) 호시 마모루 (연)                            |                                            |
| 6월 25일 (목)        | 상자 속 箱の中                       | 쿠로다 후쿠미 토요하라 코스케                   | 토지 타카오                                                               | 토지 타카오                                                               | 교도 TV 코바야시 타츠오 (각) 오치아이 마사유키 (연)                      | 시나 마코토 《胃袋を買いに。》             |
| 6월 25일 (목)        | 불행의 전설 不幸の伝説               | 미스타 친 오타 히카리                           | 후루모토 신노스케 마이도 유타카 카토 오사무                               | 후루모토 신노스케 마이도 유타카 카토 오사무                               | 교도 TV 나카무라 코이치 (각) 스즈키 노부유키 (연)                        | 나카이 노리오 《ブリーフ、シャツ、福神漬》 |
| 날짜                 | 제목                                 | 주연 주조연                                     | 그 외 출연자                                                              | 그 외 출연자                                                              | 제작사 제작진                                                            | 원작·원안                                  |
| 7월 2일 (목)         | 물 마시는 남자 水を飲む男            | 후세 히로시 타치바나 유카리                     | 시호도 와타루                                                             | 시호도 와타루                                                             | KANOX 이시하라 후류 (각) 타키가와 치스이 (연)                            |                                            |
| 7월 2일 (목)         | 럭키 코이즈미 ラッキー小泉           | 야마시타 신지 사이토 하루히코                   | 나카타케 카나코                                                           | 나카타케 카나코                                                           | KANOX 오기자와 노부오 (각) 타카노 마사오 (연)                            |                                            |
| 7월 2일 (목)         | 말 없는 방 言葉のない部屋            | 기무라 타쿠야 코바야시 아키지                   |                                                                           |                                                                           | KANOX 오기자와 노부오 (각) 오가와 사다타카 (연)                          | 무라노 모리히 《言葉のない部屋》           |
| 7월 9일 (목)         | 초상화의 여자 似顔絵の女             | 니시키오리 카즈키요 카지와라 마유미             | 미츠이시 켄                                                               | 미츠이시 켄                                                               | 드라마틱 컴퍼니 카와카미 히데유키 (각) 아사카와 준 (감)                  |                                            |
| 7월 9일 (목)         | 적과 흑 赤と黒                       | 오사와 요시유키 키시모토 카요코                 |                                                                           |                                                                           | 드라마틱 컴퍼니 나베와리 료코 (각) 세키구치 키쿠히데 (감)                |                                            |
| 7월 9일 (목)         | 마술사의 주머니 マジシャンのポケット | 이노우에 준 히로타 레오나                       | 이가와 히사시                                                             | 이가와 히사시                                                             | 드라마틱 컴퍼니 이노우치 나오키 (각) 시모야마 텐 (감)                    |                                            |
| 7월 23일 (목)        | 안색 顔色                            | 와타나베 마리나 후지타 유미코                   | 긴분초 토 리카 시라이시 미키                                              | 긴분초 토 리카 시라이시 미키                                              | 키티 필름 무네스에 진 (각) 하기와라 사다아키 (연)                        |                                            |
| 7월 23일 (목)        | 완전범죄 完全犯罪                    | 우치도 타카시 덴덴                              | 야마구치 히토시 카케다 마코토 후루타 아라타                               | 야마구치 히토시 카케다 마코토 후루타 아라타                               | 키티 필름 무네스에 진 (각) 미와 세이지 (연)                              |                                            |
| 7월 23일 (목)        | DOOR                                 | 콘도 아츠시 후카츠 에리                         | 요시자와 켄 시바사키 카오 야마시타 마키                                   | 요시자와 켄 시바사키 카오 야마시타 마키                                   | 키티 필름 스즈키 타카코 (각) 마스다 텐페이 (연)                          |                                            |
| 8월 6일 (목)         | 기다림 待ちぶせ                      | 코사카이 카즈키 히라이즈미 세이                 | 이시와 유코 아사노 카즈유키 시마다 카에                                   | 이시와 유코 아사노 카즈유키 시마다 카에                                   | 교도 TV 코야마 쿄코 (각) 오치아이 마사유키 (연)                          |                                            |
| 8월 6일 (목)         | 보면 최후 見たら最期                 | 카케이 토시오 쿠노 마키코                       | 니시다 켄 이노우에 타카시 오카타 히사코                                   | 니시다 켄 이노우에 타카시 오카타 히사코                                   | 교도 TV 테라다 토시오 (각) 모토히로 카츠유키 (연)                        |                                            |
| 8월 6일 (목)         | 뭐야!? なんなのォ!?                  | 이즈미 핀코 무라이 쿠니오                       | 에비스 요시카즈 오츠카 요시에 미야우치 준코                               | 에비스 요시카즈 오츠카 요시에 미야우치 준코                               | 교도 TV 쿠라사와 사치요 (각) 호시다 요시코 (연)                          |                                            |
| 8월 13일 (목)        | 오른손의 복수 右手の復讐             | 벳쇼 테츠야 아이카와 에리                       |                                                                           |                                                                           | 닛카츠촬영소 모로사와 카즈유키 (각) 이케다 켄이치 (연)                   |                                            |
| 8월 13일 (목)        | 성 城                                | 우지키 츠요시 토가와 쿄코                       |                                                                           |                                                                           | 닛카츠촬영소 스가야 아츠오 (각) 츠츠미 유키히코 (연)                     | 모로호시 다이지로 《城》                   |
| 8월 13일 (목)        | 네치라타 사건 ネチラタ事件           | 호소카와 토시유키 츠루타 마유                   | 에모리 토오루                                                             | 에모리 토오루                                                             | 닛카츠 촬영소 노요리 미유키 (각) 모로사와 카즈유키 (연)                  | 호시 신이치 《ネチラタ事件》               |
| 9월 3일 (목)         | 트러블 카페 トラブル・カフェ         | 이마이 마사유키 오쿠보 타카                     | 토네사쿠 토시히데 토미타 타카코 후쿠시마 마리코                           | 토네사쿠 토시히데 토미타 타카코 후쿠시마 마리코                           | 어스 프로듀스 이다 조지 (각·감)                                          |                                            |
| 9월 3일 (목)         | 인간국보 人間国宝                    | 마츠무라 유키 아오야마 치카코                   | 카와하라 사부 미키 미키코 아소 유리                                       | 카와하라 사부 미키 미키코 아소 유리                                       | 어스 프로듀스 카사이 타케오 (각) 후쿠다 마코토 (감)                      |                                            |
| 9월 3일 (목)         | 선물 贈り物                          | 나카무라 아즈사 츠카하라 마사루                 | 히라야마 나오키 나가야 코지 소오토메 준코                                 | 히라야마 나오키 나가야 코지 소오토메 준코                                 | 어스 프로듀스 나카무라 코이치 (각) 이다 조지 (감) 몬나 카츠오 (감)       |                                            |
| 9월 10일 (목)        | 머리카락 髪                          | 이가라시 이즈미 카츠라 미키스케 호리베 케이스케 | 야마모토 메구미 宮本佳杳 카와노 츠카사                                    | 미야케 준코 미야모토 다이세이                                             | 뉴텔레스 스기모토 에미코 (각) 히구치 토오루 (연)                         |                                            |
| 9월 10일 (목)        | 기적을 부르는 남자 奇跡を呼ぶ男      | 하세가와 하츠노리                               | 하야미 료 다이몬 마사아키 고토 에츠코                                     | 카나이 다이 오바야시 타케시 고 히로아키                                   | 뉴텔레스 콘도 히로유키 (각) 하나도 준지 (연)                             | 《鶴の恩返し》                             |
| 9월 10일 (목)        | 속죄 つぐない                        | 비토 이사오                                     | 오마에 킨 나카무라 긴지 아오키 미에 미네오 스스무 니헤이 코이치           | 타다노 앗코 사사키 마코토 마츠모토 아키요 마키노 이스즈 노무라 신지       | 뉴텔레스 키타 (각) 토미나가 타쿠지 (연)                                  |                                            |
| 9월 17일 (목)        | 아버지 おやじ                        | 쇼호쿠테이 츠루베 나카다 요시코                 | 모리와키 켄지 타구치 토모로오 루 오시바 하야시야 코부헤이                 | 소노만마 히가시 세키네 츠토무 우치무라 테루요시 난바라 키요타카           | 후지 TV 카토 요시카즈 (각) 스즈키 케이고 (연)                            |                                            |
| 9월 17일 (목)        | 슬로모션 スローモーション            | 아카시야 산마 아사다 미요코                     | 이오리 유미 타테야마 히로유키 미야우치 준코                               | 시미즈 미치코 쿠도 준이치로 쿠도 코이치로                                 | 후지 TV 시미즈 히가시 (각) 오기노 시게루 (연)                            |                                            |
| 9월 17일 (목)        | 역전 逆転                            | 카타오카 츠루타로 쿠마가이 마미                 | 모리구치 히로코 이토 타츠히로 야마자키 타케시 하마다 마사토시             | 마츠모토 히토시 니시오 토쿠 아즈마 미에                                   | 후지 TV 키미즈카 료이치 (각) 오이카와 토시아키 (연)                      |                                            |
| 12월 7일 (월) (간토) | 피해자의 얼굴 被害者の顔             | 세라 마사노리                                   |                                                                           |                                                                           | 드라마틱 컴퍼니 카와카미 히데유키 (각) 아사가와 준 (연)                  |                                            |
| 12월 7일 (월) (간토) | 사무라이가 베다! サムライが斬る！    | 카와이 미치코                                   | 오스기 렌                                                                 | 오스기 렌                                                                 | 드라마틱 컴퍼니 카와카미 히데유키 (각) 후나바시 테츠오 (연)              |                                            |
| 12월 7일 (월) (간토) | 해부 蟹缶                            | 타카다 준지 사카이 토시야                       |                                                                           |                                                                           | 드라마틱 컴퍼니 야나기다 고이치 (각) 이와이 슌지 (연)                    |                                            |

## 1990년
| 날짜                      | 제목                                         | 주연 주조연                             | 그 외 출연자 | 그 외 출연자 | 제작사 제작진                                       | 원작·원안                                  |
| 10월 4일 (목) 가을 특별편 | 절대로 싫어! 絶対イヤ!                       | 사이토 유키 시오자와 토키               | 카메이 미츠요 이시이 켄이치 타네 라쿠코 미마타 아유미 오타카 히로오 와타나베 테츠 노기 료스케 미야베 카츠히코 야마시타 마사히로 후지토 카츠히로 에비하라 히데키 무라카미 야스히로 | 다카하시 키요미 반도 메구미 쇼지 에이켄 코미야 켄고 레오 멘게티 시미즈 히데야 다카이시 켄지 카와기시 카나코 타카미자와 안나 코미네 카요 오쿠타니 아키오 야마다 쿠니타카 | 교도 TV 츠치야 토키오 (각) 호시 마모루 (연)         |                                            |
| 10월 4일 (목) 가을 특별편 | 미드나잇 콜 ミッドナイトコール               | 모토키 마사히로 후지타니 미와코         | 우메즈 사카에 | 우메즈 사카에 | 교도 TV 토다야마 마사시 (각) 오치아이 마사유키 (연) |                                            |
| 10월 4일 (목) 가을 특별편 | 그곳에 문이 있다 そこに扉があった            | 사와구치 야스코 코지카 반               | 세키야마 코지 우에다 아야 사토 유 | 히고 카츠히로 미네무라 야스히라 키쿠치 아야미 | 교도 TV 후카야 진이치 (각) 호시다 요시코 (연)       |                                            |
| 10월 4일 (목) 가을 특별편 | 대타는 안타를 쳤는가 代打はヒットを打ったか? | 이부 마사토 아사히나 준코 카와하라 사부 | 카네코 켄조 와카야마 사치코 코지로 카토 히데오 와타나베 잇케이 아자키 켄지 히토츠바시 다이스케 오다 나오토 타쿠미 후지오 에구치 유카리 오쿠야마 마사코 사카타니 류이치            | 야마사키 무네토모 노자키 마사카즈 스다 주리 오시마 타츠야 야마세 히데오 카사하라 쿠니코 마리아 린다 토요시마 쿠미코 하세가와 다이스케 이가라시 케이스케                 | 교도 TV 나카무라 코이치 (각) 스즈키 노부유키 (연)   | 야마다 마사키 《代打はヒットを打ったか？》 |
| 10월 4일 (목) 가을 특별편 | 행복의 선택 幸福の選択                       | 아사노 유코 토키타 후지오 에토 준       | 노자키 켄이치로 키쿠치 카오리 이나바 유키 | 노자키 켄이치로 키쿠치 카오리 이나바 유키 | 교도 TV 나카조노 미호 (각) 오구라 히사오 (연)       |                                            |

## 1991년
| 날짜                       | 제목                                                         | 주연 주조연                                     | 그 외 출연자 | 그 외 출연자 | 제작사 제작진                                                              | 원작·원안                             |
| 1월 3일 (목) 겨울 특별편   | 대예언 大予言                                                | 요시다 에이사쿠 마츠모토 이요                   | 츠라야 카오루 메구미 토시아키 츠다 타쿠야 이치카와 카오리 코레나가 카츠야 소한 맨조트 사카타니 류이치 노자와 히데토시 오모리 료타 사이토 토모코 | 마츠모토 미키 야마모토 토모아 코마 유키에 오쿠자와 시게루 미나가와 타쿠야 야마모토 미도리 기무라 오사무 아라이 스미레 와타나베 유키코 고노우에 리키 사쿠하라 토시오 | 교도 TV 하마다 카네히로 (각) 스즈키 노부유키 (연)                          |                                       |
| 1월 3일 (목) 겨울 특별편   | 임금님 귀는 당나귀 귀 王様の耳はロバの耳                     | 미나미노 요코 야쿠마루 히로히데 와타나베 미나요 | | | 교도 TV 나카조노 미호 (각) 마츠다 히데토모 (연)                            |                                       |
| 1월 3일 (목) 겨울 특별편   | 안 돌아가 帰れない                                           | 카타오카 츠루타로 타테이시 료코                 | 다케다 타카토시 사이토 사토루 요코야마 아키오 코스다 야스토 쿄 신스케                                                                           | 이토 마사히로 모리야마 요네츠구 카타야마 토시 오토모 다이스케 | 교도 TV 노요이 미유키 (각) 오구라 히사오 (연)                              |                                       |
| 1월 3일 (목) 겨울 특별편   | 안녕 6학년 2반 さよなら6年2組                                | 나카모리 아키나 고바야시 치토세                 | 카가야 준이치 고바야시 다이스케 나카야마 료 토쿠나가 히로유키 코지마 사치코 야마자키 타케코 요시카와 카즈키                                     | 오타 유미 우치다 소키치 마츠나가 테츠오 마츠오카 아유무 우치다 모리히코 오노 토모코                                                                                 | 교도 TV 키미즈카 료이치 (각) 오치아이 마사유키 (연)                        |                                       |
| 1월 3일 (목) 겨울 특별편   | 복수클럽 復讐クラブ                                          | 하시즈메 이사오 이리카와 야스노리               | 타야마 료세이 비트 키요시 무사카 나오마사 타무라 모토하루 야마자키 미츠루 히노 요진 아사이 쇼 마츠미 사카에                                     | 다카하시 타마미코 미네타 토모요 미카미 에이코 토쿠모토 카즈미 타키가와 켄 오사와 유카리 키타가와 준코 미우라 타카오미                                               | 교도 TV 후카야 진이치 (각) 호시 마모루 (연)                                | 모로호시 다이지로 《復讐クラブ》      |
| 1월 3일 (목) 겨울 특별편   | 예전처럼 昔みたい                                            | 이시다 아유미 타케와키 무가 마키 히로코         | 시미즈 히데야 아사쿠라 사유미 요시이 나오코 오우치 미와코                                                                                       | 이케다 토모아키 코이토 이즈미 우에마츠 카나미 | 교도 TV 츠키시마 미즈키 (각) 후지타 메이지 (연)                            |                                       |
| 4월 4일 (목) 봄 스페셜     | 우연이지? 偶然やろ?                                          | 아카시야 산마 미키 타카코                       | 사이토 마키코 카와시마 토모코 사치 아야코 오바야시 타케시 코노 토시유키 시나 시게루                                                             | 카세 코이치 후나도 타케유키 시오바라 츠네오 이와오 야스테이 지미 오니시                                                                                             | 교도 TV 토다야마 마사시 (각) 호시 마모루 (감·연)                           | 스기모토 타카후미 (원안)              |
| 4월 4일 (목) 봄 스페셜     | 아침까지 살인 朝まで生殺人                                   | 나토리 유코 와타나베 에리코                     | 야마자키 다이스케 사카타 쇼이치로 마츠이 테츠야 야츠 이사오 미야지마 류코 하나하라 테루코 아리모토 미사오                                       | 텐겐지 류 키바 쇼이치 에비나 하지메 오사와 유카리 오츠카 히로시 아오조라 큐이치                                                                                     | 교도 TV 나카조노 미호 (각) 호시다 요시코 (감·연)                           |                                       |
| 4월 4일 (목) 봄 스페셜     | 응급환자 急患                                                | 콘도 마사히코 마츠모토 루미 사노 시로           | 아라이 노리코 츠다 타쿠야 칸다 마사오 오쿠타니 아키오                                                                                           | 아라이 노리코 츠다 타쿠야 칸다 마사오 오쿠타니 아키오 | 교도 TV 키미즈카 료이치 (각) 오치아이 마사유키 (감·연)                     |                                       |
| 4월 4일 (목) 봄 스페셜     | 또 한 명의 신부 もう一人の花嫁                               | 사와구치 야스코 야마시타 요리에 타카시마 타다오 | 타다노 앗코 요시노 타이유 카사하라 키요미 | 타다노 앗코 요시노 타이유 카사하라 키요미 | 교도 TV 츠키시마 미즈키 (각) 스즈키 노부유키 (감·연)                       |                                       |
| 4월 4일 (목) 봄 스페셜     | 꿈을 사는 남자 夢を買う男                                    | 야나기바 토시로 이시노 마코 무로타 히데오       | 스나가 케이 쿠로노스케 켄스케 무라세 에미 니시모토 타케시                                                                                       | 야마모토 에미코 타무라 토모하루 타치바나야 후미조 야마나카 히데키 이토 다이스케                                                                                     | 교도 TV 하야시 마코토 (각) 마츠다 히데토모 (감·연)                         | 로버트 셰클리 《夢売ります》          |
| 10월 3일 (목) 가을 특별편  | 뉴스의 아저씨 ニュースおじさん                               | 오타케 시노부 마스오카 토오루 카라 주이치로     | 나카가와 마유미 시노하라 료코 아사미 코시로 시마무라 카오리 사카타니 류이치                                                                     | 코바야시 켄지 와타라이 료 이시이 히로미 토지 타카오 토요시마 마사미                                                                                                 | 교도 TV 나카조노 미호 (각) 스즈키 노부유키 (연)                            | 오바 와쿠 《ニュースおじさん》        |
| 10월 3일 (목) 가을 특별편  | 버추얼 리얼리티 バーチャル・リアリティ                       | 니시키오리 카즈키요 오노데라 아키라             | 요시다 노리유키 미야자와 치에 츠다 타쿠야 다나카 카츠에                                                                                         | 요시다 노리유키 미야자와 치에 츠다 타쿠야 다나카 카츠에 | 교도 TV 토다야마 마사시 (각) 호시 마모루 (연)                              |                                       |
| 10월 3일 (목) 가을 특별편  | 전쟁은 없었다 戦争はなかった                                 | 하야시 류조 키타무라 소이치로 오모리 아케미     | 모리타 히로야 이와미 사카에 카사이 카즈히코 마사키 신타로 텐겐지 류 키시모토 카즈토                                                             | 미츠이 젠추 야츠다 신고 시미즈 마유 사카이 마리 토쿠모토 카즈미 | 교도 TV 키미즈카 료이치 (각) 오치아이 마사유키 (연)                        | 코마츠 사쿄 《戦争はなかった》        |
| 10월 3일 (목) 가을 특별편  | 열리지 않는 건널목 開かずの踏切                              | 이시다 준이치 노무라 마미                       | 벵갈 야마자키 다이스케 토쿠라 유키 | 시모모토 츠토무 오쿠다 케이코 | 교도 TV 카사하라 쿠니아키 (각) 마츠다 히데토모 (연)                        |                                       |
| 10월 3일 (목) 가을 특별편  | 40년 40年                                                    | 야치구사 카오루 아와지 케이코                   | 미야시타 나오키 하라 히사코 무라카미 후유키 오구리 카오루 시레이 마사아키 타카스기 텟페이                                                       | 오기와라 켄조 후세키 마사유키 오쿠무라 타다시 조 카이호 하야카와 아유코                                                                                             | 교도 TV 카네코 나리토 (각) 후지타 메이지 (연)                              | 츠키시마 미즈키 (원안)                |
| 12월 26일 (목) 겨울 특별편 | 궁 王将                                                      | 탄바 테츠로 다카하시 카즈야                     | 고토 에리코 마츠쿠마 노부요시 미카와 유조 에노키다 이츠미 후카야 타카시                                                                         | 아카사카 히로토 세키구치 마리코 아유하라 미호 타케카와 신스케 키시모토 카즈토                                                                                       | 교도 TV 나카무라 코이치 (각) 호시 마모루 (감·연)                           |                                       |
| 12월 26일 (목) 겨울 특별편 | 오전3시의 노크 午前3時のノック                               | 쿠도 시즈카 하시즈메 준                         | 야스나가 아이 아라이 노리코 타다기 마미코 이노우에 야스오                                                                                       | 미야모토 타이세이 테라다 치호 이토 히로유키 아키야마 하루코 | 교도 TV 츠키시마 미즈키 (각) 카사하라 쿠니아키 (각) 마츠다 히데토모(감·연) | 오가와라 카즈히로 《午前3時のノック》 |
| 12월 26일 (목) 겨울 특별편 | 개구멍 犬の穴                                                | 미우라 토모카즈 아사다 미요코 아오야마 치카코   | 하세 마리노 스가 후지오 에자키 레이나 | 오쿠타니 아키오 화이트 | 교도 TV 카사하라 쿠니아키 (각) 호시다 요시코 (감·연)                       | 야마다 마사키 《犬の穴》              |
| 12월 26일 (목) 겨울 특별편 | 23분의 기적 23分間の奇跡                                     | 카쿠 치카코                                     | 마츠미사토 코즈에 소리타 타카유키 나카자와 사키 호시노 마리 시미즈 카오리 하기노 준이치                                                         | 호리 히로아키 호리우치 시본 사카타 메구미 유자와 신고 모리카와 히로마사                                                                                             | 교도 TV 이시이 노부유키 (각) 코노 케이타 (감·연)                           | 제임스 클라벨 《23分間の奇跡》        |
| 12월 26일 (목) 겨울 특별편 | 해피 버스데이 투 마이 홈 ハッピーバースデー ツー・マイホーム | 야쿠쇼 코지 이와사키 요시미 카와라사키 켄조     | 사이토 마키코 무토 히로유키 엔도 테츠지 토지 타카오 사와이 카나코 야마모토 나나                                                                 | 우미노 요시타카 시마무라 타쿠야 다나카 아이코 아오키 나유 키타오 와타루                                                                                             | 교도 TV 키미즈카 료이치 (각) 오치아이 마사유키 (감·연)                     |                                       |

## 1992년
| 날짜                       | 제목                                               | 주연 주조연                     | 그 외 출연자 | 그 외 출연자 | 제작사 제작진                                                        | 원작·원안                          |
| 4월 9일 (목) 봄 특별편     | 섀도 복서 シャドウ・ボクサー                       | 야나기바 토시로 오다카 메구미   | 오쿠무라 코엔 후지타 켄지 미야나베 카츠히코 타카다 유지 사토 야스하루 사이토 아키라 마스시마 타카유키 시무라 토모유키 | 아라야 카즈히로 오카 토시유키 후쿠다 와타루 츠카다 와타루 후지토 카츠히로 모치다 카즈아키 오쿠시타 토모카즈 시마카와 타케시 야마구치 카츠지 | 교도 TV 나카무라 코이치 (각) 호시 마모루 (감)                        |                                    |
| 4월 9일 (목) 봄 특별편     | 천재 개그맨 笑いの天才                             | 키쿠치 모모코 아이하라 유       | 노노무라 마코토 카오 오사무 미즈모리 코타 마스다 유키오                                                               | 다카하시 히토시 우츠노미야 사토코 나리타 쇼헤이 키타 치히로 시라이시 미유키                                                                 | 교도 TV 토다야마 마사시 (각) 사토 유이치 (연)                        | 시마다 코지 (원안)                 |
| 4월 9일 (목) 봄 특별편     | 기우 奇遇                                          | 타카오카 츠루타로 나카모토 코지 | 아시카와 요시미 | 카타오카 신베이 쿠보 아키라 나츠카와 카나코 사토 햣키                                                                                       | 교도 TV 타나베 미츠루 (각) 스즈키 노부유키 (연)                      | 타카이 신 《世にも奇遇な物語》     |
| 4월 9일 (목) 봄 특별편     | 흔들리는 사랑 震える愛                             | 미나미 카호 니시오카 토쿠마     | 미타니 노보루 이시이 하지메 아가와 토야 나카가미 치카 쿠가 미치코                                                     | 하타 케이코 고 히로아키 타카세 히토미 하야카와 마오 이나바 유키                                                                             | 교도 TV 키미즈카 료이치 (각) 오치아이 마사유키 (연)                  |                                    |
| 4월 9일 (목) 봄 특별편     | 아무도 눈치 못 채는 남자 気づかれない男            | 진나이 타카노리 모리오 유미     | 시라이시 타카츠나 스즈키 신페이 우에노 준 고바야시 카즈유키 카마에 아이 콘노 카나에 카메오카 리에 아유하라 미호       | 야마카와 히로노 이가라시 미스즈 츠무라 카즈유키 후지이 유카 오노데라 후미히코 아사미 마코토 사카이 아키코 코이즈미 리에 코마츠 타카시       | 교도 TV 타나베 미츠루 (각) 토다야마 마사시 (각) 마츠다 히데토모 (연) |                                    |
| 12월 30일 (수) 겨울 특별편 | 망상특급 妄想特急                                  | 나카이 키이치 나카무라 레이코   | 아메쿠 미치코 나카무라 모토코 히라이즈미 세이                                                                         | 아메쿠 미치코 나카무라 모토코 히라이즈미 세이                                                                                               | 교도 TV 나카무라 코이치 (각) 스즈키 노부유키 (연)                    | 칸베 무사시 《妄想特急》           |
| 12월 30일 (수) 겨울 특별편 | 48년째의 약속 48年目の約束                         | 사와구치 야스코 카자미 아키코   | 히로오카 유리코 히다 케이코 후지이 카요코                                                                             | 히로오카 유리코 히다 케이코 후지이 카요코                                                                                                   | 교도 TV 쿠라사와 사치요 (각) 오노하라 카즈히로 (연)                  |                                    |
| 12월 30일 (수) 겨울 특별편 | 런던은 만들어지지 않았다 ロンドンは 作られていない | 노무라 히로노부 나카야 노보루   | 와타나베 노리코 이마이 사토미 토 리카                                                                                 | 와타나베 노리코 이마이 사토미 토 리카 | 교도 TV 토다야마 마사시 (각) 마츠다 히데토모 (연)                    | 시미즈 요시노리 《唯我独存》       |
| 12월 30일 (수) 겨울 특별편 | 구멍 穴                                            | 이카리야 초스케                 | 나카모토 켄 마에자와 야스미 나카자와 아츠코 마츠미 사토코즈에                                                         | 나카모토 켄 마에자와 야스미 나카자와 아츠코 마츠미 사토코즈에                                                                               | 교도 TV 후카야 진이치 (각) 히지카타 마사토 (연)                      | 호시 신이치 《おーい、でてこーい》 |
| 12월 30일 (수) 겨울 특별편 | 나의 아기 私の赤ちゃん                             | 만다 히사코 하세가와 하츠노리   | 쿠가 미치코 노자와 유카리 이마이 아즈사                                                                               | 쿠가 미치코 노자와 유카리 이마이 아즈사 | 교도 TV 코야마 쿄코 (각) 오치아이 마사유키 (연)                      |                                    |
| 12월 30일 (수) 겨울 특별편 | 서브리미널 サブリミナル                            | 아즈마 미키히사 모리모토 레오   | 이즈미 아키코 시부야 유코 마츠다 마치코                                                                               | 이즈미 아키코 시부야 유코 마츠다 마치코 | 교도 TV 타카야마 나오야 (각) 호시 마모루 (연)                        |                                    |

## 1993년
| 날짜                        | 제목                              | 주연 주조연                   | 그 외 출연자                                                                                            | 그 외 출연자 | 제작사 제작진                                      | 원작·원안                          |
| 7월 30일 (금) 한여름 특별편 | 비상식연회 非常識宴会             | 이시구로 켄 카와하라 사부     | 나카하라 준 이치카와 오사무 토야마 토시야 타구치 히로마사 후지마 료스케 요시이에 아키히토 콘고우지 미키 | 야마자키 마유미 토네가와 유코 마사키 료코 시라카와 타츠시 사가타 케이코 미야케 유리카 야마우라 사카에 나카자와 아츠코 | 도에이 토다야마 마사시 (각) 오이 토시오 (감)       |                                    |
| 7월 30일 (금) 한여름 특별편 | 이웃 목소리 隣の声                | 마츠시타 유키 아메쿠 미치코   | 와카마츠 토시히데 사와야마 유지 아오야마 유키나                                                         | 덴덴 요시다 마키코 요시다 노부오                                                                                      | 도에이 키타가와 에리코 (각) 오치아이 마사유키 (감) |                                    |
| 7월 30일 (금) 한여름 특별편 | 가드 사건 ガード下の出来事        | 스가와라 분타 오타카라 토모코 | 우에다 아츠키 카와카미 타케시 사이토 사토루 이케다 히로시게 스가와라 카오루                             | 마키구치 모토미 오카노 코사쿠 타카츠키 초 미즈노 유리카 츠카모토 타케시                                               | 도에이 오카다 요시카즈 (각) 사카모토 타로 (감)     | 우에노 켄타로 《帽子男は眠れない》 |
| 7월 30일 (금) 한여름 특별편 | 러브 체어 ラブチェアー            | 미나미 카호 이시바시 타모츠   | 나카지마 히로코 니노미야 히로시 고노우에 츠토무                                                         | 무라사와 토시히코 마스다 유이치 카자마 마사요시                                                                       | 도에이 노요리 미유키 (각) 야마다 히로키 (감)       | 오키 미치요 《ラブチェアー》       |
| 7월 30일 (금) 한여름 특별편 | 괴롭힘 당하는 여자 いじめられる女 | 오츠루 기탄 미즈노 마키       | 이시바시 렌지 신도 에미 이시카와 마키                                                                   | 아베 미츠코 키타지마 쿄코 이노우에 유키코                                                                             | 도에이 와타베 미츠루 (각) 오구라 히사오 (감)       | 무라타 하지메 《愛の衝撃》         |

## 1994년
| 날짜                       | 제목                                         | 주연 주조연                     | 그 외 출연자 | 그 외 출연자 | 제작사 제작진                                                   | 원작·원안                                    |
| 1월 6일 (목) 겨울 특별편   | 마음의 소리가 들려온다 心の声が聞こえる      | 우치다 유키 이마이 마사유키     | 타카스기 코우 호쇼 마이 다나카 유키미 야마시타 마키 타다노 앗코 누마쿠라 에리코 야쿠시지 요코 카토 료 나카자와 사키 이시나미 요시토 이토 테츠야 시라사키 타카코 호시노 센 카나후사 모토무 코야노 케이 카네코 요시유키 야스다 에이토쿠                                                                                  | 타카스기 코우 호쇼 마이 다나카 유키미 야마시타 마키 타다노 앗코 누마쿠라 에리코 야쿠시지 요코 카토 료 나카자와 사키 이시나미 요시토 이토 테츠야 시라사키 타카코 호시노 센 카나후사 모토무 코야노 케이 카네코 요시유키 야스다 에이토쿠                                                                                  | 교도 TV 와타베 미츠루 (각) 키노시타 타카오 (연)                 | 하마다 카네히로 (원안)                       |
| 1월 6일 (목) 겨울 특별편   | 언어의 전쟁 言葉の戦争                       | 요시다 에이사쿠 이토 미키       | 키타무라 소이치로 히코마로 야마자키 하지메 오스기 렌 아사노 카즈유키 스나가 케이 히시즈 슈지 하야시다 토시오 아유하라 미호 사타케 쿄코 유리 유리 야마시타 토쿠히사 모리 미유키 니노미야 토모미 타케다 마코토 쿠니모토 마사모리 코바야시 미사오 나구라 준 와타나베 카츠히코 츠루타 히가시 오제키 마사미 키타노 미사토시 | 키타무라 소이치로 히코마로 야마자키 하지메 오스기 렌 아사노 카즈유키 스나가 케이 히시즈 슈지 하야시다 토시오 아유하라 미호 사타케 쿄코 유리 유리 야마시타 토쿠히사 모리 미유키 니노미야 토모미 타케다 마코토 쿠니모토 마사모리 코바야시 미사오 나구라 준 와타나베 카츠히코 츠루타 히가시 오제키 마사미 키타노 미사토시 | 교도 TV 토다야마 마사시 (각) 스즈키 노부유키 (감)               | 시미즈 요시노리 《言葉の国》                 |
| 1월 6일 (목) 겨울 특별편   | 루나틱 러브 ルナティック・ラヴ               | 도요카와 에츠시 나카지마 히로코 | 치하루 미츠이시 켄 하라다 유지 오카 미나코 스미구치 아케미 와타나베 켄키치 마츠모토 토모타케 | 치하루 미츠이시 켄 하라다 유지 오카 미나코 스미구치 아케미 와타나베 켄키치 마츠모토 토모타케 | 드라마틱 컴퍼니 이와이 슌지 (각·감·연)                          | 이와이 슌지 《ルナティック・ラヴ》           |
| 1월 6일 (목) 겨울 특별편   | 떠들썩한 식탁 にぎやかな食卓                 | 이시다 잇세이                   | 한 분자쿠 카도노 타쿠조 시모조 아토무 하야사키 분지 카와시마 토모코 아미노 아키라 기무라 나오코 고토 노부에 미타무라 마코토 | 한 분자쿠 카도노 타쿠조 시모조 아토무 하야사키 분지 카와시마 토모코 아미노 아키라 기무라 나오코 고토 노부에 미타무라 마코토 | 도에이 모로사와 카즈유키 (각) 이사카 사토시 (감)                | 이나미 타츠야 (원안)                         |
| 1월 6일 (목) 겨울 특별편   | 둘 ふたり                                    | 니시다 히카루                   | 카츠라야마 신고 마츠노 아리미 키타미 토시유키 타테이시 료코 호리카와 사나에 타카스기 텟페이 이시야마 유다이 시노다 카오루 타키 마사토 와카오 요시아키 하즈키 레이나 니시가와 유리코 | 카츠라야마 신고 마츠노 아리미 키타미 토시유키 타테이시 료코 호리카와 사나에 타카스기 텟페이 이시야마 유다이 시노다 카오루 타키 마사토 와카오 요시아키 하즈키 레이나 니시가와 유리코 | 도에이 토다야마 마사시 (각) 아소 카사네 (각) 츠지노 마사토 (감) |                                              |
| 3월 30일 (수) 봄 특별편    | 전학생 転校生                                | 세토 아사카 오카다 히데키       | 아사노 마이코 Melody | 아사노 마이코 Melody | 교도 TV 모로사와 카즈유키 (각) 키노시타 타카오 (연)             |                                              |
| 3월 30일 (수) 봄 특별편    | 시간아 돌아와! 時間よ戻れ!                   | 하기와라 마사토                 | | | 교도 TV 타카야마 나오야 (각) 무라카미 쇼스케 (연)               | 오카자키 히로아키 《私、こういうものです》   |
| 3월 30일 (수) 봄 특별편    | 어느 날 아침의 해프닝! ある朝パニック!       | 다이치 마오                     | 야마자키 하지메 | 야마자키 하지메 | 도에이 사카이 나오유키 (각) 코나카 하지메 (감)                  | 후쿠야마 요지 《ある朝パニック》             |
| 3월 30일 (수) 봄 특별편    | 지명수배 남 指名手配の男                     | 카세 타이슈 나카지마 쇼코       | 오카무라 요이치 | 오카무라 요이치 | 드라마틱 컴퍼니 시모야마 텐 (각·감)                             | 히가시 카즈후미 (원안)                       |
| 3월 30일 (수) 봄 특별편    | 그림자 밟기 かげふみ                         | 후세 히로시                     | 바바 유이치 | 바바 유이치 | 도에이 츠지노 토미오 (각) 츠지노 마사토 (감)                    |                                              |
| 7월 7일 (수) 칠석 특별편   | 벌칙게임 罰ゲーム                            | 나가사쿠 히로미 시미즈 코지     | 이노하라 요시히코 엔도 마사시 오노 아이 | 이노하라 요시히코 엔도 마사시 오노 아이 | 교도 TV 타카야마 나오야 (각) 히지카타 마사토 (연)               | 타지마 토시유키 《少女たちのおだやかな日々》 |
| 7월 7일 (수) 칠석 특별편   | 시간의 여신 時の女神                         | 야나기바 토시로 미즈노 마키     | 키노시타 슈이치로 오키나 메구미 | 키노시타 슈이치로 오키나 메구미 | 교도 TV 코야마 쿄코 (각) 오치아이 마사유키 (각·연)              | 츠츠이 야스타카 《時の女神》                 |
| 7월 7일 (수) 칠석 특별편   | 공룡은 어디로 갔는가 恐竜はどこへ行ったのか? | 마츠시타 유키 사노 시로         | 무라마츠 카츠미 | 무라마츠 카츠미 | 교도 TV 나카무라 시게키 (각) 호시 마모루 (연)                   |                                              |
| 10월 10일 (월) 가을 특별편 | 못 나가겠어 出られない                       | 사이토 유키 토요하라 코스케     | | | 교도 TV 타나베 미츠루 (각) 사토 유이치 (연)                     | 타카야마 나오야 (원안)                       |
| 10월 10일 (월) 가을 특별편 | 너에게만 사랑을 君だけに愛を                 | 자이젠 나오미 오타카 히로오     | 시호도 와타루 오스기 렌 | 시호도 와타루 오스기 렌 | 교도 TV 토다야마 마사시 (각) 오치아이 마사유키 (연)             |                                              |
| 10월 10일 (월) 가을 특별편 | 추억을 파는 남자 思い出を売る男              | 코사카이 카즈키 오카에 쿠미코   | 사토이 켄타 타카스기 코우 야마자키 하지메 | 사토이 켄타 타카스기 코우 야마자키 하지메 | 교도 TV 하야시 마코토 (각) 히지카타 마사토 (연)                 |                                              |

## 1995년
| 날짜                      | 제목                                 | 주연 주조연                     | 그 외 출연자                          | 그 외 출연자                          | 제작사 제작진                                       | 원작·원안                                 |
| 1월 4일 (수) 겨울 특별편  | 부르기 씨 ブルギさん                 | 타하라 토시히코                 |                                       |                                       | 교도 TV 타나베 미츠루 (각) 사토 유이치 (연)         | 호시 신이치 《もてなし》                  |
| 1월 4일 (수) 겨울 특별편  | 열쇠 鍵                              | 마츠유키 야스코                 |                                       |                                       | 도에이 타카야마 나오야 (각) 히지카타 마사토 (연)    |                                           |
| 1월 4일 (수) 겨울 특별편  | 마지막 흡연자 最後の喫煙者           | 하야시 류조 츠츠이 야스타카     | 하지하라 젠 오스기 렌                 | 하지하라 젠 오스기 렌                 | 교도 TV 타고 아키히로 (각) 오치아이 마사유키 (연)   | 츠츠이 야스타카 《最後の喫煙者》          |
| 1월 4일 (수) 겨울 특별편  | 그 버튼 누르지 마 そのボタンを押すな | 니시무라 마사히코 테라다 미노리 |                                       |                                       | 교도 TV 나카무라 시게키 (각) 호시 마모루 (연)       |                                           |
| 1월 4일 (수) 겨울 특별편  | 꿈의 연속 夢のつづき                 | 카타오카 츠루타로 아메쿠 미치코 | 요시모토 미요코                       | 요시모토 미요코                       | 교도 TV 나카무라 시게키 (각) 코노 케이타 (연)       | 모리 신이치 《はやる店》                  |
| 4월 3일 (월) 봄 특별편    | 반지 指環（リング）                  | 쿠로키 히토미 오기 시게미츠     |                                       |                                       | 교도 TV 카사하라 쿠니아키 (각) 히지카타 마사토 (연) |                                           |
| 4월 3일 (월) 봄 특별편    | 토모코의 기나긴 아침 友子の長い朝    | 토모사카 리에 시가키 타로       | 오카다 요시노리                       | 오카다 요시노리                       | 교도 TV 우메다 미카 (각) 모토히로 카츠유키 (연)     | 후지노 미나코 《友子の場合》              |
| 4월 3일 (월) 봄 특별편    | 화장실 낙서 トイレの落書き           | 기무라 타쿠야                   | 후와 반사쿠 단칸                      | 후와 반사쿠 단칸                      | 교도 TV 스즈키 카츠히데 (각) 오치아이 마사유키 (연) |                                           |
| 4월 3일 (월) 봄 특별편    | 웃는 두뇌 笑う頭脳                   | 하시즈메 이사오 와시오 이사코   | 사노 시로 오가타 류타                 | 사노 시로 오가타 류타                 | 교도 TV 토다야마 마사시 (각) 오구라 히사오 (연)     |                                           |
| 4월 3일 (월) 봄 특별편    | 지도에 없는 마을 地図にない町        | 이시구로 켄                     |                                       |                                       | 교도 TV 타카야마 나오야 (각) 키노시타 타카오 (연)   |                                           |
| 10월 4일 (수) 가을 특별편 | 23세의 노인 23歳の老人               | 나카이 마사히로                 |                                       |                                       | 교도 TV 토다야마 마사시 (각) 히지카타 마사토 (연)   | 와타나베 코지 《マザーハッカー/浦島太郎》 |
| 10월 4일 (수) 가을 특별편 | 토모코의 기나긴 밤 友子の長い夜      | 토모사카 리에 후지무라 치카     |                                       |                                       | 교도 TV 나카타니 마유미 (각) 오노하라 카즈히로 (연) | 후지노 미나코 《友子の場合》              |
| 10월 4일 (수) 가을 특별편 | 지옥 택시 地獄のタクシー             | 사노 시로                       |                                       |                                       | 교도 TV 나카무라 시게키 (각) 호시 마모루 (연)       |                                           |
| 10월 4일 (수) 가을 특별편 | 살인자 다카하시 殺人者の高橋さん     | 후세 히로시                     | 이토 토시히토                         | 이토 토시히토                         | 교도 TV 미카미 코시로 (각) 오치아이 마사유키 (연)   |                                           |
| 10월 4일 (수) 가을 특별편 | 마에스트로 マエストロ                | 카다 타케시 오시마 사토코       | 니시노 마미 이시다 에리 나카모토 코지 | 니시노 마미 이시다 에리 나카모토 코지 | 교도 TV 타카야마 나오야 (각) 스즈키 노부유키 (연)   |                                           |

## 1996년
| 날짜                              | 제목                                                    | 주연 주조연                     | 그 외 출연자                                               | 그 외 출연자                                               | 제작사 제작진                                        | 원작·원안                              |
| 1월 4일 (목) 겨울 특별편          | 쫓아옴 追っかけ                                         | 호사카 나오키 요시모토 미요코   | 나카마 유키에                                              | 나카마 유키에                                              | 교도 TV 스나모토 하카루 (본) 모토히로 카츠유키 (출)  |                                        |
| 1월 4일 (목) 겨울 특별편          | 아기 양육 소프트웨어 赤ちゃん養育ソフト                 | 노무라 히로노부 나가사쿠 히로미 |                                                            |                                                            | 교도 TV 미카미 코시로 (본) 오치아이 마사유키 (출)    |                                        |
| 1월 4일 (목) 겨울 특별편          | 뉴스캐스터 ザ・ニュースキャスター                       | 이지마 나오코                   | 요시노 야스오미                                            | 요시노 야스오미                                            | 교도 TV 타카야마 나오야 (본) 사토 유이치 (출)        |                                        |
| 1월 4일 (목) 겨울 특별편          | 선생님의 “그런 것” 先生の『あんなこと』                 | 니시무라 마사히코 오키나 메구미 |                                                            |                                                            | 교도 TV 오노 키요히토 (본) 스즈키 노부유키 (출)      |                                        |
| 1월 4일 (목) 겨울 특별편          | 곰의 목본선 熊の木本線                                  | 이시다 준이치 카네다 아키오     | 콘도 요시마사 후카자와 코타                                | 콘도 요시마사 후카자와 코타                                | 교도 TV 토다야마 마사시 (본) 오구라 히사오 (출)      | 츠츠이 야스타카 《おれに関する噂》     |
| 3월 25일 (월) 봄 특별편           | 미드나잇 DJ ミッドナイトDJ                              | 이시구로 켄 칸노 미호           | 나카하라 준 오모리 나오 마스 타케시 (목소리) 키타가와 치에 | 나카하라 준 오모리 나오 마스 타케시 (목소리) 키타가와 치에 | 교도 TV 미카미 코시로 (본) 오치아이 마사유키 (각·연) |                                        |
| 3월 25일 (월) 봄 특별편           | 연공부서열 年功不序列                                   | 카네다 아키오 하카마다 요시히코 | 이토 토시히토 야마자키 하지메 사이토 사토루 니시무라 준지  | 이토 토시히토 야마자키 하지메 사이토 사토루 니시무라 준지  | 교도 TV 다카하시 루미 (본) 히지카타 마사토 (출)      |                                        |
| 3월 25일 (월) 봄 특별편           | 상처 怪我                                               | 와시오 이사코 이마이 마사유키   | 오스기 렌 이마이 쿠니히코 사토이 켄타                      | 쿠사무라 레이코 다나카 테츠시                              | 키미즈카 료이치 (본) 오구라 히사오 (출)              | 나카이 노리오 《死神のいる街角》       |
| 10월 2일 (수) 가을 특별편         | 부정기버스의 승객 不定期バスの客                        | 나카이 마사히로 사토 히토미     | 야지마 켄이치 나카무라 호류 오노 아츠코                    | 야지마 켄이치 나카무라 호류 오노 아츠코                    | 교도 TV 스즈키 카츠히데 (본) 사토 유이치 (출)        | 나카하라 후미오 《不定期バスの客》     |
| 10월 2일 (수) 가을 특별편         | 목이 말라 のどが渇く                                    | 시이나 킷페이 미츠이시 켄       | 이토 코우 이토 요자부로 오무라 미키                        | 이토 코우 이토 요자부로 오무라 미키                        | ROBOT 후지타 마사히로 (본) 카타오카K (각·연)         |                                        |
| 10월 2일 (수) 가을 특별편         | 벽의 소설 壁の小説                                      | 오츠카 네네 마스 타케시         | 오타카 히로오 나가에 히데카즈 쿠로다 유키                  | 오타카 히로오 나가에 히데카즈 쿠로다 유키                  | 교도 TV 마카무라 시게키 (각) 호시 마모루 (연)        |                                        |
| 10월 2일 (수) 가을 특별편         | 실례지만 악수 한 번 해주세요 すみません、握手して下さい | 오카모토 노부토 이마이 사토미   | 스즈키 신페이                                              | 스즈키 신페이                                              | 교도 TV 키타가와 에리코 (각) 마츠다 히데토모 (연)    |                                        |
| 10월 2일 (수) 가을 특별편         | 공원 데뷔 公園デビュー                                  | 스즈키 호나미 마츠시타 요리에   | 야마자키 하지메 하타케야마 아키코 토지 타카오              | 야마자키 하지메 하타케야마 아키코 토지 타카오              | 교도 TV 토다야마 마사시 (각) 스즈키 노부유키 (연)    | 아사다 아츠시 (원안)                   |
| 12월 24일 (화) 성스러운 밤 특별편 | 고릴라 ゴリラ                                           | 반도 야소스케 카츠마타 쿠니카즈 | 코지마 히지리 테라지마 스스무 기무라 타에                  | 코지마 히지리 테라지마 스스무 기무라 타에                  | ROBOT 코야마 쿤도 (각) 카타오카K (연)                |                                        |
| 12월 24일 (화) 성스러운 밤 특별편 | 공포의 노래방 가합전 恐怖のカラオケ歌合戦               | 노무라 히로노부 타쿠치 히로마사 | 카네다 아키오 요시모토 미요코 후지키 나오토 이토 미키      | 카네다 아키오 요시모토 미요코 후지키 나오토 이토 미키      | 교도 TV 타루야 하루오 (각) 오노하라 카즈히로 (연)    | 카지오 신지 《絶唱の瞬間》             |
| 12월 24일 (화) 성스러운 밤 특별편 | 텔레파시 러브 テレパシー・ラブ                          | 미즈노 마키 나마세 카츠히사     | 신스이 산쇼 우에노 마키코 타카기 마미코                    | 신스이 산쇼 우에노 마키코 타카기 마미코                    | 교도 TV 다카하시 루미 (각) 마츠다 히데토모 (연)      | 야마자키 요코 《テレパシー・ラブ》     |
| 12월 24일 (화) 성스러운 밤 특별편 | 주부 사치코의 비밀스런 즐거움 主婦さち子の秘かな愉しみ  | 노기와 요코 패트릭 할런         | 오시마 요코 이토 토시히토 토지 타카오                      | 오시마 요코 이토 토시히토 토지 타카오                      | 교도 TV 아사다 아츠시 (각) 사토 유이치 (연)          |                                        |
| 12월 24일 (화) 성스러운 밤 특별편 | 2040년의 메리 크리스마스 2040年のメリークリスマス       | 하기와라 마사토 기무라 요시노   | 에라 준 나가오 히로카 오타카 아키라                        | 에라 준 나가오 히로카 오타카 아키라                        | 교도 TV 다카하시 루미 (각) 오구라 히사오 (연)        | 이노우에 유메히토 《四十四年後の証明》 |

## 1997년
| 날짜                      | 제목                                | 주연 주조연                     | 그 외 출연자                                      | 그 외 출연자                                      | 제작사 제작진                                       | 원작·원안                                           |
| 3월 31일 (월) 봄 특별편   | 완전치료법 完全治療法               | 타케다 신지 사사이 에이스케     | 키시 히로유키 나카무라 마미 슈하마 하루미         | 키시 히로유키 나카무라 마미 슈하마 하루미         | 교도 TV 스즈키 카츠히데 (각) 오구라 히사오 (연)     | 와타나베 코지 《2000年のゲーム・キッズ/完全治療法》 |
| 3월 31일 (월) 봄 특별편   | 관리인 管理人                       | 마츠시마 나나코                 | 시오미 산세이 니시무타 메구미 이토 요자부로       | 시오미 산세이 니시무타 메구미 이토 요자부로       | 교도 TV 오이시 테츠야 (각) 마츠다 히데토모 (연)     | 야마다 마사키 《まだ名もない悪夢》                  |
| 3월 31일 (월) 봄 특별편   | 문 앞 扉の先                        | 시이나 킷페이 이마이 마사유키   | NARUKO 누쿠미즈 요이치 이리에 타츠야              | NARUKO 누쿠미즈 요이치 이리에 타츠야              | 교도 TV 스즈키 카츠히데 (각) 오치아이 마사유키 (연) |                                                     |
| 3월 31일 (월) 봄 특별편   | 사상최강의 전학생 史上最強の転校生  | 아다치 유미 나카무라 아야       | 키타하라 사와코 오스기 렌 츠루미 신고             | 키타하라 사와코 오스기 렌 츠루미 신고             | 도에이 타케가미 준키 (각) 츠지노 마사토 (연)        | 쿠로사와 아키라 《用心棒(ようじんぼう)》 패러디     |
| 3월 31일 (월) 봄 특별편   | 나를 닮은 사람 私に似た人           | 니시무라 마사히코 아다치 카요코 | 타니모토 하지메 야마구치 마사노스케 카츠 미츠노리 | 타니모토 하지메 야마구치 마사노스케 카츠 미츠노리 | 교도 TV 하시베 아츠코 (각) 나카에 이사무 (연)       |                                                     |
| 10월 6일 (월) 가을 특별편 | 바이러스 ウィルス                   | 히로스에 료코 요시다 아사히     | 노무라 마사히로 쿠스모토 신이치 하마치카 타카노리 | 노무라 마사히로 쿠스모토 신이치 하마치카 타카노리 | 교도 TV 타카야마 나오야 (각) 사토 유이치 (연)       | 와타나베 코지 《特殊部隊》                          |
| 10월 6일 (월) 가을 특별편 | 무죄인 남자 無実の男                | 쿠사나기 츠요시 키쿠치 마이코   | 오타카 히로오 덴덴 하타케야마 아키코              | 오타카 히로오 덴덴 하타케야마 아키코              | 교도 TV 스즈키 카츠히데 (각) 히지카타 마사토 (연)   |                                                     |
| 10월 6일 (월) 가을 특별편 | 여자는 죽지 않는다 女は死んでいない | 스기모토 텟타 나가에 히데카즈   | 오스기 렌 롯카쿠 세이지 기무라 타에 다나카 테츠시 | 오스기 렌 롯카쿠 세이지 기무라 타에 다나카 테츠시 | 교도 TV 오치아이 마사유키 (연)                      | 와타나베 코지 《マザー ハッカー/ 0310-345の謎》     |
| 10월 6일 (월) 가을 특별편 | 노조미의 꿈 望みの夢                | 칸노 미호 코지마 히지리         | 하시즈메 코이치 스즈키 케이타 이와타 야스오       | 하시즈메 코이치 스즈키 케이타 이와타 야스오       | 교도 TV 나카무라 시게키 (각) 호시 마모루 (연)       |                                                     |
| 10월 6일 (월) 가을 특별편 | 자살비원 自殺悲願                   | 야마자키 츠토무 와타나베 잇케이 | 긴분초 토 리카 시노하라 슈호                      | 긴분초 토 리카 시노하라 슈호                      | 교도 TV 미카미 코시로 (각) 후쿠모토 요시토 (연)     | 츠츠이 야스타카 《自殺悲願》                        |

## 1998년
| 날짜                      | 제목                                 | 주연 주조연                       | 그 외 출연자                                                  | 그 외 출연자                                                  | 제작사 제작진                                          | 원작·원안 |
| 4월 8일 (수) 봄 특별편    | 사무라이화하는 남자 サムライ化する男 | 카토리 신고 츠지 카오리           | 키타미 토시유키 타야마 료세이 이시이 켄이치 쿠보 아키라       | 키타미 토시유키 타야마 료세이 이시이 켄이치 쿠보 아키라       | 교도 TV 타카야마 나오야 (각) 히지카타 마사토 (연)      |           |
| 4월 8일 (수) 봄 특별편    | 트라우마 トラウマ                    | 이나모리 이즈미 나가에 히데카즈   | 카게야마 타이 니카이도 사토시 이토 코준                       | 카게야마 타이 니카이도 사토시 이토 코준                       | 교도 TV 나카무라 시게키 (각) 호시 마모루 (각·연)       |           |
| 4월 8일 (수) 봄 특별편    | 재채기 くしゃみ                      | 니시무라 마사히코 아사노 카즈유키 | 사이토 사토루 토야마 토시야 다나카 요지 스나가 케이           | 사이토 사토루 토야마 토시야 다나카 요지 스나가 케이           | 교도 TV 토다야마 마사시 (각) 스즈키 노부유키 (연)      |           |
| 4월 8일 (수) 봄 특별편    | 5분 후의 여자 5分後の女              | 야스다 나루미 아베 유리코         | 마스 타케시 오스기 렌 토지 타카오 사키모토 히로미             | 마스 타케시 오스기 렌 토지 타카오 사키모토 히로미             | 교도 TV 오노 토시야 (각) 오치아이 마사유키 (각·연)     |           |
| 4월 8일 (수) 봄 특별편    | 그리고, 반복되다 そして、くりかえす  | 우치무라 테루요시 와타나베 유키   | 사카이 토시야 이자와 히로시 타무라 모토하루                   | 사카이 토시야 이자와 히로시 타무라 모토하루                   | 교도 TV 다나카 카즈히코 (각) 스기모토 토오루 (각·연)   |           |
| 9월 25일 (금) 가을 특별편 | 중학교 교사 中学教師                 | 이나가키 고로 무라마츠 카츠미     | 타다노 앗코 오스기 렌 아사미 레이나                           | 타다노 앗코 오스기 렌 아사미 레이나                           | 교도 TV 스즈키 카츠히데 (각) 오치아이 마사유키 (각·연) |           |
| 9월 25일 (금) 가을 특별편 | 노란색이 무서워 黄色が恐い           | 츠루타 마유 미야타 사나에         | 오코시 시호 마이도 유타카 와타나베 켄키치                     | 오코시 시호 마이도 유타카 와타나베 켄키치                     | 교도 TV 타카야마 나오야 (각) 히지카타 마사토 (연)      |           |
| 9월 25일 (금) 가을 특별편 | 말장난 금지령 ダジャレ禁止令         | 오노 타케히코 야마자키 하지메     | 나미키 시로 오츠카 요시에 마기 시로                           | 쿠보 아키라 스나가 케이                                       | 교도 TV 오노 토시야 (각) 후쿠모토 요시토 (연)          |           |
| 9월 25일 (금) 가을 특별편 | 징역 30일 懲役30日                   | 미카미 히로시 나츠오 유나         | 코히나타 후미요 아사노 카즈유키 마츠시게 유타가 테즈카 토오루 | 코히나타 후미요 아사노 카즈유키 마츠시게 유타가 테즈카 토오루 | 교도 TV 스즈키 카츠히데 (각) 오구라 히사오 (연)        |           |
| 9월 25일 (금) 가을 특별편 | 홈, 스위트 홈 ホーム、スィートホーム | 에구치 요스케 고다 호즈미         | 마스다 케이타 하라다 키와코 사토 히데유키                     | 마스다 케이타 하라다 키와코 사토 히데유키                     | 교도 TV 나가츠카 케이시 (각) 니시타니 히로시 (연)      |           |

## 1999년
| 날짜                      | 제목                          | 주연 주조연                     | 그 외 출연자                                          | 그 외 출연자                                          | 제작사 제작진                                     | 원작·원안                          |
| 3월 31일 (수) 봄 특별편   | 파파라치 パパラッチ           | 기무라 타쿠야 카와이 치하루     | 오자와 카즈요시 오자와 린 고리 다이스케 카게야마 타이 | 오자와 카즈요시 오자와 린 고리 다이스케 카게야마 타이 | 교도 TV 와타베 미츠루 (각) 호시 마모루 (연)       | 나카무라 시게키 《パパラッチ》     |
| 3월 31일 (수) 봄 특별편   | 친절성금 親切成金             | 하기와라 마사토 이토 유코       | 코모토 마사히로 타무라 타카히코 다카하시 아미         | 코모토 마사히로 타무라 타카히코 다카하시 아미         | 교도 TV 오노 토시야 (각) 타카마루 마사타카 (연)   |                                    |
| 3월 31일 (수) 봄 특별편   | 노조미,서쪽으로 のぞみ西へ    | 나카지마 토모코 스즈키 카즈마   | 아즈마 에미코 미나카타 에이지                         | 아즈마 에미코 미나카타 에이지                         | ROBOT 코야마 쿤도 (각) 리 토시오 (연)             |                                    |
| 3월 31일 (수) 봄 특별편   | 협력자 協力者                 | 나가사쿠 히로미 하야시 야스후미 | 사토이 켄타 키카야마 유야 NARUKO                      | 사토이 켄타 키카야마 유야 NARUKO                      | 교도 TV 스즈키 카츠히데 (각) 오구라 히사오 (연)   |                                    |
| 3월 31일 (수) 봄 특별편   | 시간없는 거리 時間のない街    | 와타나베 켄 야마구치 카오리     | 이시마루 켄지로                                       | 이시마루 켄지로                                       | 교도 TV 타카야마 나오야 (각) 니시타니 히로시 (연) | 와타나베 코지 《保存状態》         |
| 9월 27일 (월) 가을 특별편 | 모자이크 モザイク             | 에스미 마키코 야시마 노리토     | 하세가와 토모하루 시모카와 탓페이 쿠도 칸쿠로         | 이치카와 이사무 사토이 켄타                           | 교도 TV 스즈키 카츠히데 (각) 히지카타 마사토 (연) |                                    |
| 9월 27일 (월) 가을 특별편 | 매뉴얼 경찰 マニュアル警察    | 타마키 코지 콘도 요시마사       | 타카스기 코우 아사노 카즈유키 아키야마 나츠코         | 야마구치 모에 요코야마 아키오 이시다 타로             | 교도 TV 하타 타케히코 (각) 무라카미 쇼스케 (연)   | 히가시노 게이고 《マニュアル警察》 |
| 9월 27일 (월) 가을 특별편 | 역전남 逆男                   | 다나카 나오키 오쿠누키 카오루   | 이토 타카시 카츠베 노부유키 나카지마 요코             | 쿠보 아키라 시부야 아키                               | 교도 TV 오치 마사토 (각) 오구라 히사오 (연)       |                                    |
| 9월 27일 (월) 가을 특별편 | 나는,배우 私は,女優           | 칸노 미호 나카무라 슌스케       | 오스기 렌 후카우라 카나코 다나카 요지                 | 오스기 렌 후카우라 카나코 다나카 요지                 | 교도 TV 오치아이 마사유키（각·연）                |                                    |
| 9월 27일 (월) 가을 특별편 | 기모노를 입은 소녀 和服の少女 | 호사카 나오키 아사카 유이       | 엔조지 아야 키쿠치 킨야 칸노 리오 스나가 케이         | 엔조지 아야 키쿠치 킨야 칸노 리오 스나가 케이         | 교도 TV 타카야마 나오야 (각) 코노 케이타 (연)     |                                    |

## 2000년
| 날짜                      | 제목                              | 주연 주조연                       | 그 외 출연자                                              | 그 외 출연자                                              | 제작사 제작진                                                                                    | 원작·원안                      |
| 3월 27일 (월) 봄 특별편   | 총 든 남자 銃男                   | 쿠사나기 츠요시 코히나타 후미요   | 이마이 요코 도야마 토시야 토지 타카오                     | 쿠루스 아츠코 아라이 카즈오                               | 교도 TV 오치 마사토 (각) 무라카미 쇼스케 (연)                                                    |                                |
| 3월 27일 (월) 봄 특별편   | 기억 리셋 記憶リセット            | 나카야마 히데유키 토다 나호       | 카와즈 하루 사사이 에이스케 아오키 신스케                 | 카와즈 하루 사사이 에이스케 아오키 신스케                 | 교도 TV 아이자와 토모코 (각) 니시타니 히로시 (연)                                                | 와타나베 코지 《別れる方法》   |
| 3월 27일 (월) 봄 특별편   | 홀수 奇数                         | 야나기바 토시로 와타나베 유키     | 오코우치 히로시 타케자와 카즈마 야마자키 하지메 하노 아키 | 오코우치 히로시 타케자와 카즈마 야마자키 하지메 하노 아키 | 도에이 스기모토 토오루 (각·감)                                                                   | 사이토 하지메 《奇数》         |
| 3월 27일 (월) 봄 특별편   | 차가운 여자 冷やす女              | 미즈노 미키 츠지 히토나리         | 타카다 코타로 타카츠키 추 야마모토 에미코                 | 타카다 코타로 타카츠키 추 야마모토 에미코                 | 도에이 도요카와 에츠시 (각·감)                                                                   |                                |
| 3월 27일 (월) 봄 특별편   | 최후의 순간 最期の瞬間            | 이토 시로 시마 카오리             | 이다 키스케 미즈사와 호타루 아사노 카즈유키 스나가 케이   | 이다 키스케 미즈사와 호타루 아사노 카즈유키 스나가 케이   | 교도 TV 노지리 야스유키 (각) 오치아이 마사유키 (각·감)                                           |                                |
| 10월 4일 (수) 가을 특별편 | 단정남 断定男                     | 유스케 산타마리아 쿠로사카 마미   | 기타미 토시유키 이토 토시히토 토지 타카오                 | 쿠보 아키라 아오키 카즈요 카네다 아키오                   | 교도 TV 오치 마사토 (각) 히지카타 마사토 (연)                                                    |                                |
| 10월 4일 (수) 가을 특별편 | 발전과장 発電課長                 | 카도노 타쿠조 키시 히로유키       | 야마자카 카이도 마사나 보쿠조 엔조지 아야                 | 에라 준 롯카쿠 세이지 마이도 유타카                       | 교도 TV 오노 토시야 (각) 오구라 히사오 (연)                                                      | 야오이타 히로아키 (원안)       |
| 10월 4일 (수) 가을 특별편 | 여,스즈키! よう,鈴木!             | 진나이 타카노리 토다 케이코       | 콘도 요시마사 우메노 야스키요 누쿠미즈 요이치             | 미야지 마사코 코바야시 스스무 호토하라 토오루             | 교도 TV 후쿠시마 사부로 (각) 히라노 신 (연)                                                      |                                |
| 10월 4일 (수) 가을 특별편 | 바겐 헌터 バーゲンハンター        | 마츠시타 유키 요시유키 카즈코     | 이사야마 히로코 오미야 타로 마사이 마야                   | 이사야마 히로코 오미야 타로 마사이 마야                   | 아뮤즈 다나카 카즈히코 (각) 히라오카 히데아키 (각) 리 토시오 (연)                                |                                |
| 10월 4일 (수) 가을 특별편 | 사토루의 도깨비 さとるの化物      | 사와무라 잇키 하야시 류조         | 야다 아키코 나카무라 마미 나카무라 이쿠지                 | 야다 아키코 나카무라 마미 나카무라 이쿠지                 | 교도 TV 오치아이 마사유키 (각·연)                                                                | 코마츠 사쿄 《さとるの化物》   |
| 11월 3일 (금) 영화 특별편 | 설산 雪山                         | 야다 아키코 스즈키 카즈마         | 오스기 렌 나카무라 마미 타카라다 아키라                   | 오스기 렌 나카무라 마미 타카라다 아키라                   | 후지 TV 도에이 포니캐년 IMAGICA 교도 TV 닛카쓰 스즈키 카츠히데 (각) 오치아이 마사유키 (각·감·연) |                                |
| 11월 3일 (금) 영화 특별편 | 휴대폰 추신구라 携帯忠臣蔵        | 나카이 키이치 오키나 메구미       | 토다 케이코 야시마 노리토 카츠지 료                       | 토다 케이코 야시마 노리토 카츠지 료                       | 후지 TV 도에이 포니캐년 IMAGICA 교도 TV 닛카쓰 키미즈카 료이치 (각) 스즈키 노부유키 (감·연)      | 시미즈 요시노리 《識者の意見》 |
| 11월 3일 (금) 영화 특별편 | 체스 チェス                       | 타케다 신지 이시바시 렌지         | 코모토 마사히로 오카모토 유키코 요시다 아사히             | 코모토 마사히로 오카모토 유키코 요시다 아사히             | 후지 TV 도에이 포니캐년 IMAGICA 교도 TV 닛카쓰 나카무라 시게키 (각) 호시 마모루 (각·감·연)       |                                |
| 11월 3일 (금) 영화 특별편 | 결혼시뮬레이터 結婚シミュレーター | 이나모리 이즈미 카시와바라 타카시 | 카야시마 나루미 타카기 사야 아사노 카즈유키               | 키타무라 유키야 코니시 마나미 고다 호즈미                 | 후지 TV 도에이 포니캐년 IMAGICA 교도 TV 닛카쓰 아이자와 토모코 (각) 오구라 히사오 (감·연)        |                                |

## 2001년
| 날짜                      | 제목                                          | 주연 주조연                       | 그 외 출연자                                                  | 그 외 출연자                                                  | 제작사 제작진                                        | 원작·원안                    |
| 1월 1일 (월) SMAP특별편   | 엑스트라 エキストラ                           | 카토리 싱고 야다 아키코           | 카와하라 사부 오카다 요시노리 다나카 요지                     | 카게야마 타이 타무라 타카메                                   | 교도 TV 나카무라 시게키 (각) 호시 마모루 (연)        |                              |
| 1월 1일 (월) SMAP특별편   | 13번째 손님 13番目の客                        | 쿠사나기 츠요시 오스기 렌         | 나미키 시로 오코우치 히로시 니헤이 코이치                     | 나미키 시로 오코우치 히로시 니헤이 코이치                     | 교도 TV 후카야 진이치 (각) 오치아이 마사유키 (각·연) |                              |
| 1월 1일 (월) SMAP특별편   | BLACK ROOM                                    | 기무라 타쿠야 키키 키린           | 시가 코타로 가슈인 타츠야 마츠이 란마루                       | 시가 코타로 가슈인 타츠야 마츠이 란마루                       | 도호쿠신샤 이시이 카츠히토 (각·연)                   |                              |
| 1월 1일 (월) SMAP특별편   | 나는 여행을 한다 僕は旅をする                 | 이나가키 고로 사쿠라이 사치코     | 테라다 미노리 타지마 레이코 긴분초                            | 이즈미사와 유키 시오야 토시                                   | 교도 TV 사토 시마코 (각·연)                          | 이마 이치코 《僕は旅をする》 |
| 1월 1일 (월) SMAP특별편   | 어른면허 オトナ受験                           | 나카이 마사히로 히로스에 료코     | 콘도 요시마사 야마다 메이쿄 롯카쿠 세이지                     | 노나카 이사오 히로오카 유리코 히라이와 카미                   | 교도 TV 오노 토시야 (각) 카와케 슌사쿠 (연)          | 호시노 미츠히로 《大人免許》 |
| 4월 5일 (목) 봄 특별편    | 친구등록 友達登録                             | 후카타 쿄코 야마구치 리에         | 카가노 이즈미 아사미 레이나 하야시 토모카 다나카 요지         | 카가노 이즈미 아사미 레이나 하야시 토모카 다나카 요지         | 교도 TV 오노 토시야 (각) 키노시타 타카오 (연)        |                              |
| 4월 5일 (목) 봄 특별편    | 주식남 株式男                                 | 이치카와 소메고로 우메미야 마사코 | 이토 마사유키 후카우라 카나코 쿠니무라 준 쿠보 아키라         | 이토 마사유키 후카우라 카나코 쿠니무라 준 쿠보 아키라         | 교도 TV 타카야마 나오야 (각) 코노 케이타 (연)        |                              |
| 4월 5일 (목) 봄 특별편    | 태평양은 불타고 있는가? 太平洋は燃えているか? | 카와오카 다이지로 쿠사노 코타     | 오타카 히로오 이시다 타로 카게야마 타이                       | 이치카와 이사무 시미즈 코지                                   | 교도 TV 나카무라 시게키 (각) 호시 마모루 (연)        |                              |
| 4월 5일 (목) 봄 특별편    | 심장의 추억 心臓の想い出                      | 하다 미치코 사와무라 잇키         | 오모리 아케미 아메쿠 미치코 오기 시게미츠                     | 오모리 아케미 아메쿠 미치코 오기 시게미츠                     | 교도 TV 오치아이 마사유키 (각·연)                    |                              |
| 4월 5일 (목) 봄 특별편    | 이상한 아이 厭な子供                          | 코히나타 후미요 모리구치 요코     | 오카와 히로키 나가타 유코 쿠리타 마유코                       | 오카와 히로키 나가타 유코 쿠리타 마유코                       | 교도 TV 스즈키 카츠히데 (각) 사토 유이치 (연)        | 쿄고쿠 나츠히코 《厭な子供》 |
| 10월 4일 (목) 가을 특별편 | 드라마틱 신드롬 ドラマティックシンドローム    | 유카 이시구로 켄                  | 야마나시 미치히로 카와무라 아키 토지 타카오 호시노 아키       | 야마나시 미치히로 카와무라 아키 토지 타카오 호시노 아키       | 교도 TV 오키 시즈카 (각) 히지카타 마사토 (연)        |                              |
| 10월 4일 (목) 가을 특별편 | 복수쇼 仇討ちショー                           | 나카타니 미키 타카스기 코         | 사와타리 미노루 키쿠치 킨야 마스 타케시 나카타 죠지           | 사와타리 미노루 키쿠치 킨야 마스 타케시 나카타 죠지           | 교도 TV 나카무라 시게키 (각) 호시 마모루 (연)        |                              |
| 10월 4일 (목) 가을 특별편 | 할머니 おばあちゃん                           | 히이라기 루미 쿠사무라 레이코     | 카타히라 나기사 후카우라 카나코 히와타시 신지 야마자키 하지메 | 카타히라 나기사 후카우라 카나코 히와타시 신지 야마자키 하지메 | 교도 TV 오치아이 마사유키 (각·연)                    |                              |
| 10월 4일 (목) 가을 특별편 | 기적의 여자 奇跡の女                          | 미즈키 아리사 오쿠누키 카오루     | 오히라 나츠미 야자와 코지 시마즈 켄타로 시오야 토시           | 오히라 나츠미 야자와 코지 시마즈 켄타로 시오야 토시           | 교도 TV 나카무라 시게키 (각) 니시타니 히로시 (연)    |                              |
| 10월 4일 (목) 가을 특별편 | 엄마新발매! ママ新発売!                       | 토모사카 리에 아소 유미           | YOU 야마구치 토모미츠 쿠도 칸쿠로 치노 시오                   | Rolly 우츠미 켄지 (목소리) 타키구치 준페이 (목소리)           | 도호쿠신샤 나카시마 테츠야 (각·감·연)                | 나카시마 테츠야              |

## 2002년
| 날짜                      | 제목                                                                          | 주연 주조연                       | 그 외 출연자                                                    | 그 외 출연자                                                    | 제작사 제작진                                    | 원작·원안                                             |
| 3월 27일 (수) 봄 특별편   | 무시게임 無視ゲーム                                                           | 우치야마 리나 오노 마치코         | 나가야마 타카시 미야카와 유키코 코타베 아사미                   | 나가야마 타카시 미야카와 유키코 코타베 아사미                   | 교도 TV 스즈키 카츠히데 (각) 리 토시오 (연)      | 쿠사카미 진 《誰かいる》                              |
| 3월 27일 (수) 봄 특별편   | 이상한 마을 おかしなまち                                                      | 야나기바 토시로 사토 마사히로     | 토쿠이 유 키쿠치 킨야 타나베 켄이치로 모리 코코                 | 토쿠이 유 키쿠치 킨야 타나베 켄이치로 모리 코코                 | 교도 TV 카츠에 (각) 마츠다 히데토시 (연)         |                                                       |
| 3월 27일 (수) 봄 특별편   | 도마뱀 꼬리 トカゲのしっぽ                                                    | 카시와바라 타카시 오카모토 유키코 | 오타카 히로오 마키구치 모토미 시미즈 코지                       | 오타카 히로오 마키구치 모토미 시미즈 코지                       | 교도 TV 나카무라 시게키 (각) 호시 마모루 (각·연) |                                                       |
| 3월 27일 (수) 봄 특별편   | 야간열차의 남자 夜汽車の男                                                    | 오스기 렌                         | 코바야시 타카시 오바라 마사토 이케즈 쇼코 마사나 보쿠조         | 코바야시 타카시 오바라 마사토 이케즈 쇼코 마사나 보쿠조         | 교도 TV 하시베 아츠코 (각) 스즈키 노부유키 (연)  | 이즈미 마사유키 《夜行》                              |
| 3월 27일 (수) 봄 특별편   | 맨홀 マンホール                                                               | 카가와 테루유키 에모리 토오루     | 미즈시마 카오리 아라카와 요시요시 혼다 히로타로 모리시타 테츠오 | 미즈시마 카오리 아라카와 요시요시 혼다 히로타로 모리시타 테츠오 | 도호쿠신샤 야마우치 켄지 (연)                    |                                                       |
| 10월 3일 (목) 가을 특별편 | 채용시험 採用試験                                                             | 후카다 쿄코                       | 이타야 유카 사이토 아유무 시가 코타로                           | 모리 코코 오노 마오                                             | 교도 TV 타케이 아야 (각) 코바야시 요시노리 (연)  |                                                       |
| 10월 3일 (목) 가을 특별편 | 너무 모르는 남자 知らなすぎた男                                               | 사토 코이치 카노 미카             | 히로타 레오나 카타기리 하이리 미나가와 사루토키                 | 토야마 토시야 야마야 하츠오                                     | 교도 TV 오키 시즈카(각) 카와케 슌사쿠 (연)       |                                                       |
| 10월 3일 (목) 가을 특별편 | 연재소설 連載小説                                                             | 기무라 요시노 카게야마 타이       | 아난 켄지 요시다 아사히 나카네 토오루                           | 아난 켄지 요시다 아사히 나카네 토오루                           | 교도 TV 타케이 아야 (각) 호시 마모루 (연)        |                                                       |
| 10월 3일 (목) 가을 특별편 | 목소리를 들려줘 声を聞かせて                                                  | 카토 하루히코 하야시바라 메구미   | 이치카와 미와코 마츠야마 코지 타와라기 토타                     | 이치카와 미와코 마츠야마 코지 타와라기 토타                     | 교도 TV 타카야마 나오야 (각) 우에다 야스시 (연)  | 마사키 아야 《声を聞かせて》                          |
| 10월 3일 (목) 가을 특별편 | 어제의 너는 또다른 너 내일의 나는 또다른 나 昨日の君は別の君 明日の私は別の私 | 후지와라 노리카 츠루미 신고       | 츠지 카오리 카네코 히로코 다나카 오가                           | 츠지 카오리 카네코 히로코 다나카 오가                           | 교도 TV 아이자와 토모코 (각) 나카에 이사무 (연)  | 야마시타 카즈미 《昨日の君は別の君 明日の私は別の私》 |

## 2003년
| 날짜                      | 제목                                   | 주연 주조연                     | 그 외 출연자                                                    | 그 외 출연자                                                    | 제작사 제작진                                          | 원작·원안                        |
| 3월 24일 (월) 봄 특별편   | 얼굴을 도둑맞았다 顔を盗まれた         | 이나가키 고로 쿠니무라 준       | 코쿠부 사치코 스가와라 타쿠마 텐겐지 류                         | 코쿠부 사치코 스가와라 타쿠마 텐겐지 류                         | 교도 TV 스즈키 카츠히데 (각) 오치아이 마사유키 (각·연) |                                  |
| 3월 24일 (월) 봄 특별편   | 렌탈 러브 レンタル・ラブ               | 이지마 나오코 나카무라 토오루   | 토마시노 카즈마 코타니 코이치로 마츠무라 아키라                 | 토마시노 카즈마 코타니 코이치로 마츠무라 아키라                 | 교도 TV 오노 토시야 (각) 키노시타 타카오 (연)          |                                  |
| 3월 24일 (월) 봄 특별편   | 쫓아가고 싶다 追いかけたい             | 쿄토 코토미 이케우치 히로유키   | 니이야마 치하루 무라카미 히로키 오무라이 리에                   | 니이야마 치하루 무라카미 히로키 오무라이 리에                   | 교도 TV 야마우라 마사히로 (각) 우에다 야스시 (연)      |                                  |
| 3월 24일 (월) 봄 특별편   | 초세금대책 살인사건 超税金対策殺人事件 | 니시무라 마사히코 오츠카 네네   | 카츠무라 마사노부 이하라 츠요시 무라카미 렌                     | 키타가와 히로미 아오야마 치카코                                 | 교도 TV 하시모토 히로시 (각) 무라카미 쇼스케 (연)      | 히가시노 게이고 《超・殺人事件》 |
| 3월 24일 (월) 봄 특별편   | 그림자 나라 影の国                     | 사쿠라이 사치코 오스기 렌       | 키도 유지 하세가와 타츠야                                       | 키도 유지 하세가와 타츠야                                       | 교도 TV 오치아이 마사유키 (각·연)                      | 코바야시 야스미 《影の国》       |
| 9월 18일 (목) 가을 특별편 | 열쇠 鍵                                | 에구치 요스케 고다 호즈미       | 아사미 레이나 모리시타 료코 야마나카 소                         | 아사미 레이나 모리시타 료코 야마나카 소                         | 교도 TV 타카야마 나오야 (각) 오구라 히사오 (연)        | 츠츠이 야스타카 《鍵》           |
| 9월 18일 (목) 가을 특별편 | 퍼펙트 커플 パーフェクトカップル       | 야다 아키코 에나미 쿄코         | 하루타 준이치 우에다 추고 후쿠시마 카츠미                       | 하루타 준이치 우에다 추고 후쿠시마 카츠미                       | 교도 TV 타케이 아야 (각) 타케우치 히데키 (연)          | 야마다 마사키 《ホームドラマ》   |
| 9월 18일 (목) 가을 특별편 | 머나먼 남자 遠すぎた男                 | 나카무라 시도 이가와 하루카     | 츠츠이 야스타카 한카이 카즈아키 나가타 메구미 사키사카 타츠오키 | 츠츠이 야스타카 한카이 카즈아키 나가타 메구미 사키사카 타츠오키 | 교도 TV 타무라 타카히로 (각) H.OGURA (연)              |                                  |
| 9월 18일 (목) 가을 특별편 | 미로 迷路                              | 타니하라 쇼스케 다카하시 마사야 | 이타야 유카 요시다 아사히 토네사쿠 토시히데                     | 이타야 유카 요시다 아사히 토네사쿠 토시히데                     | 교도 TV 나카무라 시게키 (각) 호시 마모루 (연)          |                                  |
| 9월 18일 (목) 가을 특별편 | 그림자가 겹칠 때 影が重なる時          | 야시마 노리토 사쿠라이 사치코   | 오스기 렌 오모리 나오 야마우치 나나                             | 텐겐지 류 코바야시 토시오 엔도 미야코                           | 교도 TV 오치아이 마사유키 (각·연)                      | 코마츠 사쿄 《影が重なる時》     |

## 2004년
| 날짜                           | 제목                             | 주연 주조연                     | 그 외 출연자                                                        | 그 외 출연자                                                        | 제작사 제작진                                                            | 원작·원안                          |
| 3월 29일 (월) 봄 특별편 HD제작 | 살인청부업자에요 殺し屋ですのよ  | 미즈키 아리사 오쿠라 코지       | 미나가와 사루토키 사와타리 미노루 야마사키 준                       | 미나가와 사루토키 사와타리 미노루 야마사키 준                       | 교도 TV 오노자와 미아키 (각) 코바야시 요시노리 (연)                      | 호시 신이치 《殺し屋ですのよ》     |
| 3월 29일 (월) 봄 특별편 HD제작 | 자아 카운슬러 自分カウンセラー   | 이노하라 요시히코 카게야마 타이 |                                                                     |                                                                     | 교도 TV 오카모토 타카야 (각) 야마시타 타카오 (연)                        | 와타나베 코지 《自分カウンセラー》 |
| 3월 29일 (월) 봄 특별편 HD제작 | Be Silent                        | 와타베 아츠로 나나세 나츠미     | 야마다 메이쿄                                                       | 야마다 메이쿄                                                       | 교도 TV 이정희 (각) 히지카타 마사토 (연)                                 |                                    |
| 3월 29일 (월) 봄 특별편 HD제작 | 유혹의 물 誘い水                 | 하라다 타이조                   | 카시와바라 타카시 우에노 나츠히 토야마 토시야 키쿠치 킨야           | 카시와바라 타카시 우에노 나츠히 토야마 토시야 키쿠치 킨야           | 교도 TV 시라유키 토오루 (각) 츠즈키 준이치 (연)                          |                                    |
| 3월 29일 (월) 봄 특별편 HD제작 | 최후의 한때 サイゴノヒトトキ     | 나가사쿠 히로미                 | 시오미 산세이 아사쿠라 신지 코바야시 타카시 오카타 히사코 스가 켄타 | 시가 코타로 미야타 사나에 사쿠라바 히로미치 이시이 요스케           | 교도 TV 타카야마 나오야 (각) 야마우라 마사히로 (연) 스즈키 노부유키 (연) |                                    |
| 9월 20일 (월) 가을 특별편      | 불행을 당신에게 不幸せをあなたに | 시노하라 료코 하라다 류지       | 쿠니무라 준 이와사키 히로미 하세가와 토모하루 마츠자와 카즈유키     | 쿠니무라 준 이와사키 히로미 하세가와 토모하루 마츠자와 카즈유키     | 교도 TV 오키 시즈카 (각) 츠즈키 준이치 (출)                              | 콘도 후미에 《不幸せをどうぞ》     |
| 9월 20일 (월) 가을 특별편      | 공백의 인간 空白の人             | 세토 아사카 야마구치 카오리     | 야마시타 테츠오                                                     | 야마시타 테츠오                                                     | 교도 TV 오카모토 타카야 (각) 우에다 야스시 (출)                          |                                    |
| 9월 20일 (월) 가을 특별편      | 지옥은 만원 地獄は満員           | 츠가와 마사히코 미야마 카렌     | 아사노 카즈유키 마츠시게 유타카 히라누마 노리히사 사키사카 타츠오키 | 아사노 카즈유키 마츠시게 유타카 히라누마 노리히사 사키사카 타츠오키 | 교도 TV 야마우라 유다이 (각) 후쿠모토 요시토 (출)                        |                                    |
| 9월 20일 (월) 가을 특별편      | 과거로부터의 일기 過去からの日記 | 니시지마 히데토시 아오이 유우   | 키쿠치 킨야                                                         | 키쿠치 킨야                                                         | 교도 TV 오노 토시야 (각) 히지카타 마사토 (출)                            | 다카하시 테츠로 (원안)             |
| 9월 20일 (월) 가을 특별편      | 열어줘 あけてくれ                | 유카 이시가키 유마              | 이자와 켄 히치노헤 나미                                             | 이자와 켄 히치노헤 나미                                             | 교도 TV 키미즈카 료이치 (각·연)                                          | 마츠야마 히로시 《あけてくれ》     |

## 2005년
| 날짜                      | 제목                                | 주연 주조연                     | 그 외 출연자                                                            | 그 외 출연자                                                            | 제작사 제작진                                                    | 원작·원안                        |
| 4월 12일 (화) 봄 특별편   | 권태기 특효약 倦怠期特効薬          | 유스케 산타마리아 이노우에 와카 | 타무라 타카메 요코야마 아키오 무라카미 코헤이 호샤쿠 유카 타케야마 메리 | 타무라 타카메 요코야마 아키오 무라카미 코헤이 호샤쿠 유카 타케야마 메리 | 교도 TV 야마우라 유다이 (각) 사토 쿠미코 (각) 우에다 야스시 (연) |                                  |
| 4월 12일 (화) 봄 특별편   | 환상소년 幻の少年                   | 쿠로키 히토미 나가시마 토시유키 | 츠츠이 마리코 타케이 아카시 요시카와 후미키                             | 츠츠이 마리코 타케이 아카시 요시카와 후미키                             | 교도 TV 무타 케이코 (각) 키노시타 타카오 (연)                    |                                  |
| 4월 12일 (화) 봄 특별편   | 당신의 이야기 あなたの物語          | 코니시 마나미                   | 야마나카 소 후지사와 에마 네코타 나오                                   | 야마나카 소 후지사와 에마 네코타 나오                                   | 교도 TV 오가와 미즈키 (각) 츠즈키 준이치 (연)                    |                                  |
| 4월 12일 (화) 봄 특별편   | 미녀캔 美女缶                       | 츠마부키 사토시 우스다 아사미   | 타다노 미아코 오자와 타카시 이케다 카오리                               | 타다노 미아코 오자와 타카시 이케다 카오리                               | 교도 TV 카케히 마사야 (각·감·연)                                 | 카케히 마사야 (원안)             |
| 4월 12일 (화) 봄 특별편   | 밀고넷 密告ネット                   | 스즈키 안 마사나 보쿠조         | 쿠로카와 메이 스에나가 하루카 유키 사야 카와구치 사토루                 | 쿠로카와 메이 스에나가 하루카 유키 사야 카와구치 사토루                 | 교도 TV 사토 쿠미코 (각) 츠즈키 준이치 (연)                      |                                  |
| 10월 4일 (화) 가을 특별편 | 8분간 8分間                         | 사카구치 켄지 야마자키 하지메   | 야마다 유 사쿠라이 히지리 미야시로 나미                                 | 야마다 유 사쿠라이 히지리 미야시로 나미                                 | 교도 TV 사토 쿠미코 (각) 츠즈키 준이치 (연)                      |                                  |
| 10월 4일 (화) 가을 특별편 | 과거가 배달되는 오후 過去が届く午後 | 마츠다 세이코 마츠모토 나오미   | 후세 히로시 다카하시 유 사사키 마사시 에가시라 유이                     | 후세 히로시 다카하시 유 사사키 마사시 에가시라 유이                     | 교도 TV 오키 시즈카 (각) 사토 유이치 (연)                        | 유이카와 케이 《過去が届く午後》 |
| 10월 4일 (화) 가을 특별편 | 그림자 무사 影武者                  | 하라다 타이조 기무라 타에       | 야마다 메이쿄 타니구치 타카시 오이카와 료                               | 하야시 히데요 카와나미 시온                                             | 교도 TV 이다 조지 (각) 히지카타 마사토 (연)                      | 테즈카 오사무 《最上殿始末》     |
| 10월 4일 (화) 가을 특별편 | 네카마인 남자 ネカマな男            | 시이나 킷페이 모리구치 요코     | 모치즈키 미사 나이토 토모야 마츠야마 히사코                             | 모치즈키 미사 나이토 토모야 마츠야마 히사코                             | 교도 TV 오가와 미즈키 (각) 우에다 야스시 (연)                    | 이마무라 아야 《穴二つ》         |
| 10월 4일 (화) 가을 특별편 | 월경 越境                           | 기무라 요시노 사사키 쿠라노스케 | 시오미 산세이 요시다 아사히 오쿠다 다츠히토                             | 시오미 산세이 요시다 아사히 오쿠다 다츠히토                             | 교도 TV 나카무라 시게키 (각) 한자와 노리코 (각) 호시 마모루 (연) |                                  |

## 2006년
| 날짜                                | 제목                       | 주연 주조연                     | 그 외 출연자                                          | 그 외 출연자                                          | 제작사 제작진                                     | 원작·원안                  |
| 3월 28일 (화) 15주년 기념 봄 특별편 | 리플레이 リプレイ          | 이토 아츠시 이케와키 치즈루     | 다나카 테츠시 토다 마사히로 텐겐지 류                 | 다나카 테츠시 토다 마사히로 텐겐지 류                 | 교도 TV 사토 쿠미코 (각) 이와타 카즈유키 (연)     |                            |
| 3월 28일 (화) 15주년 기념 봄 특별편 | 명화 命火                  | 하세가와 쿄코 나카무라 슌스케   | 쿠사무라 레이코 기무라 미도리카 다카하시 슈리         | 쿠사무라 레이코 기무라 미도리카 다카하시 슈리         | 교도 TV 다카하시 테츠로 (각) 무라카미 쇼스케 (연) |                            |
| 3월 28일 (화) 15주년 기념 봄 특별편 | 비의 방문자 雨の訪問者     | 토모사카 리에 오카다 요시노리   | 야나사와 나나 사토이 켄타 네모토 히로나리             | 야나사와 나나 사토이 켄타 네모토 히로나리             | 교도 TV 오노 토시야 (각) 키노시타 타카오 (연)     |                            |
| 3월 28일 (화) 15주년 기념 봄 특별편 | 부인가게 奥さん屋さん      | 사노 시로 토다 나호             | 시라이 아키라 이토 마사유키 사카타 타다시             | 시라이 아키라 이토 마사유키 사카타 타다시             | 교도 TV 바바 사유리 (각) 마츠다 히데토모 (연)     |                            |
| 3월 28일 (화) 15주년 기념 봄 특별편 | 이마키요 씨 イマキヨさん   | 마츠모토 준 사카이 토시야       | 다카하시 아이 키타무라 에이키 야마자키 카이도         | 다카하시 아이 키타무라 에이키 야마자키 카이도         | 교도 TV 나카지마 나오토시 (각) 우에다 야스시 (연) |                            |
| 10월 2일 (월) 가을 특별편           | 쿄코 씨 鏡子さん           | 히로스에 료코 에나미 쿄코       | 키바 카츠미 나카무라 아야 쿠리타 요코 야마시타 요리에 | 키바 카츠미 나카무라 아야 쿠리타 요코 야마시타 요리에 | 교도 TV 나카무라 시게키 (각) 키노시타 타카오 (연) |                            |
| 10월 2일 (월) 가을 특별편           | 부장 오피스레이디 部長OL   | 샤쿠 유미코 이부 마사토         | 사쿠라이 히지리 나카네 토오루 카토 요세이             | 사쿠라이 히지리 나카네 토오루 카토 요세이             | 교도 TV 오가와 미즈키 (각) 사토 겐타 (연)         | 오구라 히사오 (원안)       |
| 10월 2일 (월) 가을 특별편           | 어제공원 昨日公園          | 도모토 코이치 야마자키 시게노리 | 하라다 나츠키 아라이 마리코 호리코시 코키             | 하라다 나츠키 아라이 마리코 호리코시 코키             | 교도 TV 사토 쿠미코 (각) 미키 코이치로 (연)       | 슈카와 미나토 《昨日公園》 |
| 10월 2일 (월) 가을 특별편           | 은혜갚은 고양이 猫が恩返し | 우치야마 리나 사이토 케이타     | 마사나 보쿠조 타구치 카즈마사 스즈키 슈헤이           | 마사나 보쿠조 타구치 카즈마사 스즈키 슈헤이           | 교도 TV 타카야마 나오야 (각) 우에다 야스시 (연)   | 야마우라 마사히로 (원안)   |
| 10월 2일 (월) 가을 특별편           | 가족회의 家族会議          | 다나카 미사코 와타나베 잇케이   | 이다 키스케 무로타 에리                               | 이다 키스케 무로타 에리                               | 교도 TV 야스다 료타 (각) 호시다 요시코 (연)       |                            |

## 2007년
| 날짜                      | 제목                               | 주연 주조연                     | 그 외 출연자                                                        | 그 외 출연자                                                            | 제작사 제작진                                              | 원작·원안                                                   |
| 3월 26일 (월) 봄 특별편   | 재능사탕 才能玉                    | 사쿠라이 쇼 히라야마 아야       |                                                                     |                                                                         | 교도 TV 오노 토시야 (각) 우에다 야스시 (연)                | 와타나베 코지 《2000年のゲームキッズ/ 天職》                |
| 3월 26일 (월) 봄 특별편   | 버추얼 메모리 ヴァーチャルメモリー | 카토 아이 오기 시게미츠         | 키쿠치 킨야 요시다 아사히 마츠나가 쿄코                             | 키쿠치 킨야 요시다 아사히 마츠나가 쿄코                                 | 교도 TV 타카야마 나오야 (각) 호시 마모루 (연)              |                                                             |
| 3월 26일 (월) 봄 특별편   | 분차치교육 雰差値教育              | 나가사쿠 히로미 누쿠미즈 요이치 | 마에다 고키                                                         | 마에다 고키                                                             | 교도 TV 오가와 미즈키 (각) 모리 하야시 (각) 사토 겐타 (연) |                                                             |
| 3월 26일 (월) 봄 특별편   | 오전2시의 차임벨 午前2時のチャイム | 시이나 킷페이 야마구치 사야카   | 바바 유이치 사카타 타다시                                           | 바바 유이치 사카타 타다시                                               | 교도 TV 나가에 토시카즈 (각·감)                            |                                                             |
| 3월 26일 (월) 봄 특별편   | 회상전차 回想電車                  | 코히나타 후미요 미야자키 요시코 | 카네다 아키오 야마시타 요리에 마에다 마키                           | 카네다 아키오 야마시타 요리에 마에다 마키                               | 교도 TV 타무라 타카히로 (각) 히지카타 마사토 (연)          | 아카가와 지로 《回想電車》                                  |
| 10월 2일 (화) 가을 특별편 | 미래동창회 未来同窓会              | 이시하라 사토미                 | 오타카 히로오 타쿠보 잇세이 이토 마사유키 요시마 요코 나카무라 쿠미 | 야나기시타 토모 타케우치 토모야 카토 쇼헤이 무카이 이키코 히라타 카오루 | 교도 TV 브라질리언 야마다 (각) 마츠키 츠쿠루 (연)          |                                                             |
| 10월 2일 (화) 가을 특별편 | 카운트다운 カウントダウン          | 아베 사다오 MEGUMI              | 미나가와 사루토키 토네사쿠 토시히데 토지 타카오 에구치 노리코       | 아사리 요스케 요시타카 유리코 누쿠자키 유                               | 교도 TV 모리 하야시 (각) 조호 히데노리 (연)                | 히구치 아키오 《カウントダウン》                            |
| 10월 2일 (화) 가을 특별편 | 자판기남 自販機男                  | 조시마 시게루                   | 우에하라 미사 마츠우라 사와코 오미야 타로                           | 한다 타카오 토미카와 카즈히토 타키 유지로                               | 교도 TV 카토 코헤이 우에다 야스시 (각·감)                  | 히야 케이스케 카토 코헤이 《僕と、自販と、 時々、オッサン》 |
| 10월 2일 (화) 가을 특별편 | 쓰레기녀 ゴミ女                    | 마츠시타 유키 사사키 스미에     | 코모토 마사히로 키쿠치 킨야 스나가 케이                             | 코모토 마사히로 키쿠치 킨야 스나가 케이                                 | 교도 TV 사토 마리 (각) 이와타 카즈유키 (연)                | 시바타 요시키 《隠されていたもの》                          |
| 10월 2일 (화) 가을 특별편 | 48%의 사랑 48%の恋                 | 시라이시 미호 오카다 요시노리   | 니시무라 마사히코 야마시타 테츠오 야마자키 카츠유키 마츠모토 와카나 | 니시무라 마사히코 야마시타 테츠오 야마자키 카츠유키 마츠모토 와카나     | 교도 TV 아이자와 토모코 (각) 무라타니 요시노리 (연)        |                                                             |

## 2008년
| 날짜                      | 제목                                                           | 주연 주조연                     | 그 외 출연자                                                        | 그 외 출연자                                                        | 제작사 제작진                                                          | 원작·원안                                        |
| 4월 2일 (수) 봄 특별편    | 아까보다 좋은 사람 さっきよりもいい人                          | 이토 히데아키 후지사와 에마     | 야베 켄지 미야타 사나에 이누야마 이누코 우메미야 마사코             | 야베 켄지 미야타 사나에 이누야마 이누코 우메미야 마사코             | 교도 TV 마츠오카 준페이 (각) 브라질리언 야마다 (각) 우에다 야스시 (연) |                                                  |
| 4월 2일 (수) 봄 특별편    | 이거 봐 これ……見て……                                           | 토다 에리카 무카이 오사무       | 사토 메구미 노구치 히비키 타치바나 미사토 사토 히토미               | 사토 메구미 노구치 히비키 타치바나 미사토 사토 히토미               | 교도 TV 오가와 토모코 (각) 스기모토 토오루 (연)                        |                                                  |
| 4월 2일 (수) 봄 특별편    | 히노데 거리 상점가 이키이키 데이 日の出通り商店街 いきいきデー | 후나코시 에이치로 혼다 히로타로 | 사이토 사토루 아키야마 리나 츠츠이 야스타카 야스이 켄이치로         | 하루미 시호 카미오 유 사쿠마 히로토 다이몬 켄지                     | 교도 TV 니시다 다이스케 (각) 이시카와 준이치 (연)                      | 나카지마 라모 《日の出通り商店街 いきいきデー》  |
| 4월 2일 (수) 봄 특별편    | 투명하게 지난 하루 透き通った一日                              | 키타노 키이 오호 사요코         | 이시마루 켄지로 스즈키 코스케 키치세 미치코                         | 키타무라 카오리 모리 후지오                                         | 교도 TV 카나스기 히로코 (각) 이와타 카즈유키 (연)                      | 아카가와 지로 《透き通った一日》                 |
| 4월 2일 (수) 봄 특별편    | 플래시백 フラッシュバック                                      | 사카이 마사토 하다 미사코       | 이토 아이코 콘도 요시키 카츠라 아사미                               | 하가 유리아 야마구치 쇼고 이자와 마사키                             | 교도 TV 한자와 노리코 (각) 츠즈키 준이치 (연)                          | 와타나베 코지 《2999年のゲーム• キッズ完全版DX》 |
| 9월 23일 (화) 가을 특별편 | 보디 렌탈 ボディレンタル                                       | 우치다 유키 요시유키 카즈코     | 미즈하시 켄지 이마이 토모히코 스가하라 에이지                       | 미즈하시 켄지 이마이 토모히코 스가하라 에이지                       | 교도 TV 카나스기 히로코 (각) 우에다 야스시 (연)                        | 토다 세이지 《ボディレンタル》                   |
| 9월 23일 (화) 가을 특별편 | 맞고 때리며 살아가는거야 どつきどつかれて<生きるのさ           | 요코야마 유 야마자키 시게노리   | 사토 지로 사카타 토시오 니시카와 노리오 이노우에 차루 쿠니키다 캇파 | 시마다 타마요 하야시 히데오 이토 엔마 미나카미 야스히로 스와 마사시 | 교도 TV 하마다 히데야 (각) 사토 겐타 (연)                              | 우메자와 슌 《どつきどつかれて 生きるのさ》      |
| 9월 23일 (화) 가을 특별편 | 사후혼 死後婚                                                  | 후카다 쿄코                     | 다카하시 히토미 스가 타카마사 진보 토모코 아사카 마유미 히키 리에   | 쿠니에다 료헤이 요코타 야스오 타이라 치하루 에라 준 츠치다 스구루   | 교도 TV 나카무라 시게키 (각) 타카마루 마사타카 (연)                    |                                                  |
| 9월 23일 (화) 가을 특별편 | 행렬이 생기는 형사 行列のできる刑事                            | 히라오카 유타 엔도 켄이치       | 마시마 히데카즈 하시모토 준 우치다 치카 야스이 준페이               | 요시무라 지츠코 다나카 요지 타카야마 미야코                         | 교도 TV 코이즈미 노리히로 (각·연)                                      | 코이즈미 노리히로 감독영화 《行列のできる刑事》  |
| 9월 23일 (화) 가을 특별편 | 추리 택시 推理タクシー                                         | 타니하라 쇼스케 사노 시로       | 키리시마 레이카 나가무네 요시미치 후지모토 미츠                     | 신자 마나부 시바타 마사카즈                                         | 교도 TV 후루야 카즈나오 (각) 히지카타 마사토 (연)                      | 이마무라 아야 《家に着くまで》                   |

## 2009년
| 날짜                      | 제목                                   | 주연 주조연                   | 그 외 출연자                                                  | 그 외 출연자                                                                | 제작사 제작진                                         | 원작·원안                                     |
| 3월 30일 (월) 봄 특별편   | 폭탄남의 스위치 爆弾男のスイッチ       | 이치하라 하야토 혼고 카나타   | 아베 료헤이 후지이 미나 타카세 유키나                         | 사사키 하루카 아오야기 분타로                                               | 교도 TV 타케이 아야 (각) 우에다 야스시 (연)           | 이시구로 마사카즈 《スイッチ》                |
| 3월 30일 (월) 봄 특별편   | 윤회의 마을 輪廻の村                   | 이토 미사키 히나타 나나미     | 나카네 토오루 이다 키스케 모리시타 치사토 야마야 하츠오       | 하야시 카즈요시 이마이 카즈코 와타나베 조 시바사키 노보루                   | 교도 TV 나카무라 시게키 (각) 츠즈키 준이치 (연)       |                                               |
| 3월 30일 (월) 봄 특별편   | 퀴즈천국 퀴즈지옥 クイズ天国クイズ地獄 | 이시하라 요시즈미 유이 료코   | 마에다 소타 오카다 카오루 시미즈 리에 안즈 사유리             | 미네무라 리에 보레로 마츠바라 요코 콘도우치 타케시 이시마루 켄지로          | 교도 TV 하루쿠스노키 이사무시 (각) 조호 히데노리 (연) |                                               |
| 3월 30일 (월) 봄 특별편   | 한밤중의 살인자 真夜中の殺人者         | 아이부 사키 스즈키 아미       | 야마나카 타카시 마츠야마 아이리 반 미나코                     | 시마즈 켄타로 미하라 이오나                                                 | 교도 TV 사토 쿠미코 (각) 이와타 카즈유키 (연)         | 나카이 노리오 《夜の殺人者》                  |
| 3월 30일 (월) 봄 특별편   | 자원봉사 강림 ボランティア降臨         | 오타케 시노부 타카시마 레이코 | 이토 마사유키 이케다 미치에 다카하시 켄토                     | 이토 마사유키 이케다 미치에 다카하시 켄토                                   | 교도 TV 사토 마리 (각) 코노 케이타 (연)               | 하라 코이치 《ボランティア降臨》              |
| 10월 5일 (월) 가을 특별편 | 검색하는 여자 検索する女               | 이노우에 마오 마츠오 토시노부 | 마츠야마 아이리 콘노 나루미                                   | 오쿠치 켄고 마츠오 사토루                                                   | 교도 TV 사카이 마사아키 (각) 요시다 나오키 (각·연)    | 요시다 나오키 《合コン『彼の名は三宅亮→遼』》 |
| 10월 5일 (월) 가을 특별편 | 자살자 재활용법 自殺者リサイクル法     | 이쿠타 토마 료                | 엔도 카나메 미츠이시 켄                                       | 엔도 카나메 미츠이시 켄                                                     | 교도 TV 쿠로이와 츠토무 (각) 이와타 카즈유키 (연)     |                                               |
| 10월 5일 (월) 가을 특별편 | 이상적인 스키야키 理想のスキヤキ       | 이토 아츠시 니시무라 마사히코 | 이와사 마유코 미야타 사나에                                   | 이와사 마유코 미야타 사나에                                                 | 교도 TV 모리 하야시 (각) 스즈키 노부유키 (연)         | 이즈미 마사유키 《最後の晩餐》                |
| 10월 5일 (월) 가을 특별편 | 저주재판 呪い裁判                      | 샤쿠 유미코 치바 마사코       | 코이치 만타로 마에다 아이 사토 시온 아나미 아츠코 타테 미사토 | 호소다 요시히코 쿠니에다 료헤이 코야나기 유키미 한다 타카오 가키우치 아야미 | 교도 TV 나카무라 시게키 (각) 이시카와 준이치 (연)     |                                               |
| 10월 5일 (월) 가을 특별편 | 꿈 검열관 夢の検閲官                   | 이시자카 코지 콘노 마히루     | 카카즈 잇세이 코바야시 타카시 키쿠치 킨야                     | 나가타 케이고 사노 켄이치 요시다 신이치                                     | 교도 TV 이즈미 요시히로 (각) 히지카타 마사토 (연)     | 츠츠이 야스타카 《夢の検閲官》                |

## 2010년
| 날짜                                                 | 제목                                                | 주연 주조연                                    | 그 외 출연자 | 그 외 출연자 | 제작사 제작진                                                       | 원작·원안                                      |
| 4월 4일 (일) 20주년 기념 봄 특별편 인기방송경연편    | 뉴스의 아저씨, 다시 한번 ニュースおじさん、ふたたび | 카리나 카라 주로                               | 카츠지 료 이다 키스케 조 타미야스 | 오츠카 노리카즈 타카시마 아야 (후지 TV 아나운서)                                                                             | 후지 TV•교도 TV 야스다 료타 (각) 츠즈키 준이치 (연)                 | 오바 와쿠 《ニュースおじさん》 메자마시 테레비 |
| 4월 4일 (일) 20주년 기념 봄 특별편 인기방송경연편    | 나데님의 반지 ナデ様の指輪                          | 츠카지 무가 (드렁크 드래곤)                    | 스즈키 타쿠 (드렁크 드래곤) 니시노 아키히로 (킹콩) 카지와라 유타 (킹콩) 아키야마 류지 (로버트) 츠츠미시타 아츠시 (인파루스) 야마모토 히로시 (로버트) 아부카와 미호코 (호쿠요)) 이토 사오리 (호쿠요) | 시오타 레이코 이타쿠라 토시유키 (인파루스) 하세가와 하츠노리 사사키스미에 카와시마 리리카                                    | 후지 TV·교도 TV 오쿠보 토모미 (각) 사토 겐타 (연)                   | 하네루노 도비라                                |
| 4월 4일 (일) 20주년 기념 봄 특별편 인기방송경연편    | 또 하나의 나 もうひとりのオレ                       | 후지모토 토시후미 (FUJIWARA) 이마다 코지       | 하라니시 타카유키 (FUJIWARA) 쿠마다 마사시 모 추가쿠세이 츠바키 오니얏코 요시다 사라다 (모노이이) 요코야마 키요시 (모노이이)                                                                        | 다카하시 카츠미 나카무라 히토미 (후지 TV 아나운서) 이케다 카즈마 (시게루) 무라카미 준 (시게루) 미시마 유타카 스즈키 에이치로 | 후지 TV·교도 TV 마루모 아마네 (각) 키노시타 타카오 (연)             | 폭소 레드카펫                                  |
| 4월 4일 (일) 20주년 기념 봄 특별편 인기방송경연편    | 마루코를 만날 수 있는 마을 まる子と会える町         | 니시다 토시유키 사쿠라 모모코 (목소리: TARAKO) | 미카미 사토시 타카미 아야 오노 모모카 | 모모코 가족 (목소리: 야라 유사쿠 이치류사이 테이유 미즈타니 유코 아오노 타케시 사사키 유코)                                  | 후지 TV·교도 TV 마사오카 켄이치로 (각) 코바야시 요시노리 (연)       | 마루코는 아홉살                                |
| 4월 4일 (일) 20주년 기념 봄 특별편 인기방송경연편    | 대본의 신 台詞の神様                                | 미타니 코키 시바사키 코우                      | 사토 고이치 | 사토 고이치 | 후지 TV·교도 TV 미타니 코키 (각) 코노 케이타 (연)                   | 우리 집의 역사                                 |
| 10월 4일 (월) 20주년 기념 가을 특별편 인기작가경연편 | 싫은 문 厭な扉                                      | 에구치 요스케 사사노 타카시                    | 카미오 유 | 카미오 유 | 마사오카 켄이치로 (각) 사토 유이치 (연)                             | 쿄고쿠 나츠히데 《厭な小説》                   |
| 10월 4일 (월) 20주년 기념 가을 특별편 인기작가경연편 | 첫 걸음 はじめの一歩                                | 오노 사토시 다나카 레나                        | 이토 시로 엔도 켄이치 | 이토 시로 엔도 켄이치 | 카네코 시게키 (각) 무라카미 쇼스케 (연)                             | 마키메 마나부 《による書き下ろし》             |
| 10월 4일 (월) 20주년 기념 가을 특별편 인기작가경연편 | 책갈피의 사랑 栞の恋                                | 호리키타 마키                                  | 키시베 잇토쿠 타케자이 테루노스케 히타카츠 켄토 사와다 이쿠코 | 키시베 잇토쿠 타케자이 테루노스케 히타카츠 켄토 사와다 이쿠코                                                                | 사카모토 유지 (각) 이와타 카즈유키 (연)                             | 슈카와 미나토 《かたみ歌》                     |
| 10월 4일 (월) 20주년 기념 가을 특별편 인기작가경연편 | 살의 취급설명서 殺意取扱説明書                      | 타마키 히로시 츠카모토 타카시                  | 안즈 사유리 노구치 카오루 | 안즈 사유리 노구치 카오루 | 카네코 시게키 (각) 야마우라 마사히로 (각본 협력) 우에다 야스시 (연) | 히가시노 게이고 《毒笑小説》                   |
| 10월 4일 (월) 20주년 기념 가을 특별편 인기작가경연편 | 번제 燔祭                                           | 히로스에 료코 카가와 테루유키                  | 아스카 린 나카무라 토모야 | 아스카 린 나카무라 토모야 | 하시모토 히로시 (각) 와카마츠 세츠로 (연)                           | 미야베 미유키 《鳩笛草》                       |

## 2011년
| 날짜                                       | 제목                              | 주연 주조연                                 | 그 외 출연자                                                | 그 외 출연자                                              | 제작사 제작진                               | 원작·원안                            |
| 5월 14일 (토) 21세기 11주년 기념 봄 특별편 | 몰카튜브 ドッキリチューブ         | 사카구치 켄지 노나미 마호                   | 유게 토모히사 아오이 안나·레이나                            | 유게 토모히사 아오이 안나·레이나                          | 마사오카 켄이치로 (각) 이시카와 준이치 (연) | 코바야시 야스미 《ドッキリチューブ》 |
| 5월 14일 (토) 21세기 11주년 기념 봄 특별편 | 분신 分身                         | 오모리 나오 안                              | 아베 신노스케                                               | 아베 신노스케                                             | 와타나베 치호 (각) 카와게 슌사쿠 (연)       | 유이카와 케이 《ため息の時間》       |
| 5월 14일 (토) 21세기 11주년 기념 봄 특별편 | 통산 通算                         | 마츠다이라 켄 야마모토 유스케               | 마이클 토미오카 야나기 유레이 유타로 마츠오 미도리          | 마이클 토미오카 야나기 유레이 유타로 마츠오 미도리        | 후지키 미츠히코 (각) 사토 겐타 (연)         |                                      |
| 5월 14일 (토) 21세기 11주년 기념 봄 특별편 | 깡통차기 缶けり                   | 나가사쿠 히로미                             | 마츠오 사토루 마부치 에리카                                 | 마츠오 사토루 마부치 에리카                               | 한자와 리츠코 (각) 츠즈키 준이치 (연)       |                                      |
| 5월 14일 (토) 21세기 11주년 기념 봄 특별편 | PETS 펫츠 PETS ペッツ             | 타니무라 미츠키 코쿠쇼 사유리 쿠니나카 료코 | 이시가키 유마 야마나카 타카시                               | 이시가키 유마 야마나카 타카시                             | 카케히 마사야 (각·감)                       |                                      |
| 11월 26일 (토) 가을 특별편                 | 홀리다 憑かれる                   | 마츠시타 나오 나카고시 노리코               | 사토 유우키                                                 | 사토 유우키                                               | 사카이 마사아키 (각) 코바야시 요시노리 (연) | 누쿠이 토쿠로 《憑かれる》           |
| 11월 26일 (토) 가을 특별편                 | JANKEN                            | 미우라 하루마 이시바시 렌지                 | 나카무라 유리 마루야마 토모미 나카무라 이쿠지 타와라기 토타 | 츠무라 노리요시 모리 류지 이시이 토모야 무라마츠 토시후미 | 후지키 미츠히코 (각) 우에다 야스시 (연)     |                                      |
| 11월 26일 (토) 가을 특별편                 | 베이비토크 A정 ベビートークA錠    | 미즈카와 아사미 히라야마 히로유키           | 우치다 슌기쿠 나카야마 세이야 요시다 사야                   | 우치다 슌기쿠 나카야마 세이야 요시다 사야                 | 코미네 히로유키 (각) 이와타 카즈유키 (연)   |                                      |
| 11월 26일 (토) 가을 특별편                 | 귀이개 耳かき                     | 아사노 타다노부                             | 사다 마유미 아난 켄지                                       | 사다 마유미 아난 켄지                                     | 모리 하야시 (각) 스즈키 노부유키 (연)       | 이즈미 마사유키 《耳堀り》           |
| 11월 26일 (토) 가을 특별편                 | 괴롭힘 당하는 아이 いじめられっこ | 시다 미라이 오고 스즈카                     | 사시데 미즈키 니시무라 유나 카지와라 히카리                 | 모리시타 테츠오 후루사와 유스케 우미시마 유키             | 한자와 노리코 (각) 츠즈키 준이치 (연)       | 나가야마 루바 《時計じかけの天使》   |

## 2012년
| 날짜                      | 제목                             | 주연 주조연                                   | 그 외 출연자                                                                            | 그 외 출연자                                                                            | 제작사 제작진                                 | 원작·원안                      |
| 4월 21일 (토) 봄 특별편   | 스윗 메모리 スウィート・メモリー | 나카마 유키에 나가이 마사루                   | 스즈키 카즈마 쿠로사카 마미 이짱                                                        | 스즈키 카즈마 쿠로사카 마미 이짱                                                        | 마사오카 켄이치로 (각) 코바야시 요시노리 (연) |                                |
| 4월 21일 (토) 봄 특별편   | 7살이 되면 7歳になったら         | 스즈키 후쿠 토모사카 리에 카와오카 다이지로   | 쿠게 코코로 아사미 레이나 무로 츠요시                                                   | 쿠게 코코로 아사미 레이나 무로 츠요시                                                   | 후지키 미츠히코 (각) 타카마루 마사타카 (연)   |                                |
| 4월 21일 (토) 봄 특별편   | 가족 家族                        | 다카하시 카츠노리 시라이시 미호               | 니시카와 마유 마츠모토 와카나 야가미 렌                                                 | 니시카와 마유 마츠모토 와카나 야가미 렌                                                 | 하루나 이사무 (각) 사토 겐지 (연)             | 하루나 이사무 《逆誘拐犯》     |
| 4월 21일 (토) 봄 특별편   | 피팅룸 試着室                    | 쿠츠나 시오리 이시구로 히데오 호리우치 케이코 | 다카베 아이                                                                             | 다카베 아이                                                                             | 코미네 히로유키 (각) 고토 요스케 (연)         |                                |
| 4월 21일 (토) 봄 특별편   | 솜털남 ワタ毛男                  | 하마다 가쿠 와타나베 잇케이                   | 우에다 코이치 후지사와 에마 타키자와 사오리 무디 카츠야마 나카야마 킨니쿤 야마사키 유키 | 우에다 코이치 후지사와 에마 타키자와 사오리 무디 카츠야마 나카야마 킨니쿤 야마사키 유키 | 브라질리언 야마다 (각) 우에다 야스시 (연)     | 오다 토비라 《前夜祭》         |
| 10월 6일 (토) 가을 특별편 | 심령 애플리케이션 心霊アプリ     | 오시마 유코 다이토 슌스케                     | 키쿠치 킨야 사토 미유키                                                                 | 키쿠치 킨야 사토 미유키                                                                 | 테라다 토시오 (각) 마츠키 츠쿠루 (연)         |                                |
| 10월 6일 (토) 가을 특별편 | 미래부동산 来世不動産            | 다카하시 카즈미 바카리즈무                    |                                                                                         |                                                                                         | 마스노 히데토모 (각) 이와타 카즈유키 (연)     | 마스노 히데토모 《来世不動産》 |
| 10월 6일 (토) 가을 특별편 | 수도꼭지 蛇口                    | 이토 히데아키 모리구치 요코                   | 미야타케 마츠리 마부치 호마레 이치조 류노스케                                           | 미야타케 마츠리 마부치 호마레 이치조 류노스케                                           | 키타가와 아야코 (각) 사토 겐타 (연)           | 코이케 마리코 《蛇口》         |
| 10월 6일 (토) 가을 특별편 | 맞은편 자리의 연인 相席の恋人    | 쿠라시나 카나 우츠이 켄 사노 카즈마           | 쇼노자키 켄                                                                             | 쇼노자키 켄                                                                             | 와다 키요히토 (각) 타카마루 마사타카 (연)     |                                |
| 10월 6일 (토) 가을 특별편 | 증오 바이러스 ヘイトウイルス     | 쿠사나기 츠요시 모리 렌                       | 후지모토 이즈미 시나가와 토오루                                                         | 후지모토 이즈미 시나가와 토오루                                                         | 쿠로이와 츠토무 (각) 오치아이 마사유키 (연)   | 우메자와 슌 《ヘイトウイルス》 |

## 2013년
| 날짜                       | 제목                                            | 주연 주조연                     | 그 외 출연자                                                                            | 그 외 출연자                                                                            | 제작사 제작진                                 | 원작·원안                                      |
| 5월 11일 (토) 봄 특별편    | 저주web 呪web                                   | 사사키 노조미                   | 다나카 코타로 마츠카와 아이미 오사다 세이야                                             | 다나카 코타로 마츠카와 아이미 오사다 세이야                                             | 오가와 마코토 (각) 마츠키 츠구루 (연)         |                                                |
| 5월 11일 (토) 봄 특별편    | 석유 나오다 石油が出た                          | 마루야마 류헤이 아리무라 카스미 | 나카와키 미키토 코스다 야스토 타와라기 토타 와타나베 테츠                               | 나카와키 미키토 코스다 야스토 타와라기 토타 와타나베 테츠                               | 브라질리언 야마다 (각) 우에다 야스시 (연)     |                                                |
| 5월 11일 (토) 봄 특별편    | AIR닥터 AIRドクター                             | 오구리 슌                       | 아이지마 카즈유키 하라 미키에 미야타 사나에 이토 마사유키 히라이와 카미 코마츠 카즈시게 | 아이지마 카즈유키 하라 미키에 미야타 사나에 이토 마사유키 히라이와 카미 코마츠 카즈시게 | 모리 하야시 (각) 스즈키 노부유키 (연)         | 오다 토비라 《もどき》                         |
| 5월 11일 (토) 봄 특별편    | 불사신 남편 不死身の夫                          | 단 레이 오미 토시노리           | 코바야시 켄사쿠 하야시 마사키                                                           | 코바야시 켄사쿠 하야시 마사키                                                           | 타카야마 나오야 (각) 이시카와 준이치 (연)     |                                                |
| 5월 11일 (토) 봄 특별편    | 계단의 하나코 階段の花子                        | 토쿠이 요시미 오마사 아야       | 니시키베 리사 키시다 미온                                                               | 니시키베 리사 키시다 미온                                                               | 타카야마 나오야 (각) 키노시타 타카오 (연)     | 츠지무라 미즈키 《踊り場の花子》               |
| 10월 12일 (토) 가을 특별편 | 0.03 프레임의 여자 0.03フレームの女             | 나츠나                          | 미야타 토시야 도노 나기코                                                               | 미야타 토시야 도노 나기코                                                               | 키타가와 아야코 (각) 마츠키 츠구루 (연)       | 코나카 치아키 《0.03フレームの女》             |
| 10월 12일 (토) 가을 특별편 | 물을 맡다 水を預かる                            | 카토리 싱고                     | 카호                                                                                    | 카호                                                                                    | 오가와 마코토 (각) 이시이 카츠히토 (연)       | 아사카와 케이타 《水を預かる》                 |
| 10월 12일 (토) 가을 특별편 | 인간 전자레인지 人間電子レンジ                  | 시가 코타로                     | 마노 에리나                                                                             | 마노 에리나                                                                             | 카토 코헤이 (각) 우에다 야스시 (교도 TV) (연) | 타케모토 유지 《人間電子レンジ器》             |
| 10월 12일 (토) 가을 특별편 | 임시 결혼 仮婚                                  | 이시하라 사토미                 | 키타무라 유키야 카사하라 히데유키 카쿠타 아키히로                                       | 키타무라 유키야 카사하라 히데유키 카쿠타 아키히로                                       | 와다 키요토 (각) 모토무라 츠구히로 (연)       |                                                |
| 10월 12일 (토) 가을 특별편 | 어느 날,폭탄이 떨어졌다 ある日,爆弾がおちてきて | 마츠자카 토리                   | 쿠로키 하루                                                                             | 쿠로키 하루                                                                             | 와다 키요토 (각) 조호 히데노리 (교도 TV) (연) | 후루하시 히데유키 《ある日、爆弾がおちてきて》 |

## 2014년
| 날짜                       | 제목                                               | 주연 주조연                     | 그 외 출연자 | 그 외 출연자 | 제작사 제작진                               | 원작·원안                                          |
| 4월 5일 (토) 봄 특별편     | 니트한 그와 큐트한 그녀 二ートな彼とキュートな彼女 | 타마모리 유타 기무라 후미노     | | | 오자와 슌스케 (각) 다카마루 마사타카 (연)   | 와카츠키 히카루 《ニートな彼とキュートな彼女》     |
| 4월 5일 (토) 봄 특별편     | 무덤친구 墓友                                      | 와타나베 에리 마야 쿄코         | 엔조지 아야 요시노 요시코                                                                                       | 엔조지 아야 요시노 요시코                                                                                       | 요시이 미나코 (각) 마츠키 츠구루 (연)       |                                                    |
| 4월 5일 (토) 봄 특별편     | 공상소녀 空想少女                                  | 노넨 레나                       | 이토요 마리에 이리에 진기 미키 커티스 이토 코준                                                                 | 이토요 마리에 이리에 진기 미키 커티스 이토 코준                                                                 | 무코다 쿠니히코 (각) 우에다 야스시 (연)     | 오카모토 (가제) 《空想少女は悶絶中》               |
| 4월 5일 (토) 봄 특별편     | 라스트 시네마 ラスト・シネマ                       | 에이쿠라 나나                   | 카네코 노부아키 키타로                                                                                          | 카네코 노부아키 키타로                                                                                          | 코미네 히로유키 (각) 야마우치 다이스케 (연) |                                                    |
| 4월 5일 (토) 봄 특별편     | 복수병동 復讐病棟                                  | 후지키 나오히토 아카이 히데카즈 | | | 다카야마 나오야 (각) 이시카와 준이치 (연)   | 시미즈 요시노리 《復讐病棟》                       |
| 10월 18일 (토) 가을 특별편 | 서프라이즈 サプライズ                              | 타베 미카코                     | 바바 토오루 후지이 미나 카지 마사키 츠무라 노리요시 미야타 사나에 와타나베 케이코 모리 후지오                   | 바바 토오루 후지이 미나 카지 마사키 츠무라 노리요시 미야타 사나에 와타나베 케이코 모리 후지오                   | 모리구치 유스케 (각) 마츠키 츠구루 (연)     |                                                    |
| 10월 18일 (토) 가을 특별편 | 달리는 스모선수 走る取的                           | 나카무라 토오루                 | 오토오 타쿠마 미즈누마 히로요시                                                                                 | 오토오 타쿠마 미즈누마 히로요시                                                                                 | 다카야마 나오야 (각) 이와타 카즈유키 (연)   | 쓰쓰이 야스타카 《走る取的》                       |
| 10월 18일 (토) 가을 특별편 | 미래도둑 未来ドロボウ                              | 요시타 코타로 카미키 류노스케   | 토누사쿠 토시히데 오하라 사쿠라코 아난 켄지 후나키 사치 가사이 시게아키 키시 아스카 하카세 마이 후지오카 타이키 | 토누사쿠 토시히데 오하라 사쿠라코 아난 켄지 후나키 사치 가사이 시게아키 키시 아스카 하카세 마이 후지오카 타이키 | 오노 토시야 (각) 고토 요스케 (연)           | 후지코 F. 후지오 《未来ドロボウ》                  |
| 10월 18일 (토) 가을 특별편 | 식다 冷える                                        | 와카무라 마유미                 | 이이다 키스케 오야마 렌토 우치다 치카 무라마츠 토시후미                                                         | 이이다 키스케 오야마 렌토 우치다 치카 무라마츠 토시후미                                                         | 야마오카 준페이 (각) 무라카미 쇼스케 (연)   |                                                    |
| 10월 18일 (토) 가을 특별편 | 파나모 ファナモ                                    | 토다 에리카                     | 히라야마 히로유키 히라타 미츠루 하시모토 마미 오자와 아카리                                                     | 히라야마 히로유키 히라타 미츠루 하시모토 마미 오자와 아카리                                                     | 마에다 시로 (각·연)                         | 마에다 시로 《ウンコに代わる次世代排泄物ファナモ》 |

## 2015년
| 날짜                                                | 제목                                   | 주연 주조연                     | 그 외 출연자                                                  | 그 외 출연자                                                  | 제작사 제작진                                 | 원작·원안                                              |
| 4월 11일 (토) 25주년기념 봄 특별편 인기만화가경연편 | 고무고무남 ゴムゴムの男                | 아베 히로시 루피                | 키타무라 유키야                                               | 키타무라 유키야                                               | 카미모리 마리에 (각) 키노시타 타카오 (연)     | ONE PIECE                                              |
| 4월 11일 (토) 25주년기념 봄 특별편 인기만화가경연편 | 자신을 믿은 남자 自分を信じた男        | 이나가키 고로                   | 테즈카 토오루                                                 | 테즈카 토오루                                                 | 후지키 미츠히코 (각) 조호 히데노리 (연)       | 이시카와 마사유키 《自分を信じた男2》                  |
| 4월 11일 (토) 25주년기념 봄 특별편 인기만화가경연편 | 면 面                                  | 스즈키 리오                     | 하카마다 요시히코 키리시마 레이카 야마오카 아이키 마로 아카지 | 하카마다 요시히코 키리시마 레이카 야마오카 아이키 마로 아카지 | 다카야마 나오야 (각) 우에다 야스시 (연)       | 나가이 고 《面》                                       |
| 4월 11일 (토) 25주년기념 봄 특별편 인기만화가경연편 | 곤충들의 집 蟲たちの家                 | 하세가와 쿄코                   | 이타오 이츠지 이리야마 노리코 우메즈 카즈오 (특별출연)        | 이타오 이츠지 이리야마 노리코 우메즈 카즈오 (특별출연)        | 다카야마 나오야 (각) 마츠키 츠구루 (연)       | 우메즈 카즈오 《蟲たちの家》                           |
| 4월 11일 (토) 25주년기념 봄 특별편 인기만화가경연편 | 지박인간 地縛者                        | 마에다 아츠코                   | 다나카 케이 와타나베 마키코                                   | 다나카 케이 와타나베 마키코                                   | 와타베 미츠루 (각) 코노 케이타 (연)           | 이토 준지 《自縛者》                                   |
| 11월 21일 (토) 25주년기념 가을 특별편 걸작부활편    | 이마키요 씨 イマキヨさん               | 노무라 슈헤이 사카이 토시야     |                                                               |                                                               | 타카마루 마사타카 (연)                        | 2006년 3월 28일 방송《イマキヨさん》을 리메이크        |
| 11월 21일 (토) 25주년기념 가을 특별편 걸작부활편    | 어제공원 昨日公園                      | 아리무라 카스미 후쿠다 마유코   |                                                               |                                                               | 우에다 야스시 (연)                            | 2006년 10월 2일 방송《昨日公園》을 리메이크            |
| 11월 21일 (토) 25주년기념 가을 특별편 걸작부활편    | 즌도코베론초 ズンドコベロンチョ        | 후지키 나오히토                 |                                                               |                                                               | 기타가와 에리코 (각) 고토 요스케 (연)         | 1991년 4월 18일 방송 《ズンドコベロンチョ》을 리메이크 |
| 11월 21일 (토) 25주년기념 가을 특별편 걸작부활편    | 추억을 파는 남자 思い出を売る男        | 키나시 노리타케                 |                                                               |                                                               | 이와타 카즈유키 (연)                          | 1994년 10월 10일 방송 《思い出を売る男》을 리메이크    |
| 11월 21일 (토) 25주년기념 가을 특별편 걸작부활편    | High Noon ハイ・ヌーン                 | 와다 아키코 테라지마 스스무     |                                                               |                                                               | 츠즈키 준이치 (연)                            | 1992년 6월 11일 방송 《ハイ・ヌーン》을 리메이크       |
| 11월 28일 (토) 25주년기념 가을 특별편 영화감독편    | 가위표 バツ                            | 아베 사다오                     |                                                               |                                                               | 하세가와 토오루(각본) 야마자키 다카시(연출)   |                                                        |
| 11월 28일 (토) 25주년기념 가을 특별편 영화감독편    | 행복을 가져다 주는 안경 幸せを運ぶ眼鏡 | 츠마부키 사토시 야마모토 미즈키 |                                                               |                                                               | 우야마 케이스케(각본) 모토히로 카즈유키(연출) |                                                        |
| 11월 28일 (토) 25주년기념 가을 특별편 영화감독편    | 상자 箱                                | 다케우치 유코                   |                                                               |                                                               | 사토 시마코(각본&연출)                        |                                                        |
| 11월 28일 (토) 25주년기념 가을 특별편 영화감독편    | 사고물건 事故物件                      | 나카타니 미키                   |                                                               |                                                               | 나카타 히데오(연출)                           |                                                        |
| 11월 28일 (토) 25주년기념 가을 특별편 영화감독편    | 거짓말이 태어난 날 嘘が生まれた日      | 미츠시마 신노스케               |                                                               |                                                               | 우야마 케이스케(각본) 시미즈 다카시(연출)     | 와타나베 유헤이 《ウソキヅキ》                         |

## 2016년
| 날짜                      | 제목                            | 출연                            |  |  | 제작진                                        | 원작·원안                      |
| 5월 28일 (토) 봄 특별편   | 통근하는 군대 通いの軍隊        | 니시지마 히데토시 나카무라 유코 |  |  | (각본) 토쿠오 코지 (연출) 사토 유이치         | 츠츠이 야스타카                |
| 5월 28일 (토) 봄 특별편   | 꿈꾸는 기계 夢見る機械          | 쿠보타 마사타카 이시바시 안나   |  |  | (각본) 타카야마 나오야 (연출) 마츠키 츠쿠루   | 모로호시 다이지로              |
| 5월 28일 (토) 봄 특별편   | 퀴즈의 아저씨 クイズの おっさん | 마츠시게 유타카 타카하시 잇세이 |  |  | (각본) 우야마 케이스케 (연출) 이시카와 준이치 | 타케모토 유지 《おっさんの宴》 |
| 5월 28일 (토) 봄 특별편   | 미인세 美人税                   | 사사키 노조미 우라이 켄지       |  |  | (각본) 타카야마 나오야 (연출) 니시자카 미즈키 | 카토 코헤이                    |
| 10월 8일 (토) 가을 특별편 | 싱크로니시티 シンクロニシティ   | 쿠로키 메이사 후지이 미나       |  |  | (각본) 오카다 미치타카 (연출) 이와타 카즈유키 | 니이츠 키요미                  |
| 10월 8일 (토) 가을 특별편 | 붙여지다! 貼られる！            | 나라야마 히로키 미쿠라 카나     |  |  | (각본) 우야마 케이스케 (연출) 시나다 슌스케   | HERO 《レッテルのある教室》    |
| 10월 8일 (토) 가을 특별편 | 버리는 여자 捨て魔の女          | 후카다 쿄코 아베 준코           |  |  | (각본) 요시이 미나코 (연출) 히지키타 마사토   |                                |
| 10월 8일 (토) 가을 특별편 | 열차에서 생긴 일 車中の出来事   | 키타무라 카즈키 후루카와 유키   |  |  | (각본) 모리 하야시 (연출) 우에다 야스시       | 아비코 타케마루                |

## 2017년
| 날짜                                | 제목                                   | 출연            | 그 외 출연자  | 그 외 출연자  | 제작진                                        | 원작·원안                     |
| 4월 29일 (토) 봄 특별편             | 카멜레온 배우 カメレオン俳優           | 스다 마사키     |               |               | (각본) 쿠로이와 츠토무 (연출) 고토 요스케     |                               |
| 4월 29일 (토) 봄 특별편             | 아내의 기억 妻の記憶                   | 엔도 켄이치     |               |               | (각본) 와다 키요토 (연출) 코노 케이타         | 오성대 작가 웹툰 《기기괴괴》 |
| 4월 29일 (토) 봄 특별편             | 꿈속의 남자 夢男                       | 나카조 아야미   | 카라타 에리카 | 카라타 에리카 | (각본) 이나가키 키요타카 (연출) 마츠키 츠쿠루 |                               |
| 4월 29일 (토) 봄 특별편             | 한 자루가 없다 一本足りない            | 나가사쿠 히로미 |               |               | (각본) 히루타 나오미 (연출) 코바야시 요시노리 |                               |
| 10월 9 ~ 13일 (월 ~ 금) 심야 특별편 | SON-TAKU                               | 시손 준         |               |               | (각본) 다테 씨 (연출) 고토 요스케             |                               |
| 10월 14일 (토) 가을 특별편          | 운명 탐지기 運命探知機                 | 이와타 타카노리 |               |               | (각본) 미우라 마레사 (연출) 조호 히데노리     |                               |
| 10월 14일 (토) 가을 특별편          | 테라지마 寺島                          | 요시오카 리호   |               |               | (각본) 나카무라 시게키 (연출) 츠즈키 준이치   | 카사기 히로시 《테라지마》    |
| 10월 14일 (토) 가을 특별편          | 프리스타일 엄마 フリースタイル母ちゃん | 나카야마 미호   |               |               | (각본) 모리 하야시 (연출) 고토 요스케         |                               |
| 10월 14일 (토) 가을 특별편          | 밤의 소리 夜の声                       | 후지와라 타츠야 |               |               | (각본) 마쓰이 슈 (연출) 코노 케이타           | 데즈카 오사무 《밤의 소리》   |

## 2018년
| 날짜                       | 제목                                       | 출연                | 그 외 출연자  | 그 외 출연자  | 제작진                                        | 원작·원안                                     |
| 5월 12일 (토) 봄 특별편    | 내일로의 워프 明日へのワープ               | 미우라 하루마       |               |               | (각본) 야스에 와타루 (연출) 우에다 야스시     | 코이데 모토키 웹툰 《아이리움》               |
| 5월 12일 (토) 봄 특별편    | 팔로워 フォロワー                          | 시라이시 마이       |               |               | (각본) 오카모토 타카야 (연출) 야마우치 다이덴 |                                               |
| 5월 12일 (토) 봄 특별편    | 소년 少年                                  | 쿠라시나 카나       |               |               | (각본) 하시베 아츠코 (연출) 조호 히데노리     |                                               |
| 5월 12일 (토) 봄 특별편    | 불륜 경찰 不倫警察                         | 카라사와 토시아키   | 카케이 미와코 | 카케이 미와코 | (각본) 브라질리 앤 야마다 (연출) 사토 유이치  |                                               |
| 11월 10일 (토) 가을 특별편 | 유령사원 幽霊社員                          | 사노 시로 카츠지 료 |               |               | (각본) 아카마츠 신 (연출) 호시 마모루         |                                               |
| 11월 10일 (토) 가을 특별편 | 내일의 나 あしたのあたし                   | 쿠니나카 료코       |               |               | (각본) 타케이 아야 (연출)                     |                                               |
| 11월 10일 (토) 가을 특별편 | 크리스마스의 괴물 クリスマスの怪物         | 카와에이 리나       |               |               | (각본) 와다 키요토 (연출) 이와타 카즈유키     | 슈카와 미나토 단편집《박빙의 날》(《수은충》) |
| 11월 10일 (토) 가을 특별편 | 탈출불가 脱出不可                          | 사카구치 켄타로     |               |               | (각본) 야마오카 준페이 (연출) 츠즈키 준이치   |                                               |
| 11월 10일 (토) 가을 특별편 | 매스매틱의 황혼 「マスマティックな夕暮れ」 | 타마시로 티나       |               |               | (각본) 우에다 마코토 (연출) 카미타니 카에데   | 스와 마사시                                   |

## 2019년
| 날짜                      | 제목                                                             | 출연          | 그 외 출연자 | 그 외 출연자 | 제작진                                           | 원작·원안                                                 |
| 6월 8일 (토) 비 특별편    | 거꾸로 소녀를위한 피아노 소나타 さかさま少女のためのピアノソナタ | 타마모리 유타 |              |              | (각본) 사츠키 아야 (연출) 이와타 카즈유키        | 키타야마 타케쿠니 《천년 도서관》                         |
| 6월 8일 (토) 비 특별편    | 모르는 숲 しらず森                                               | 요시다 요     |              |              | (각본) 모리구치 유스케 (연출) 코바야시 요시노리  | 이누이 로쿠로 《모르는 숲》 (《생각은 충족되지 않은 채》) |
| 6월 8일 (토) 비 특별편    | 영원한 히어로 永遠のヒーロー                                     | 고 히로미     |              |              | (각본) 브라질리 앤 야마다 (연출) 카미타니 카에데 |                                                           |
| 6월 8일 (토) 비 특별편    | 인간의 종 人間の種                                               | 키무라 후미노 |              |              | (각본) 시마다 우레하 (연출) 코노 케이타          | (원안) 야마자키 료                                        |
| 6월 8일 (토) 비 특별편    | 무 사무라이 大根侍                                               | 하마베 미나미 |              |              | (각본) 무카이 쿠니히코 (연출) 우에다 야스시      | 타마루 마사토모                                           |
| 11월 9일 (토) 가을 특별편 | 콜드 슬립 コールドスリープ                                       | 무로츠요시    |              |              | (각본) 야마오카 준페이 (연출) 우에다 야스시      | (원안) 오사키 쇼                                          |
| 11월 9일 (토) 가을 특별편 | 사랑의 기억, 멈추지 말아요 恋の記憶、止まらないで                | 사이토 유키   |              |              | (각본) 모로하시 하야토 (연출) 이와타 카즈유키    |                                                           |
| 11월 9일 (토) 가을 특별편 | 솔로 캠핑 ソロキャンプ                                           | 이타오 이츠지 |              |              | (각본) 모로하시 하야토 (연출) 요코오 하츠키      |                                                           |
| 11월 9일 (토) 가을 특별편 | 냄비 뚜껑 鍋蓋                                                   | 스기사키 하나 |              |              | (각본) 아카마츠 신 (연출) 야마우치 다이덴        |                                                           |
| 11월 9일 (토) 가을 특별편 | 에미론 恵美論                                                    | 시라이시 세이 |              |              | (각본) 무카이 쿠니히코 (연출) 야마우치 다이덴    | (원안·각본 협력) 이다씨                                   |

## 2020년
| 날짜                       | 제목                                   | 출연                          | 그 외 출연자 | 제작진                                          |                                        |
| 7월 11일 (토) 여름 특별편  | 얼룩 しみ                              | 히로세 아리스                 |              | (각본) 모로하시 하야토 (연출) 우에다 야스시     |                                        |
| 7월 11일 (토) 여름 특별편  | 3가지 소원 3つの願い                   | 이토 히데아키                 |              | (각본) 아라키 야히토 (연출) 고노 케이타         |                                        |
| 7월 11일 (토) 여름 특별편  | 불타지 않는 아버지 燃えない親父        | 안 마쓰시타 쇼헤이            |              | (각본) 사카모토 에미 (연출) 고노 케이타         |                                        |
| 7월 11일 (토) 여름 특별편  | 게재자 配信者                          | 시라스 진                     |              | (각본) 아라키 야히토 (연출) 후치카미 마사토     |                                        |
| 11월 14일 (토) 가을 특별편 | 코인 런드리 コインランドリー           | 하마다 가쿠 오카자키 사에     |              | (각본) 토야마 에리카 (연출) 마츠기 창츠쿠루     | (원작) 스즈키 유토 "락커룸"            |
| 11월 14일 (토) 가을 특별편 | 타테모토 마사코 タテモトマサコ         | 오타케 시노부 나루미 리코     |              | (각본) 야마오카 준헤이 (연출) 고바야시 요시노리 | (원안) 아라키 야히토                   |
| 11월 14일 (토) 가을 특별편 | 이미지너리 프렌드 イマジナリーフレンド | 히로세 스즈                   |              | (각본) 아라키 야히토 (연출) 우에다 야스시       |                                        |
| 11월 14일 (토) 가을 특별편 | 업데이트 가족 アップデート家族         | 다카하시 카츠미 요시카와 아이 |              | (각본) 무카타 쿠니히코 (연출) 키타보 신이치     | (원작) 초모랑마 핫토리 "업데이트 가족" |

## 어반스토리 (초단편)
본편과는 별도로 10 ~ 30초 정도(특별편에서는 30초 ~ 1분 이상)의 단편이 본편 시작 전에 방송되었다. 또한 초기 특별편, 20주년, 가을 특별편에는 스토리텔러인 타모리가 출연하였다.

### 시즌1 ~ 시즌2
《기묘한 이야기》 1990년 4월 시즌1 개시 ~ 1991년 시즌2 전기까지 방송된 어반스토리. 이때는 시청자를 "기묘한 세계"로 유도하기 위해 "4개의 모니터", "집게 손가락을 대십시오" 등 심리적인 것이나, "가족풍경", "심전도" 등 이른바 깜짝 놀라게 하는 요소적인 것이 방송되었다. 그러나 1991년 4월(시즌2 중기)에 오프닝 변경에 따라 같은 해 4월 ~ 12월까지는 ‘명언·격언 시리즈’로 변경하였으며, 타이틀은 따로 표기 되지 않아 방송된 어반스토리의 내용에 준하여 명기하였다.
- 시즌 1 (1990년 4월 ~ 9월)

4개의 모니터
“이 4개의 모니터 중 1개만 쳐다보세요.”라고 말하는 내레이션. 4개의 모니터를 보고 있으면 오른쪽에서 2번째 모니터가 폭발한다.
바닥 없는 늪
아이가 하얀 바닥을 걷고 있다. 아버지가 검은 마룻바닥에 다리를 넣으면 가라앉아 먹이가 되고만다. 검은 부분은 바닥 없는 늪이었다.
레스토랑 화장실
한 레스토랑, 남자 손님이 화장실을 쓰겠다고 종업원에게 말하지만 종업원은 “화장실은 사용 금지입니다.”라고 말하며 손님을 제지한다. 남자는 종업원의 말을 무시하고 화장실로 들어가고, 걱정이 되어 남자를 살피러 온 종업원이 화장실 문을 열자 남자는 화장실에서 떠내려가고 없다.
부엌
아이가 망치를 가지고 어머니가 있는 부엌으로 온다. 그리고 천천히 달걀을 작업대에 두고는 “도와줄게.” 하고, 말리는 어머니의 말을 듣지않은채 가지고 있던 망치를 휘두르면 망치가 망가진다. 보다못한 어머니가 한마디 한다. “그러니까 말했잖아.”
집게 손가락을 대보세요
“집게 손가락을 대십시오.”라는 내레이션 후, 텔레비전 화면의 ● 부분에 집게 손가락을 대면 피가 떨어진다.
시계
8시를 가리키는 시계. “당신의 시계는 정확합니까?”라는 내레이션 후, 초침의 속도가 서서히 늦춰지고 그대로 멈춘다.
작품 56 ‘버튼’
미술전에 온 중년 남자가 전시된 ‘작품 56 "버튼"’을 ‘누르지 마시오’라는 주의 문구를 무시하고 누르면 갑자기 연기가 나온다. 그 연기가 사라지면 남자는 그림 속에 들어가 있고, 작품명 ‘작품 57 "버튼 누르는 남자"’로 바뀌어 있다.
돌 하우스
돌 하우스에서 노는 아이들. 갑자기 방 전체가 밝아지고 아이들이 쳐다본다. 그곳에는 “이 돌 하우스 갖고 싶었어.”라고 말하며 기뻐하는 거대한 소녀가 아이들을 보고 있다.
2개의 초
회전하는 2개의 초. “예쁜 촛불이다.”라는 내레이션 후 촛불이 겹친 순간, 아무것도 없는 공간에 불이 붙고, “어!” 하는 내레이션.
가족풍경
한 가족의 풍경. 아버지가 이쪽(시청자)을 눈치챈다. 곧이어 엄마와 딸이 눈치채고 이쪽으로 접근. 그러자 공부하던 아들이 다가와 “아, 시끄러워!”라고 말하고, (가족 쪽의) 텔레비전 전원을 끈다.
심전도
“가슴에 손을 얹고 물어보세요>”라는 내레이션. 심전도를 잠시 보고 있으면, 돌연 “앗!”하는 소리의 내레이션이 나온다. 그러자 심전도가 직선이 됨과 동시에 삐 소리가 나고, “아, 미안"”하는 내레이션.
엘리베이터
‘남자’와 ‘여자’라고 표시된 2대의 엘리베이터. 남성 사원이 다른 남성 사원의 제지를 무시하고 ‘여자’ 엘리베이터를 탄다. 가고자했던 층에 도착하고 남성 사원은 여성 사원의 모습으로 엘리베이터에서 나온다.
깨진 커피잔
회사 사무실. 상사가 여성 사원에게 ‘자료’ 확대 복사를 부탁하는데 “복사기는 고장입니다.”라고 하는 여성 사원. 그러나 그 말을 무시하고 복사하러 가는 상사. 그러면 “고장 난다고 했잖아요.”라며 굵은 목소리로 말하는 여성 사원. 그 목소리를 들은 상사는 놀라고, 복사기 앞에는 체육 자세하고 있는 거대한 여성 사원이… 그렇다. 확대된 것은 ‘자료’가 아니라 ‘여성 사원’인 것이었다.
- 시즌 2 (1991년 1월 ~ 3월)

한밤중의 거울
“한밤중에 상현달이 거울에 비치면, 또 하나의 당신이 비친대요.”. 시키는대로, 중앙의 거울을 들여다보면 불상의 얼굴이 해골로…
성년식 후 돌아오는 길
성년식을 마친 3명의 여성. 그 중 한명은 어렴풋이 빛나고 있다. 그 여자가 신사의 돌계단을 오르면 “죽은 아이의 나이를 세면 20세였습니다.”라는 키시다 쿄코의 내레이션이 나오고, 돌계단을 다 오른 여자가 사라진다.
튼튼한 달걀
3개의 달걀을 받침대 위에 두고 오른쪽부터 차례로 망치로 깬다. 그러나 제일 왼쪽의 달걀은 깨지지 않고 오히려 망치가 부러지고 만다.
공중전화
공항. 출국 전 외국인 남성이 공중 전화에서 연인인 여성에게 이별의 전화를 걸고 있다. 여자는 “안녕”이라고 말하며 수화기 너머로 키스를 한다. 남성이 “잘 지내.”라고 말하고 수화기를 내려놓자 남성의 볼에 키스 마크가 찍혀있다.
다시 한번 보여줘
직장에서 돌아온 여성이 텔레비전을 켜면 《기묘한 이야기》의 엔딩이 나온다. 시무룩해진 여성이 “다시 한번 보여줘!"라고 텔레비전 화면을 향해 화를 내면, 엔딩부터 거꾸로 돌아가 오프닝부터 다시 시작된다.
면접
면접 중인 회사. 왠지 위화감 있는 두 남성 면접관이 면접에 온 여성에게 “정말 우리 회사에서 일하고 싶습니까?”라고 물으면 여성은 “네”라고 대답하고, 남성 중 한명이 여성에게 커피를 권한다. 그러자 두 남성의 머리가 바뀌고, 그것을 본 여성이 놀라자 두 사람은 “왜 그래요?”라고 한마디.
친구의 초대
청년이 《기묘한 이야기》를 보고 있는 중에 친구에게서 나오라는 전화를 받는다. 어쩔 수 없이 가기로 한 청년이 텔레비전을 끄면 화면은 깜깜해진다.
세면대
평소와 다름없는 아침 풍경. 남자가 양치질을 한 뒤 거울을 보며 입냄새를 체크한다. 그러면 거울 속의 남자가 코를 막고 “우웩” 토하는 제스처를 한다.
담배
걸으면서 담배를 피우고 있는 젊은 남자가 계단에 있는 노파 앞에서 담배를 함부로 버린다. 보다 못한 노파가 그 담배를 주워 그대로 피운다. 그러면 ‘젊은 남자’가 ‘노인’으로, ‘노파’가 ‘젊은 여자’로 변한다.
캔들
한 레스토랑. 양초에 사진이나 담배를 들고 가면 그 형태대로 잘려 나간다. 계속하자 “낭비하지 마세요.”라며 웨이터가 화를 낸다.
성냥
켜지지 않는 성냥을 필사적으로 문지르는 외국인 남성. “제길, 성냥!“이라고 화를 내면서 겨우 성냥을 켜 불꽃을 키우면 남자의 얼굴이 불덩이로…

### 특별편
특별편 시리즈 초기에는 스토리텔러인 타모리가 출연한 어반스토리가 방송되었다(1994년 칠석과 1995년 겨울은 제외). 1995년 1월의 겨울 특별편 이후 어반스토리는 방송되지 않았지만, 2010년 10월의 ‘20주년, 가을’에서 약 15년만에 방송되었다.
도중하차 (1990년 가을 특별편)
전차에 있는 타모리, 타모리가 그 회의 개요를 설명한 후 전차에서 내리면, 우주에서 지구로 낙하한다.
신년인사 (1991년 겨울 특별편)
가문(가문의 문양)이 새겨진 하카마를 입은 타모리가 자택 거실에서 세배를 한 뒤 아내에게 불려 나가면 거기에는 한 그루의 고목 외에는 아무 것도 없는 들판이... “어떻게 된 거지?”라고 타모리가 중얼거리면 눈부신 빛과 함께 거대한 《기묘한 이야기》 조형물이 눈앞에 나타난다. 그것을 본 타모리는 “아무래도 저는 역시 기묘한 세계에서 빠져나갈 수 없나보네요.”라고 한마디한다.
검문 (1992년 봄 특별편)
한 나라의 검문소. 그곳에 붙어 있는 수배자 포스터에는 타모리의 사진이 있다. 거기에 펑크 풍의 젊은이가 탄 한대의 차가 오고 검문을 통과한다. 차는 인기척이 없는 장소에 서고, 젊은이가 얼굴의 턱 부분에 손을 대면 ‘변장 마스크’가 벗겨진다. 변장을 풀어가면서 대시보드에 숨겨 둔 선글라스를 끼면 거기에는 타모리가… 그렇다. 그는 검문을 빠져나가기 위해 젊은이로 변장하고 있었던 것이다. 그리고 “오랜만입니다”라고 말하면 주제곡이 흐르면서 어딘가로 달려가는 차.
커플과 가족 (1992년 겨울 특별편)
커플과 가족이 텔레비전을 보고 있다. 그러나 채널도 바꾸지 못하고 음성도 음소거인 텔레비전. 그 모습이 담긴 모니터 옆에 타모리가 서 있고, “이것은 한 나라의 실험에서 서로가 서로의 모습을 텔레비전 화면 너머로 보는 것”이라고 설명한다. 즉, 그들은 모르는 사이에 서로를 쳐다보고 있던 것이었다. 그 설명을 하는 타모리가 서서히 전쟁 이야기를 시작하는 순간 화면이 바뀌고, 황폐한 세계 속의 무너진 건물 한가운데에 놓여 있는 모니터와 그것을 보고 있는 침팬지. 이 모니터에 비치는 것 또한 서로의 세계를 보고 있는 것이다.
국경 (1993년 여름 특별편)
월경하려는 ‘어떤 인물’을 파악하기 위해서 국경 부근에서 매복하고 있는 경관들. 그러나 누군가에게 습격당해 월경을 허락하고 만다. 습격당한 경관들의 타고 있던 경찰차 안에 ‘검은 고양이’가... 그렇다. 타모리가 다시 ‘이 세계’에 돌아온 것이다.
염사실험 (1994년 겨울 특별편)
‘염사실험’을 하고 있는 여성 초능력자와 그것을 지켜보는 남성 연구원과 방송국 취재진들. ‘염사’는 성공하고, 카메라에서 꺼낸 사진을 본 초능력자는 겁에 질려있다. 이상하다고 느낀 남성 연구원은 그 사진을 보고 경악한다. 그 사진에는 ‘일그러진 타모리의 얼굴’이 찍혔있던 것이다.
4개의 전구(1994년 칠석 특별편)
“이 4개의 전구 중 1개에만 집중하세요”라는 내레이션. 4개의 전구를 잠시 보면 오른쪽에서 2번째 전구가 터진다.
추한 얼굴 (1995년 겨울 특별편) <The Twilight Zone의 에피소드 중 한 편을 리메이크>
성형수술을 끝낸 여성이 붕대를 풀고 손거울을 보면 거울 속에는 미인이 된 자신의 모습이 비친다. 그러나 여성은 웬일인지 오열하고, “실패다!”라고 외치는 의사들. 마스크를 벗으니 그들은 모두 괴물의 얼굴을 하고 있다.
기념일 (20주년 기념 2010년 가을 특별편 인기작가경연편)
도로변에 세워진 한대의 차 안에서 두 남녀가 대화를 하고 있다. 여자가 “오늘이 무슨 기념일인지 기억해?”라며 남자에게 묻지만 남자는 기억나지 않는지 곤란해 하고 있다. 그러던 중 지면이 강하게 흔들리고, 두 사람이 탄 차 바로 옆에 거대한 운석이 떨어진다. 두 사람이 차에서 내려 운석을 보자 그곳에는 《기묘한 이야기》라고 적혀있다. 두 사람에게 다가오는 발소리. 운석에 적힌 글자와 의문의 발소리에 휩싸인 두 사람의 눈 앞에 타모리가 나타나 한 마디 한다. “20주년 기묘한 세계에 어서오십시오.”. (참고로 이 단편에서는 20주년에 빗대어 국도의 이정표, 차 열쇠고리, 컵홀더에 꽂혀있는 음료의 이름, 두 사람이 알고지낸 햇수 등 모든 숫자가 20으로 되어있다.)

### 2006년 봄 특별편
야마다 축제
야마다라는 남성(사카타 토모하루)이 어느 날 아침 달력을 보면, 오늘 날짜에 ‘야마다 • 축제’라고 적혀 있다. 그리고 집을 나서자 많은 사람이 야마다를 떠들썩하게 맞아준다. 야마다는 신나게 “내가 야마다다!”라고 외치자, 사람들은 야마다를 땅에 쓰러뜨리고는 때리기 시작한다. 달력에 적혀 있던 것은 사실 ‘야마다피축제’(‘•’를 확대해 보면 ‘피’라는 글자)인 것이었다.
화장실 (‘레스토랑 화장실’ 리메이크)
서둘러 화장실에 뛰어드는 남자(다나카 요지), 그러나 화장실은 청소 중이다. 청소부(야마나시 하나)는 남자에게 “화장실은 사용 금지입니다.”라고 한다. 하지만 남자는 무시하고 ‘사용 금지’인 화장실에 들어가고, 남자가 일을 본 후 양변기 레버를 돌리자 갑자기 화장실에서 비명이 들린다. 걱정되어 달려간 청소부가 서둘러 문을 열면 남자가 화장실 변기에 떠내려가는 것을 보게 된다.
통각 (‘집게 손가락을 대보세요’ 리메이크)
“이 검은 점에 집게 손가락을 대보세요.”라는 내레이션 후, (시청자가) 검은 점에 손가락을 대면 거기에서 피가 떨어진다.
운명의 붉은 실 (1991년 2월 21일에 방송된 동명의 작품과는 다른 작품)
자신의 새끼 손가락에 묶여 있는 운명의 붉은 실이 보이는 것을 알게 된 남성(카타야마 레오)이 그 빨간 실을 따라가는데, 실은 감옥 안으로 이어져 있다. 감옥으로 침입을 시도하는 남성이지만 바로 경찰에게 붙잡히고 만다. 지금 막 출소하는 여성, 남성과 붉은 실이 연결된 여성(미시마 토모코)이다.
사이코 키네시스 (‘4개의 모니터’ 리메이크)
4개의 인형이 있고 가만히 쳐다보면 왼쪽에서 2번째 인형이 폭발한다.
리모컨
비디오를 보고 있는 주부 에이코(오츠카 치카) 앞에 초등학생 딸(노구치 마오)이 와서 화면을 가린다. 놓친 부분을 다시 보려고 주부가 리모컨의 되감기 버튼을 누르면 딸이 아기가 되어 버린다. 서둘러 빨리 감기 버튼을 누르자 딸은 이번에는 고교생이 되고 만다. 그 후 조금씩 되감기 버튼을 눌러 딸을 원래대로 돌려 놓고, 주부는 이 리모컨을 사용해 자신을 회춘시킨다. 그 후 미용실을 열고 여성을 젊어지는 장사를 하기 시작해 성공한다.
점
운세를 보다고 있는 여성(아사미)에게 점쟁이(야마우치 나오)는 “당신과가장 가까운 사람에게 불행이 닥칩니다.”라고 말한다. 그 순간, UFO가 여성의 눈 앞에 추락하고 점쟁이가 죽는다.
오셀로
5인용 의자 왼쪽에 장발의 인물, 그 옆 세 자리에 대머리 세명이 앉아있다. 오른쪽 빈 의자에 장발의 인물이 옮겨앉자 대머리 세명의 머리에서 머리카락이 자란다.
그 또한
화재로 갈팡질팡하는 사람들 속에서 불을 끄기 위해 달려온 소방관(이노우에 야스시, 아베 료헤이)은 온몸이 녹색인 사람이 도망 가는 것을 목격한다. 보면, 비상구 픽토그램 속 녹색 사람 그림이 없어졌다.
횡단보도 (‘바닥 없는 늪’ 리메이크)
횡단보도에서 아이들이 놀고있다. 그곳을 우연히 지나가던 켄지(요시카와 후미키)의 할아버지(스즈키 타이메이)가 “뭐 하니?”라고 묻자, “탐험해요. 검은색 부분은 바닥 없는 늪이예요.”라고 대답한다. 할아버지가 “길에서 놀면 안 된다.”라며 주의를 주려 검은 부분에 발을 딛자 아이들의 눈 앞에서 할아버지가 늪으로 빨려든다. 할아버지 뒤에서 우연히 지나가던 초등학생도 제물이 된다.

### 2006년 가을 특별편
초능력 연구
남자(마이도 유타카)가 염력으로 숟가락을 구부리고 있지만 좀처럼 휘어지지 않는 숟가락. 연구원은 어이없어하지만 염력을 이어가는 남자. 창 밖에는 도쿄 타워가 서서히 휜다.
미니어처 가든 (‘돌 하우스’ 리메이크)
방 안에 있는 여자 아이. 아버지가 아이를 위해 돌 하우스를 사와, 아이는 즐겁게 돌 하우스를 가지고 놀고 있다. 돌 하우스의 지붕을 들어올리고 안을 보면 갑자기 아이의 집 천장이 밝아지고, 낯선 여자가 놀고있는 아이와 아버지를 본다.
오브제 (‘작품 56 "버튼"’ 리메이크)
한 미술관. 수상한 사나이(미조구치 시게키)이 관내를 서성이고 있다 "버튼"이라는 이름의 오브제를 발견한다. 그 조형물에 흥미를 가진 남자는 경고를 무시하고 "버튼"을 누른다. 그리고 남자 뒤에 온 커플(아미노 케이스케, 이토 마유)이 어느 작품에 관심이 보인다. 그 작품은 ‘버튼을 누르는 남자’. 남자가 그대로 석고화되어 버린 것이다.
확대 복사 (‘복사기’ 리메이크)
잔업을 하고 있는 과장(나카노 케이)과 사원(스즈키 마이카). 과장이 ‘확대 복사 요청’이라는 자료를 사원에게 전달하고, 사원은 복사기로 향하지만 고장난 복사기. 사원이 과장에서 “복사기 고장났습니다.”라고 하는 말을 무시한채 사원에게 복사를 지시한다. 그러나 “복사기 고장났다니까요.”라는 사원의 말에 한마디 하려던 과장은 경악한다. 머리가 천장에 닿을 정도로 키가 커진 사원. ‘확대’된 것은 자료가 아닌 ‘사원’인 것이었다.

### 2014년 가을 특별편
인터폰
방 안의 인터폰이 울리자 화면을 보는 여자(하마카와 후미에). 처음에는 아무것도 보이지 않던 화면에 갑자기 하얀 옷을 입은 긴 머리의 여자(루이카)가 나타나더니 점점 화면으로 다가와 결국 인터폰 화면에서 나온다. 여자는 공포를 느끼고 소리치지만, 긴 머리의 여자는 인터폰 화면에 맞춘 미니 사이즈였다.
섀도 복싱
로드 워크 중인 남자(맛켄유)가 멈춰서서 가볍게 스트레칭을 하자 벽에 비친 남자의 그림자는 섀도 복싱을 시작한다. 남자가 그림자를 향해 “다 끝났어?”라고 묻자 그림자는 벽에서 나와 남자를 때려눕히고 달려간다.
크림 소다
카페에서 남자(이노 히로키)가 여자(키시이 유키노)에게 외도한 것에 대해 사과하고 있다. 그 후 테이블 위의 크림 소다를 함께 마시는 남녀. 여자는 결국 빨대로 남자도 삼켜버린다.
버리지 못하는 여자
자신의 집에 남자(우지 키요타카)를 초대한 여자(오쿠보 카요코). 잡동사니가 어수선하게 널브러져 있지만 여자는 “버릴 수 없다.”고 한다. 여자가 커피잔을 가지러 들어간 안쪽 방에는 십수 명의 남자들이 있다.
표지판
수트를 입은 남자 둘(미야네 세이지, 타쿠마 타카유키)이 취해서 갈지자로 걷고 있다. 우산을 휘두르다 ‘보행자전용도로’ 표지판을 맞히고 만다. 남자들은 표지판 속 그림에게 사과하고 자리를 뜨는데, 그 후 표지판의 남성 그림에서 대량의 코피가 쏟아진다. 남성 그림은 손수건으로 코피를 닦아내고 다시 표지판 속 아이 그림의 손을 잡는다.

### 2016년 가을 특별편
계속 친구

### 2017년 봄 특별편
끝말잇기 가족
빨강

### 2017년 심야 특별편
SON-TAKU

### 2018년 봄 특별편
시로고나미 역